# Războiul Civil Sirian
Războiul Civil Sirian (de asemenea Criza siriană; în prima fază Revolta din Siria) este o serie de demonstrații antiguvernamentale ce au început la 26 ianuarie 2011. Ca parte a valurilor de demonstrații antiguvernamentale și revoluții din țările arabe, protestatarii din Siria cer libertate politică, manifestează împotriva sistemului dictatorial uni-partinic perpetuat în timpul conducerii țării de către președinții Hafez și dr.Bashar al-Assad, împotriva hegemoniei membrilor sectei alawite, apropiați de familia Assad, în guvern și conducerea armatei și a organelor de securitate, împotriva șomajului, a corupției și a încălcării drepturilor omului în țară.
Manifestațiile de masă, împotriva cărora regimul a reacționat, fără prea multe reticențe, cu focuri de arme, arestări și bombardamente focalizate pe cartierele și localitățile rebele, s-au transformat cu timpul într-un adevărat război civil, la care au început să ia parte tancuri și avioane.   
Manifestațiile și actele de răscoală s-au extins în întreaga țară, la ele participând musulmani suniți (care reprezintă circa 73% din populația Siriei) religioși și laici, și membri ai minorităților, mai ales kurzi (și ei, musulmani suniți, dar nu arabi).  
Războiul e întreținut de diverse facțiuni: Regimul Sirian și aliații internaționali ca Iran, Rusia și Hezbollah,  Rebelii, respectiv Armata Siriană Liberă și  Forțele Siriene Democratice Kurde susținute de SUA și statele membre NATO, Grupările jihadiste salafide precum Frontul al-Nusra și Statul Islamic al Irakului și Siriei (Daesh), precum și alte grupări susținute de Turcia și Arabia Saudită.  
Din septembrie 2015, Iran, Rusia și Hezbbolah sprijină regimul sirian împotriva grupărilor rebele și teroriste. SUA conduc o coaliție împotriva teroriștilor și forțelor guvernamentale siriene. Turcia e implicată din 2016 sprijinind opoziția siriană, ocupând nordul Siriei luptând împotriva kurzilor.
Organizațiile internaționale au acuzat regimul sirian, ISIS și rebelii risieni de încălcarea drepturilor omului și comiterea unor 
masacre.
Au fost inițiate multe tentative pentru încheierea armistițiului, dar fără succes. Atacurile chimice atribuite guvernului sirian au stârnit reacții internaționale precum și intervenția militară americană asupra țintelor regimului sirian, escaladând tensiunile diplomatice dintre Statele Unite ale Americii și Federația Rusă.

## Context

### Regimul lui Assad

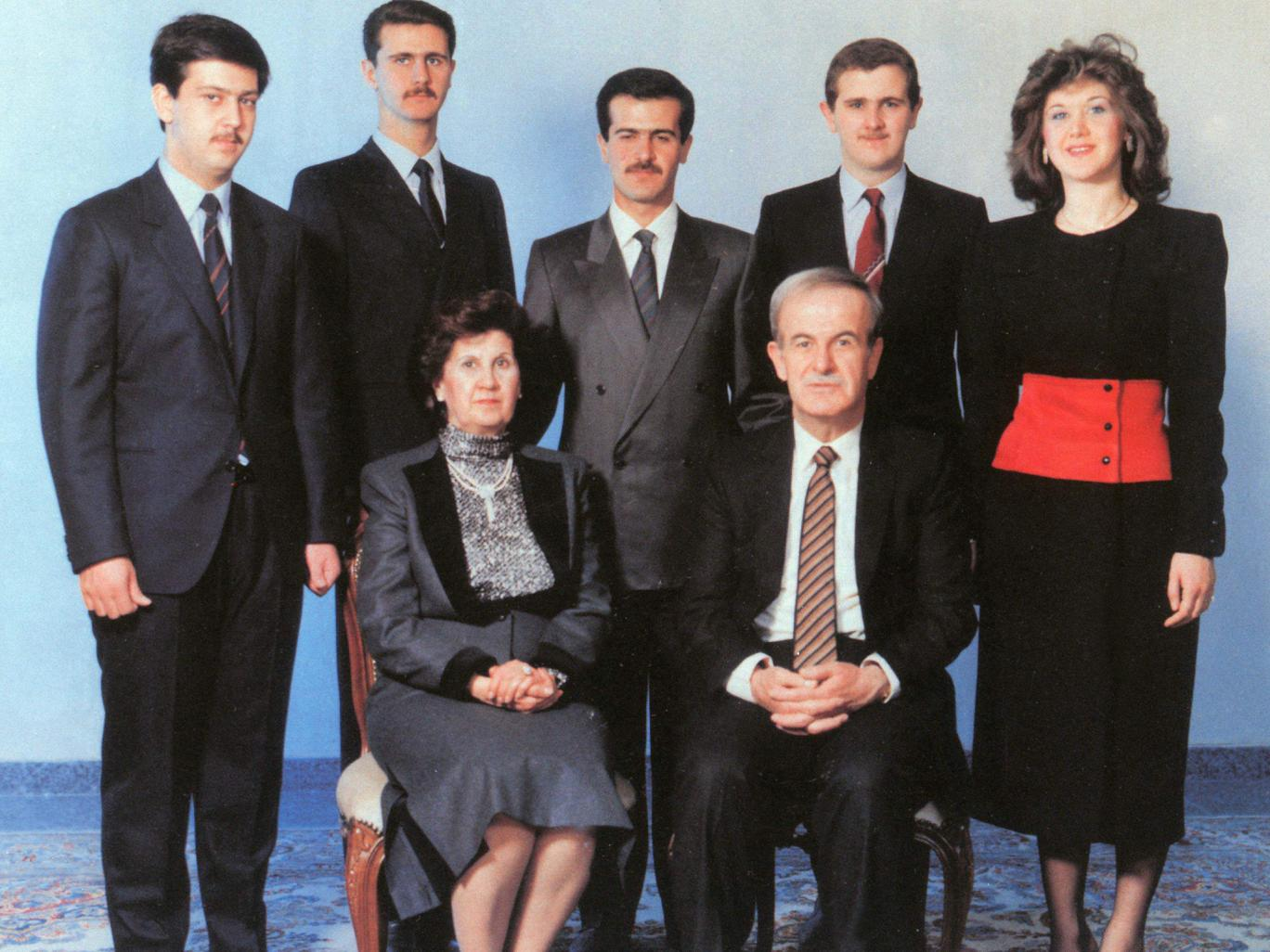
Familia Al Assad conduce Siria din 1971

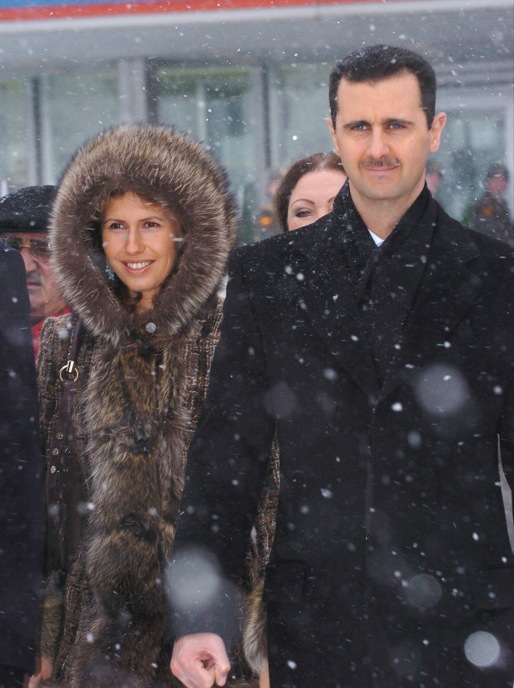
Bashar si Asmaa al-Assad la Moscova

Siria a devenit o republică independentă în 1946, fiind eliberată de sub protectoratul francez în urmă celui de-al doilea război mondial. Regimul democratic s-a încheiat în martie 1949 în urma loviturilor de stat, fiind instaurată dictatură militară. În 1954, un protest popular împotriva regimului militar a transferat puterea de la armată la civili. Între 1958-1961, sistemul parlamentar a fost înlocuit cu guvernul prezidențial executiv și centralizat.  
Dar guvernarea seculară regională  Ba'ath a venit la putere printr-o lovitură de stat în 1963. Pentru următorii ani Siria a fost un teatru de lovituri de stat și schimbări de guverne. 
În martie 1971, Hafez al Assad, un alawit, s-a declarat pe el însuși drept președinte până la moartea sa din anul 2000.  Din 1970, branșa regională siriană seculară a fost autoritatea politică dominantă, fiind unicul partid politic de stat până la primul Consiliu Popular al Siriei în 2012, permițând alegeri libere și multipartidism. 
Pe 31 ianuarie 1973, Hafez al-Assad a implementat o nouă constituție care a dus la o criză națională. Constituția elimina obligativitatea ca liderul de stat să fie de religie musulmană, ceea ce a dus la demonstrații masive în Hama, Homs și Aleppo organizate de Frăția Musulmană și de ulama. Assad era considerat drept " inamicul lui Allah" . Dar guvernarea sa a supraviețuit revoltelor frăției musulmane.
Hafez al-Assad a murit în 2000, fiind succedat la președinție de fiul său Bashar al-Assad. Bashar al-Assad și soția sa Asma de religie musulmană sunnită s-au născut și au fost educați în Marea Britanie în spiritul democrației.
În iulie 2000-august 2001 s-a desfășurat Primăvara de la Damasc, o perioadă de dezbateri politice și sociale privind reformele democratice sub conducerea lui Bashar  al-Assad.  Dar tentativa de democratizare s-a încheiat   în august 2001, 10 activiști care militau pentru alegeri democratice și nonconformism civil fiind arestați. 
Bashar al-Assad a eșuat în a oferi reformele promise și a menținut dictatură, susținând că nu există " opoziție moderată" și că toată opoziția  alcătuită din forțe jihadiste ce vor să-i distrugă conducerea seculară. În aprilie 2017, într-un interviu susținut la ziarul ceh Vecernji, susținea că teroriștii și rebelii jihadiști care operează în Siria sunt legați cu agendele statelor străine care îl vor înlăturat. 

### Demografie și fundalul socioeconomic

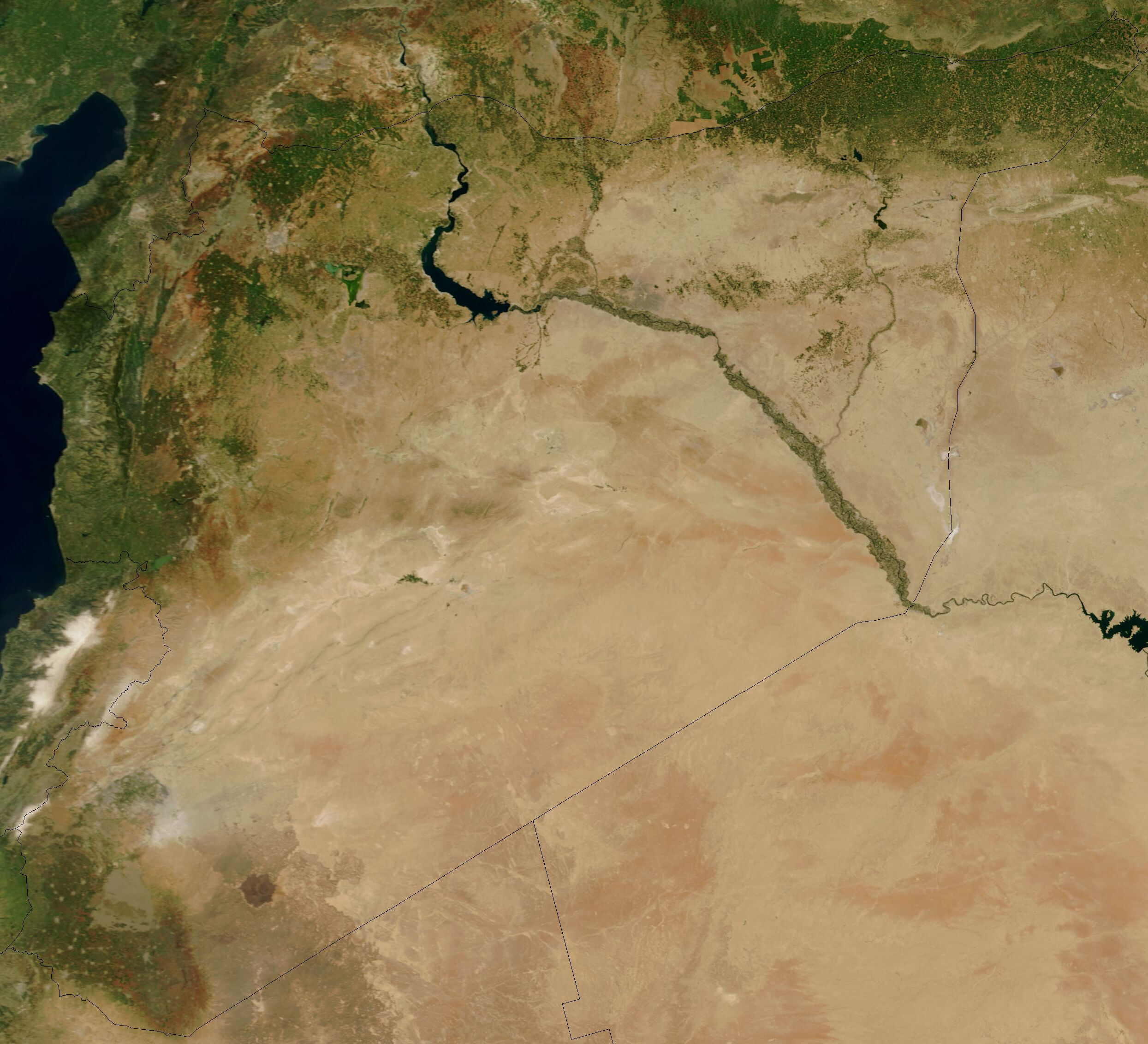
Harta Siriei

Arabii sirieni, împreună cu alți 600 000 de arabi palestinieni, alcătuiesc 74% din populație.  Din toată populația musulmană, 74% sunt suniți și sufiți, și 13% sunt șiiți, 8-12% fiind alawiti , 2% fiind mershdisi, 3% druzi și 10% sunt creștini. 
Liderul regimului, Bashar al Assad, este afiliat (că și tatăl sau) sectei alawite. Alawiții controlează securitatea Siriei. Alawites control Syria's security apparatus.
Majoritatea sirienilor creștini aparțin bisericilor creștine estice, precum cea catolică, siriacă ortodoxă, greco-ortodoxă, bisericii de la Antioh, bisericii asiriene și bisericii ortodoxe armene care există pe acest teritoriu încă din secolul I. 
Sirienii kurzi alcătuiesc 9% din populație, îndurând cele mai multe discriminări și persecuții, fiindu-le negate drepturile culturale și lingvistice, precum și cele cetățenești.  Turcmenii alcătuiesc 3-5% din populație.  Asirienii, un popor indigen est aramaic sunt în număr de 400.000 și populează nord-estul Siriei. Alte minorități etnice includ armenii, circasienii, turcmenii, grecii, mhallamii, kawlya, yezidi, shabakii și mandenii.
Societatea siriană a fost afectată de inegalitate după politicile de liberalizare inițiate de Hafez al-Assad. În ce privește sectorul terțiar al serviciilor, de acesta a beneficiat doar o minoritate, doar cetățenii care aveau relații guvernamentale și membrii al clasei sunnite comerciale din Damasc și Aleppo.  În 2010, PIB-ul nominal al Siriei pe cap de locuitor era de 2.834 $, comparabil cu Nigeria și sub statelor învecinate ca Liban, având o creștere anuală de 3,39%.  
Multe orașe au îndurat o rată uriașă de sărăcie, precum Daraa și Homs, precum și alte districte sărace ale orașelor mari. Șomajul era foarte ridicat în rândul tinerilor. 

### Seceta
Printr-o coincidență, violențele din Siria au izbucnit chiar în timpul unei secete intense. Seceta a durat din 2006 până în 2011, multe recolte fiind eșuate, multe prețuri ale alimentelor suferind scumpiri și multe familii de fermieri fiind nevoite să emigreze în orașe. Migrația, mai ales cea provenită din Irak în urmă războiului, a încordat infrastructură.   
Distribuția apei la populație a continuat să fie o problema majoră   pe durata războiului civil.

### Drepturile Omului

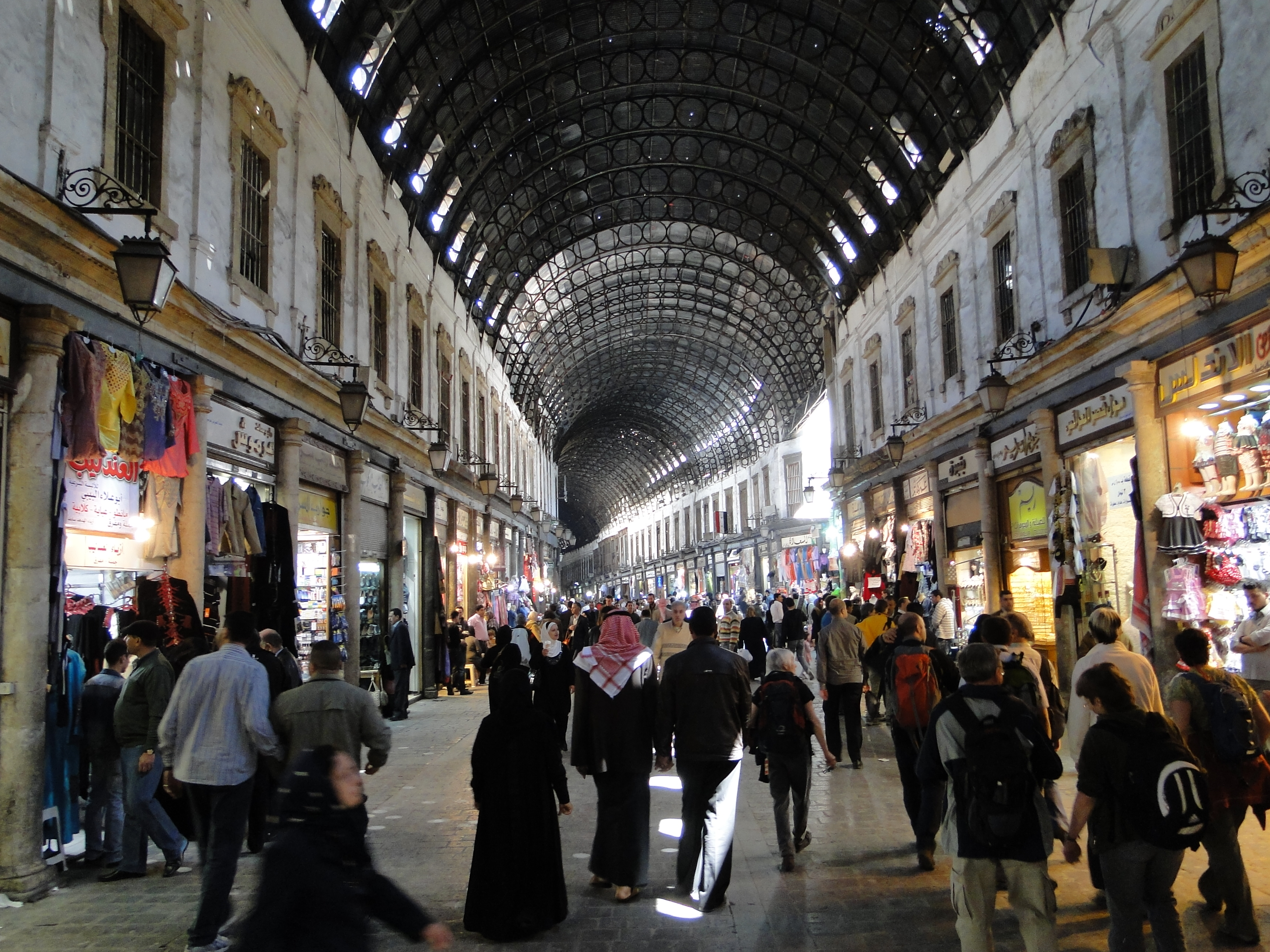
Al-Hamidiyah Souq-cea mai mare piata din Damasc in anul 2010

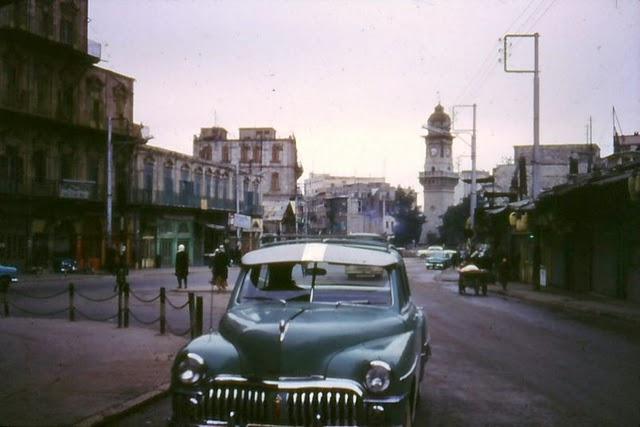
Aleppo in anul 1961

Situația drepturilor omului în Siria a fost un aspect criticat de organizațiile globale. Drepturi precum liberă exprimare, la asociere și de adunare au fost sever controlate și reprimate de regimul sirian.  Statul s-a aflat sub stare de urgență din 1963 până în 2011, astfel adunările publice la care participau mai mulți de 5 oameni au fost interzise.  Forțele de securitate își exercitau puterea prin arestări și detenție. 
Autoritățile au hărțuit și arestat activiști care militau pentru drepturile omului și criticau guvernarea. Mulți prizonieri au fost supuși unor metode de tortură. Femeile și minoritățile etnice au fost supuse discriminării în sectorul public. Miilor de kurzi le-au fost negate drepturile de a dobândi cetățenia în 1962, iar descendenții lor sunt în continuare catalogați drept străini.  În 2004 au izbucnit proteste și tensiuni în regiunea siriană Kurdistan, precum și ciocniri între protestatarii kurzi și forțele de securitate de atunci.   Security forces had sweeping powers of arrest and detention.
Assad a eșuat în tentativa de  a democratiza Siria. Din 2011 Siria este considerat un stat eșuat, cuprins de anarhie și război civil.

## Cronologia evenimentelor războiului

### Proteste civile (martie-iulie 2011)

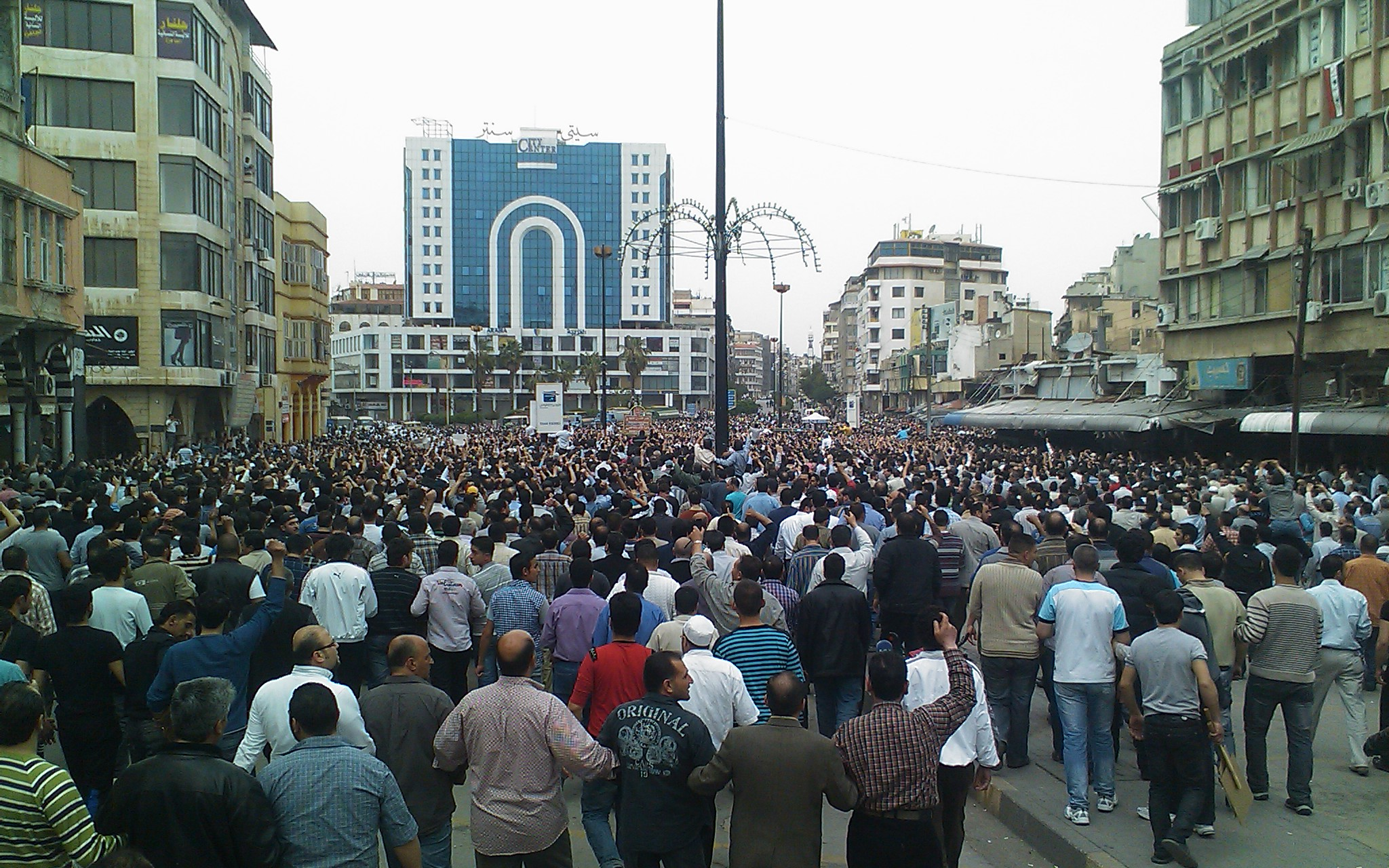
Protest masiv impotriva regimului Assad in Homs

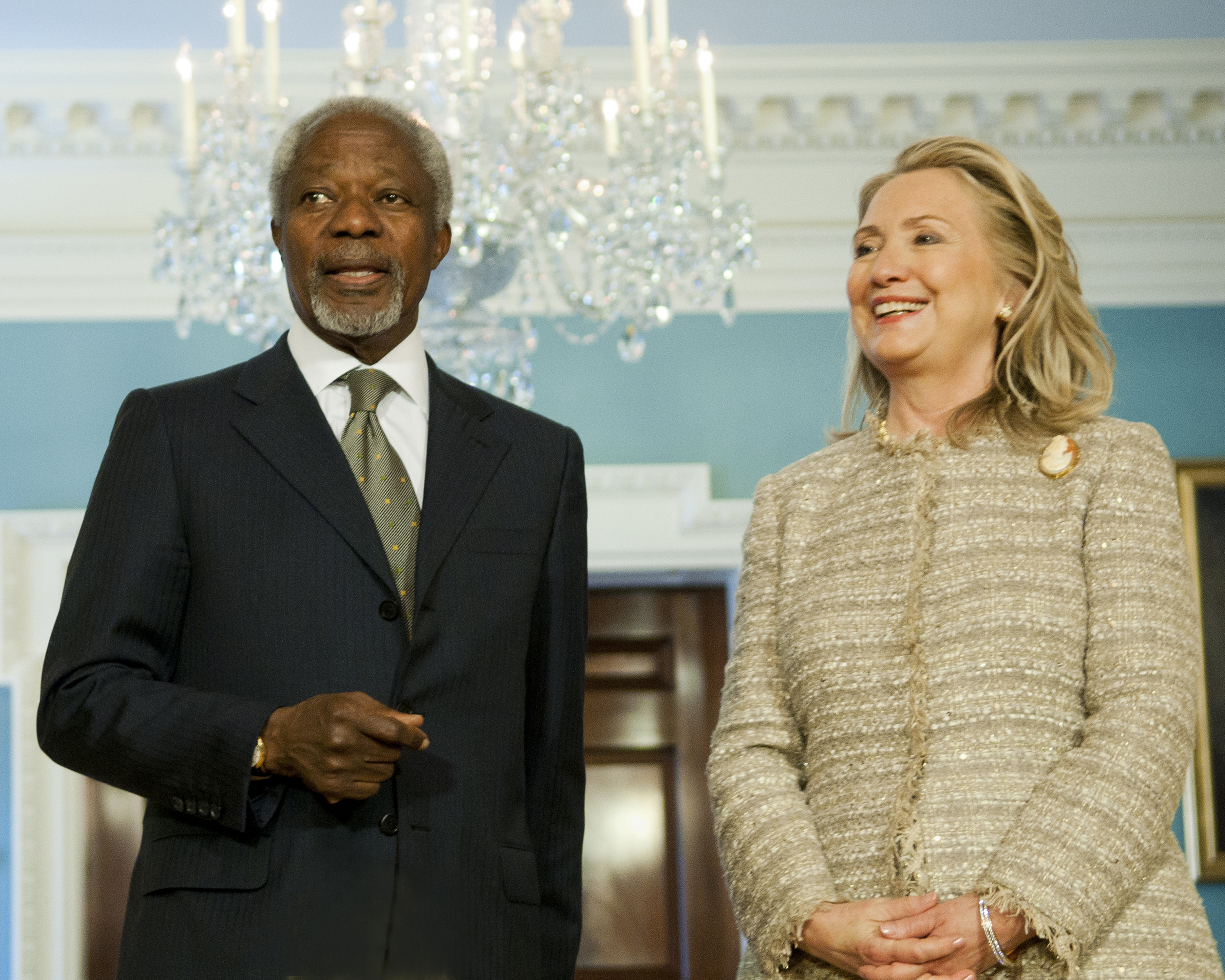
Secretarul de Stat al SUA, Hillary Clinton, se întâlnește cu reprezentantul special al Ligii Arabe-ONU, Kofi Annan, la Departamentul de Stat din Washington pe 8 iunie 2012, discutând despre situația din Siria

Protestele au început pe 15 martie 2011, când protestatarii au mărșăluit în capitala statului sirian, Damasc, cerând reforme democratice și eliberarea prizonierilor politici. Forțele de securitate au tras focuri de armă spre protestatari conform BBC. Protestele au fost înăbușite brutal cu arestarea unui băiat și al prietenilor săi de către forțele guvernamentale pentru că a scris cu graffiti „Poporul cere înlăturarea guvernului”  în orașul Daraa.  Un băiat de 13 ani, Hamza al-Khateeb, a fost torturat și ucis.Guvernul a susținut că băieții n-au fost atacați și că statul Qatar a incitat majoritatea populației la protest. 
Dar Siria era una dintre țările aflate în plină revoluție pe fundalul Primăverii Arabe. Pe 20 martie, protestatarii au incendiat sediile partidului Ba'ath și alte clădiri. Ciocniri violente au avut loc între șapte ofițeri de poliție și 15 protestatari.  Zece zile mai târziu, președintele Bashar al-Assad învinuia "conspiratorii străini" pentru că au împrăștiat propagandă israeliană printre protestatari. 
Colonelul și primul locotenent al FSA (Armata Siriană Liberă) au anunțat formarea Brigăzii de Cucerire, parte al FSA în Tell Rifaat, la nord de Aleppo, pe 31 iulie 2012. 
Până pe 7 aprilie, protestatarii au cerut reforme democratice, eliberarea prizonierilor politici și întărirea libertăților individuale, precum și abolirea stării de urgență și încheierea corupției. Pe 8 aprilie, sloganurile demonstrațiilor se axau doar pe un singur scop: înlăturarea regimului Assad. Protestele s-au răspândit simultan în zece orașe. Pe 22 aprilie, protestele ajungeau în 12 orașe. În mai 2011, 1000 de civili și 150 de soldați și polițiști au fost uciși în ciocniri violente. Mulți studenți, activiști liberali și ai drepturilor omului au fost arestați.  and 150 soldiers and policemen had been killed and thousands detained; among the arrested were many students, liberal activists and human rights advocates.
Rezistență a luat o întorsătură armata împotriva securității de pe 4 iunie 2011 în Jisr al-Shugur. Rapoarte neverificate evidențiază că multe forțe de securitate au dezertat după ce poliția secretă și ofițerii spioni au executat soldați care au refuzat să împuște civili. Tot mai mulți protestatari au început să se înarmeze și tot mai mulți soldați au dezertat alăturându-se cauzei acestora. 

### Începutul Insurgenței (iulie 2011-aprilie 2012)

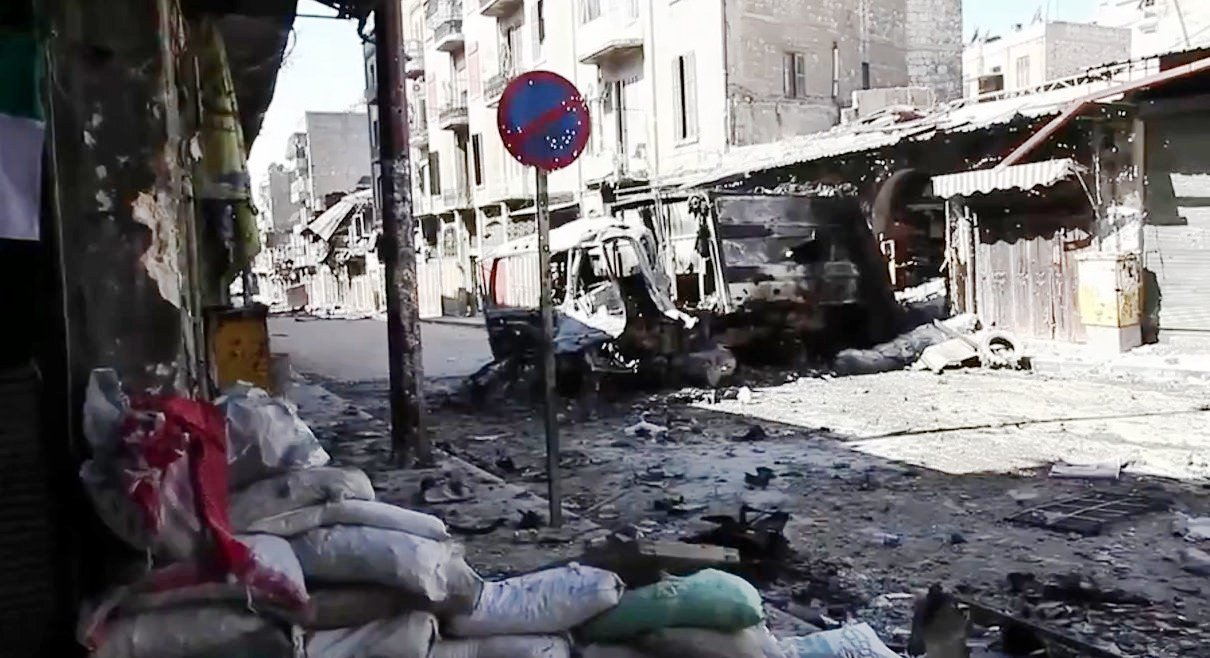
O mașină explodata din Aleppo

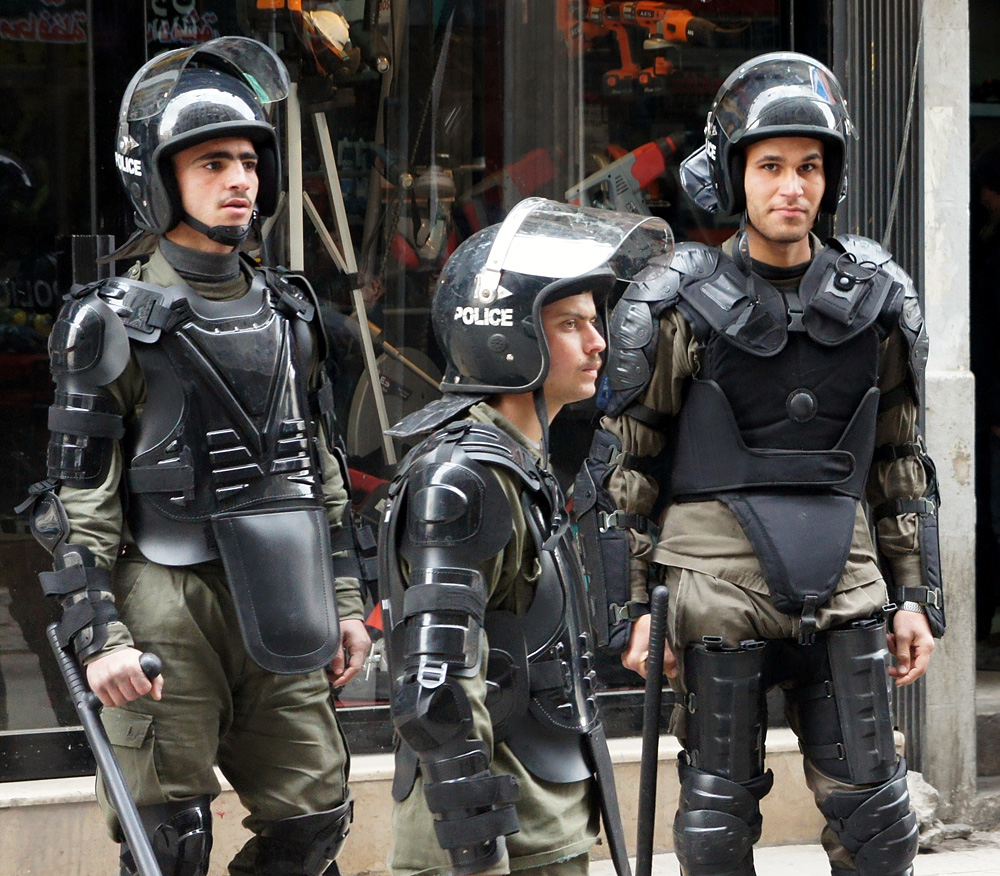
Forțele de ordine ale regimului trimise sa reprime protestele

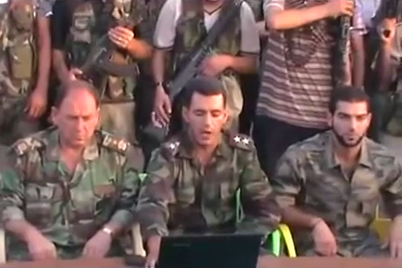
Formarea brigăzii de cucerire al Armatei Siriene Libere în Tell Rifaat

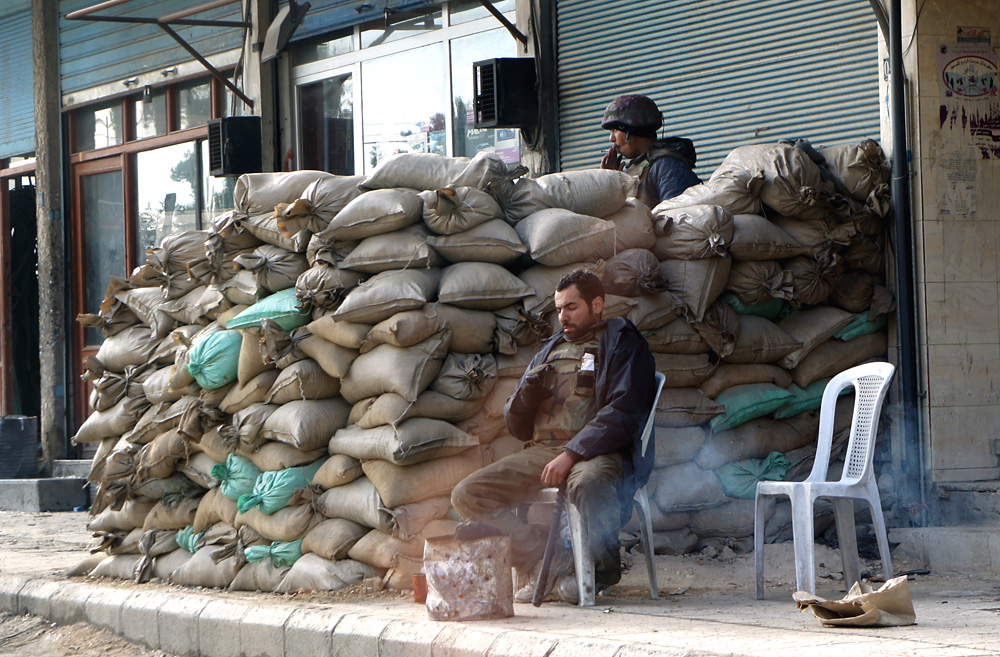
Armata Siriana in Douma-ianuarie 2012

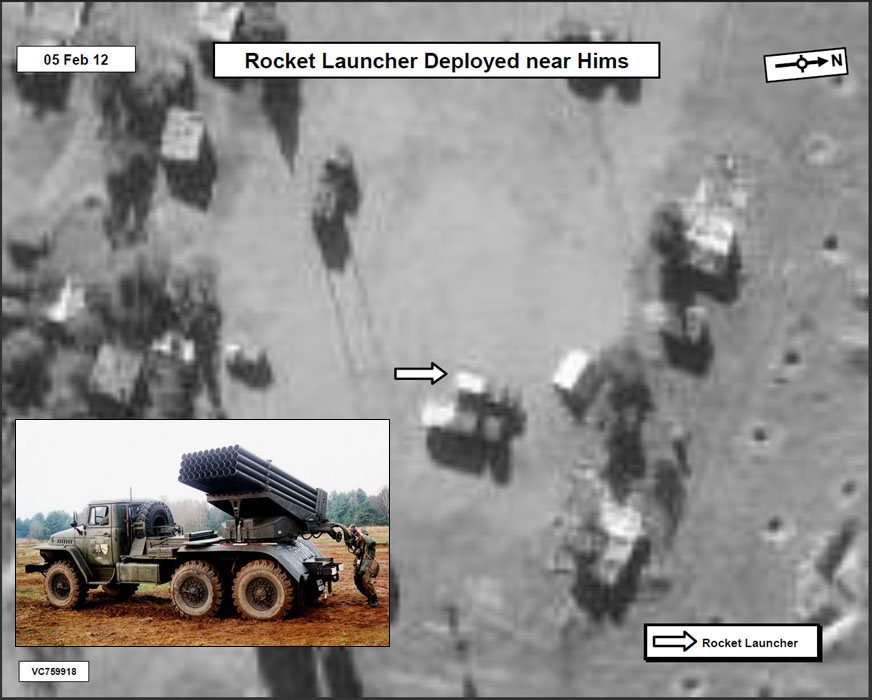
Lansatoare de rachete lângă Homs

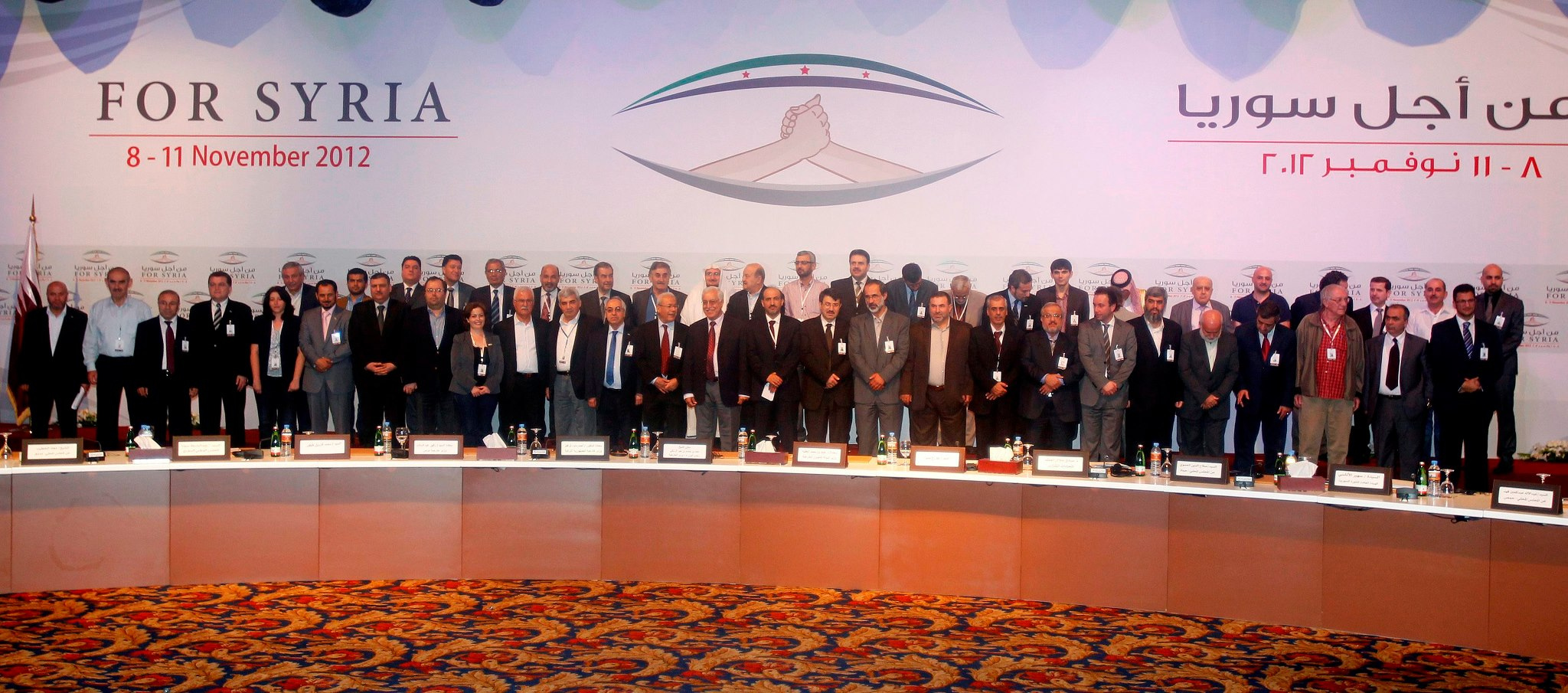
Coaliția Națională Siriană

Faza insurgenței timpurii al războiului civil sirian a durat din iulie 2011 până în aprilie 2012, fiind asociată cu răsărirea milițiilor înarmate de opoziție în toată Siria și începutul rebeliunii armate împotriva autorităților Republicii Arabe Siriene. Începutul insurgenței a fost marcat de formarea FSA - Armata Siriană Liberă pe 29 iulie 2011, când un grup de ofițeri au dezertat , declarând stabilirea primei forțe militare organizate de opoziție. Alcătuită din personal militar sirian dezertați, armata de rebeli a cerut înlăturarea dictatorului Bashar al-Assad și al guvernului sau de la putere.
Perioada războiului a constat în proteste civile, că ulterior să devină un conflict civil conform multor observatori de la Comisia Drepturilor Omului de la ONU. Rebelii deveneau tot mai bine organizați și începeau să aibă primele succese în atacarea și respingerea forțelor guvernului sirian. 
Liga Arabă a monitorizat misiunea pe care a inițiat-o în decembrie 2011, fiind încheiată cu un eșec în februarie 2012, când trupele siriene și rebelii au continuat să poarte bătălii în întreagă țară. Guvernul sirian a interzis observatorilor străini să vegheze asupra fronturilor active și asupra asediilor fortărețelor. 
În 2012, Kofi Annan a devenit Reprezentant Special al Ligii Arabe de la ONU. Acesta a întocmit un plan de pace și armistițiu, însă în ciuda desfășurării negocierilor, rebelii și armata siriană au continuat să se lupte. Planul de armistițiu al ONU a fost declarat și aplicat de delegația specială a lui Kofi Annan și declarată în aprilie 2012.
Între timp, administrația americană de atunci, în special președintele Barrack Obama și secretarul de stat, Hillary Clinton, au făcut presiuni pentru demiterea președintelui sirian Bashar al-Assad din august 2011 în urmă comiterii violențelor asupra populației care încerca să protesteze pașnic pentru reforme democratice.  Administrația s-a alăturat statelor pentru a oferi asistență non-letală rebelilor sirieni din opoziție împotriva guvernului Assad. De asemenea, au susținut acțiuni de caritate și umanitare ale organizațiilor non-guvernamentale în Siria. În 2012, Hillary Clinton a alcătuit un plan cu directorul CIA de atunci, David Petraeus, pentru a înarma opoziția siriană și a antrena rebelii, dar propunerea a fost respinsă de oficialii Casei Albe care se temeau că printre rebeli s-ar putea află extremiști ascunși.

### Armistițiu și escaladare  (aprilie 2012-decembrie 2013)

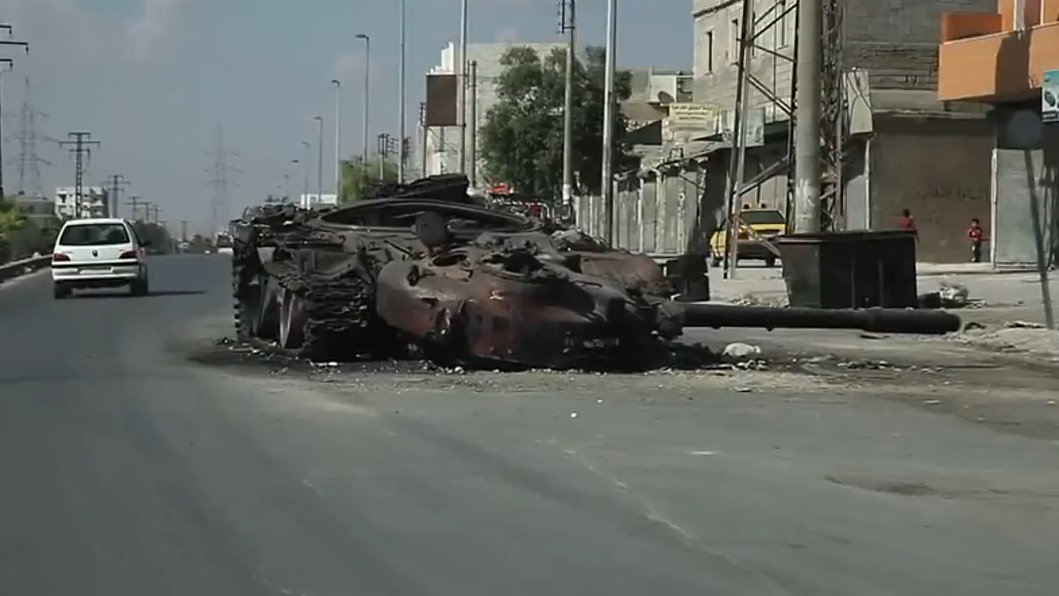
Un tanc distrus la Aleppo

Orasul Aleppo in 2013 dupa 2 ani de lupte

Aleppo in 2013

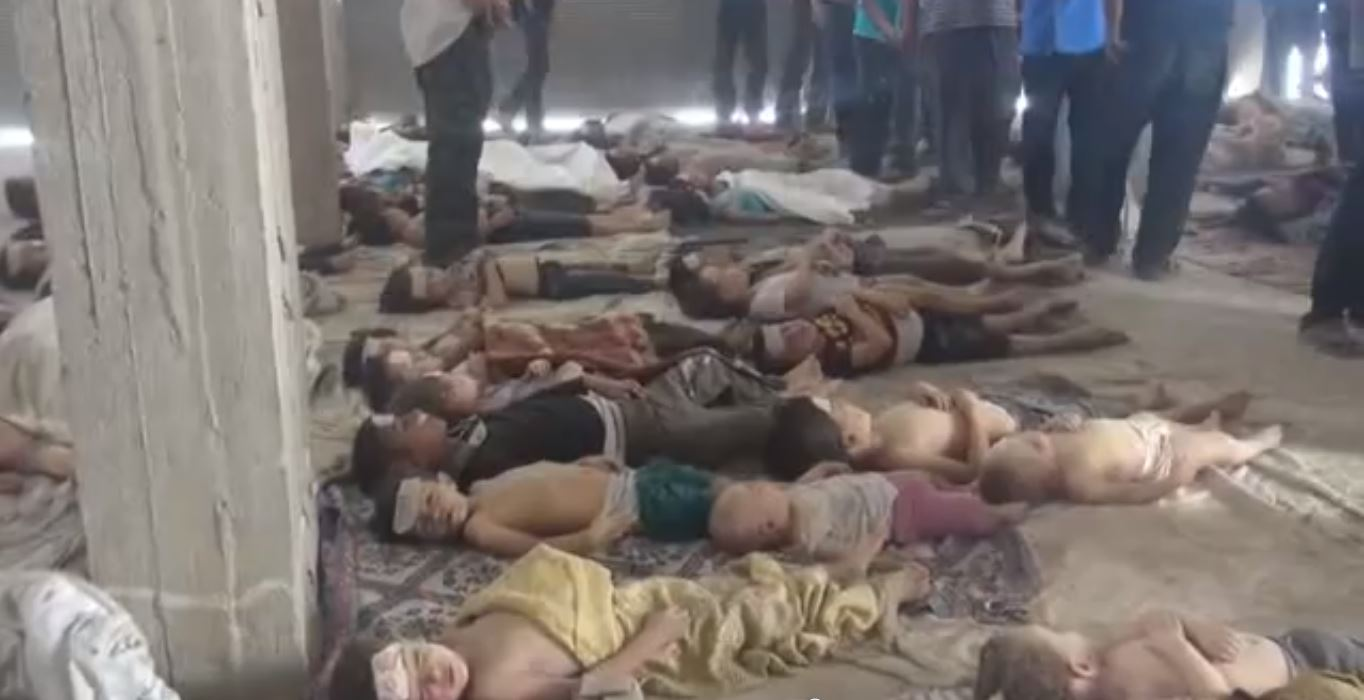
Victimele atacului chimic de la Ghouta

Escaladarea protestelor din 2012-2013 a dus la amploarea războiului civil sirian după ce armistițiul mediat de ONU a fost încălcat. În iunie 2012, violențele s-au aprins din nou, ajungându-se la lupte de gherilă.  
Pe 25 mai 2012 a fost comis un masacru la Houla unde 108 oameni au fost executați sumar, iar  ultimatumul oferit armatei regimului de către FSA a fost anulat. FSA și-a început operațiunile de ofensivă împotriva trupelor regimului. Pe 1 iunie 2012, președintele Assad a intenționat să înăbușe protestele antiguvernamentale. Pe 12 iunie 2012, ONU a proclamat oficial că Siria se află în război civil. Conflictul s-a împrăștiat în cele mai mari orașe, Damasc și Aleppo. 
După eșecul armistițiului din octombrie 2012-primăvară 2013, rebelii au continuat să avanseze spre toate fronturile. În decembrie 2012, oficialii americani au susținut că armata regimului a început să tragă cu rachete balistice Scud în luptătorii rebeli din interiorul Siriei. Pe 11 ianuarie 2013 grupările islamiste, inclusiv Frontul al-Nusra, a ocupat în totalitate baza aeriană Taftanaz în Idlib după săptămâni de lupte. În ianuarie 2013, ciocnirile au erupt din nou între rebeli și forțele kurde din Ras al-Ayn, forțele YPG s-au mutat în a respinge forțele regimului din zonele petroliere din provincia Hassakeh. Pe 6 martie 2013, rebelii au capturat orașul Raqqa, fiind prima capitală provincială pierdută de guvernul Assad. 
Avansul rebelilor a fost oprit în aprilie 2013 de către armata siriană care i-a putut reorganiza și iniția operațiuni de ofensivă. Pe 17 aprilie 2013, forțele guvernamentale au aplicat blocada asupra rebelilor din Wadi al-Deif timp de 6 luni. Lupte grele s-au dus în Babuleen după ce trupele regimului au încercat să securizeze controlul asupra autostrăzii ce ducea spre Aleppo. Întreruperea asediului a permis forțelor guvernamentale să-și aprovizioneze bazele militare din regiune. În aprilie 2013, forțele guvernamentale și Hezbollah s-au implicat în operațiuni de ofensivă de a captura zona de lângă al-Qusayr. Pe 21 aprilie, forțele pro-Assad au capturat orașele Burhaniya, Saqraja și al-Radwaniya de lângă granița libaneză. 
Din iulie 2013, situația a devenit îngrijorătoare, devenind un război civil total, Siria devenind un întreg front de război cu numeroase victime, dar fără schimbări teritoriale majore. Pe 28 iunie 2013, forțele rebele au capturat obiective strategice din orașul Daraa. La scurt timp după, opoziția siriană a declarat război unei grupări islamice teroriste- Statul Islamic al Irakului și Levantului, ce devenea tot mai dominant pe front, ucigând și rebeli și forțele loialiste ale lui Assad. Un avans major a avut loc pe 6 august 2013, rebelii capturând baza militară aeriană Menagh după 10 luni de asediu. 
Pe 21 august 2013, în regiunea Ghouta a avut loc un atac chimic din care a rezultat mii de răniți și sute de morți. Atacul a fost urmat de ofensive militare conduse de forțele regimului. Atacul chimic a fost atribuit regimului Assad ceea ce a atras atenția Comunității Internaționale care a cerut imediat regimului dezarmarea imediată și distrugerea armelor chimice.  

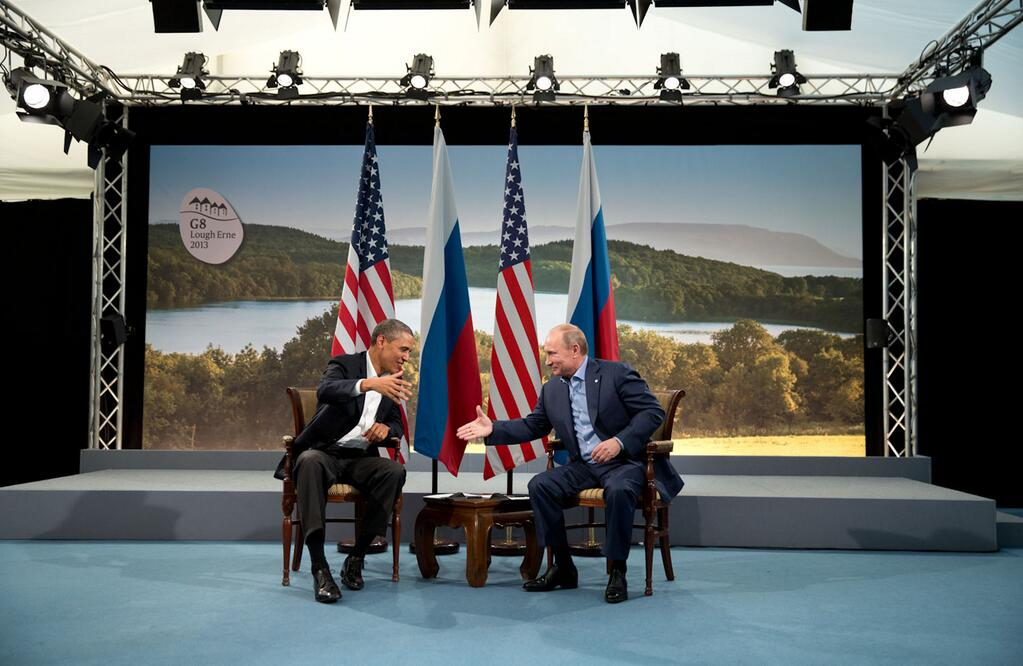
Barack Obama si Vladmir Putin la summitul G8 din iunie 2013, discutând numeroase subiecte, printre care si rezolvarea diplomatica a războiului civil din Siria

În 2012, Obama i-a sugerat demisia președintelui Bashar al-Assad, susținând că testarea armelor chimice de către guvernul sau depășea linia roșie și ar putea determina SUA să inițieze o intervenție militară. După raportările privind atacul chimic din Ghouta, administrația Obama l-a învinuit formal pe Assad pentru incident și a cerut aprobare de la Congresul American pentru intervenție. Obama avea apoi suportul Marii Britanii și al Franței pentru atacarea Siriei. Secretarul Apărării, Chuck Hagel, a aprobat planul prin a bombarda fabricile și depozitele de arme chimice din Siria ale regimului cu rachete de croazieră Tomahawk.  Pe 11 septembrie 2013, în urmă presiunilor și negocierilor cu președintele Federației Ruse, Vladimir Putin, Obama a anulat orice intenție militară, fiind asigurat că Rusia va supraveghea distrugerea armelor chimice de către regimul sirian. 
Decizia lui Obama de a lăsa Siria nepedepsită a atras un val de critici de la elitele americane și aliații săi în detrimentul credibilității internaționale al Americii.
Însuși magnatul Donald Trump, viitorul președinte al Americii, a comentat deseori pe Twitter că Statele Unite nu ar trebui să se implice în Siria pentru suportul și înarmarea rebelilor „jihadiști”. 
Spre finalul anului 2013, Armata Siriană guvernamentală a condus numeroase operațiuni de ofensivă împotriva luptătorilor și rebelilor de opoziție pe multe fronturi. Alături de aliații săi, Hezblollah și brigada al-Abas, trupele regimului au lansat o ofensivă în Damasc și Aleppo în noiembrie 2013. Lupte dintre forțele kurde, rebeli și frontul al-Nusra au continuat în alte zone.
După estimări, până la data de 1 februarie 2012, au fost uciși în tulburări cel puțin 14.000 oameni, multe mii de demonstranți și răsculați au fost răniți, circa 14.000 persoane au fost arestate, iar circa 14.000 s-au refugiat în Turcia și Liban.
Liga arabă și ONU au întreprins încercări de a convinge pe președintele Assad să înceteze represiunea sângeroasă a manifestațiilor, să procedeze la reforme și să ajungă la o înțelegere cu opoziția. Atât ONU cât și guvernul Siriei sunt de acord că protestatarii au legături cu grupările teroriste. Procesul de reforme a fost început, în primul rând fiind schimbată Constituția. 
În aprilie 2013 papa Francisc a cerut încetarea violențelor din Siria și eliberarea celor doi episcopi ortodocși răpiți. La sfârșitul lunii septembrie 2013 papa Francisc l-a primit pe patriarhul ortodox din Siria, care și-a exprimat recunoștința pentru preocuparea sa pentru poporul sirian. În data de 25 noiembrie 2013 a avut loc întâlnirea dintre papa Francisc și președintele Vladimir Putin, care au purtat discuții cu privire la situația din Siria.

### Ascensiunea grupărilor islamice și intervenția Statelor Unite ale Americii în Siria(ianuarie 2014-septembrie 2015)

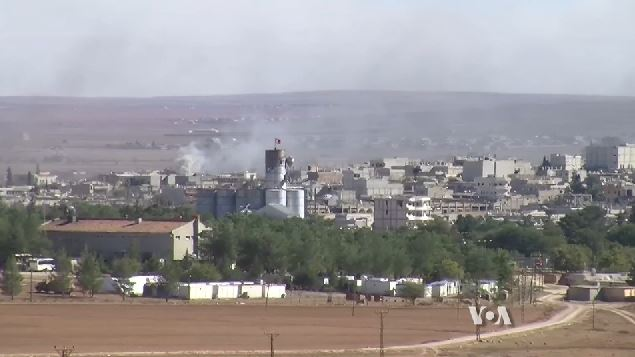
Bombardarea orasului Kobani

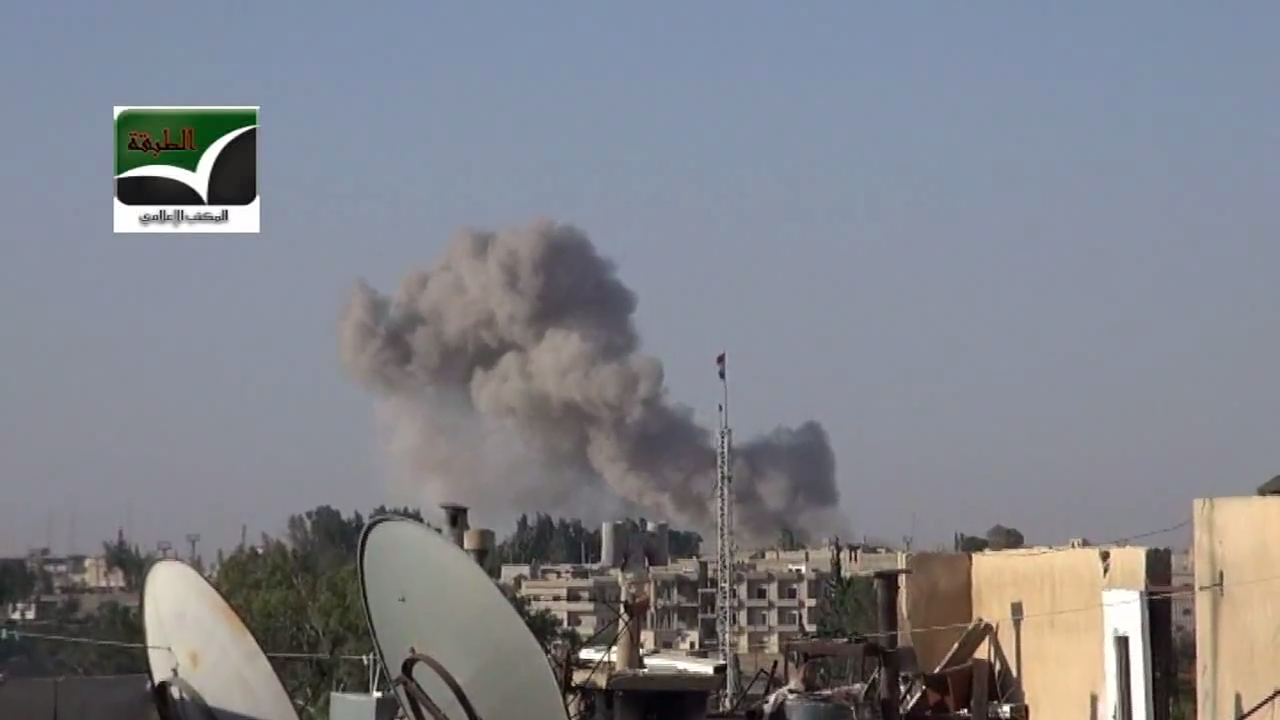
Bombardament efectuat de aviatia regimului sirian in Tabqa

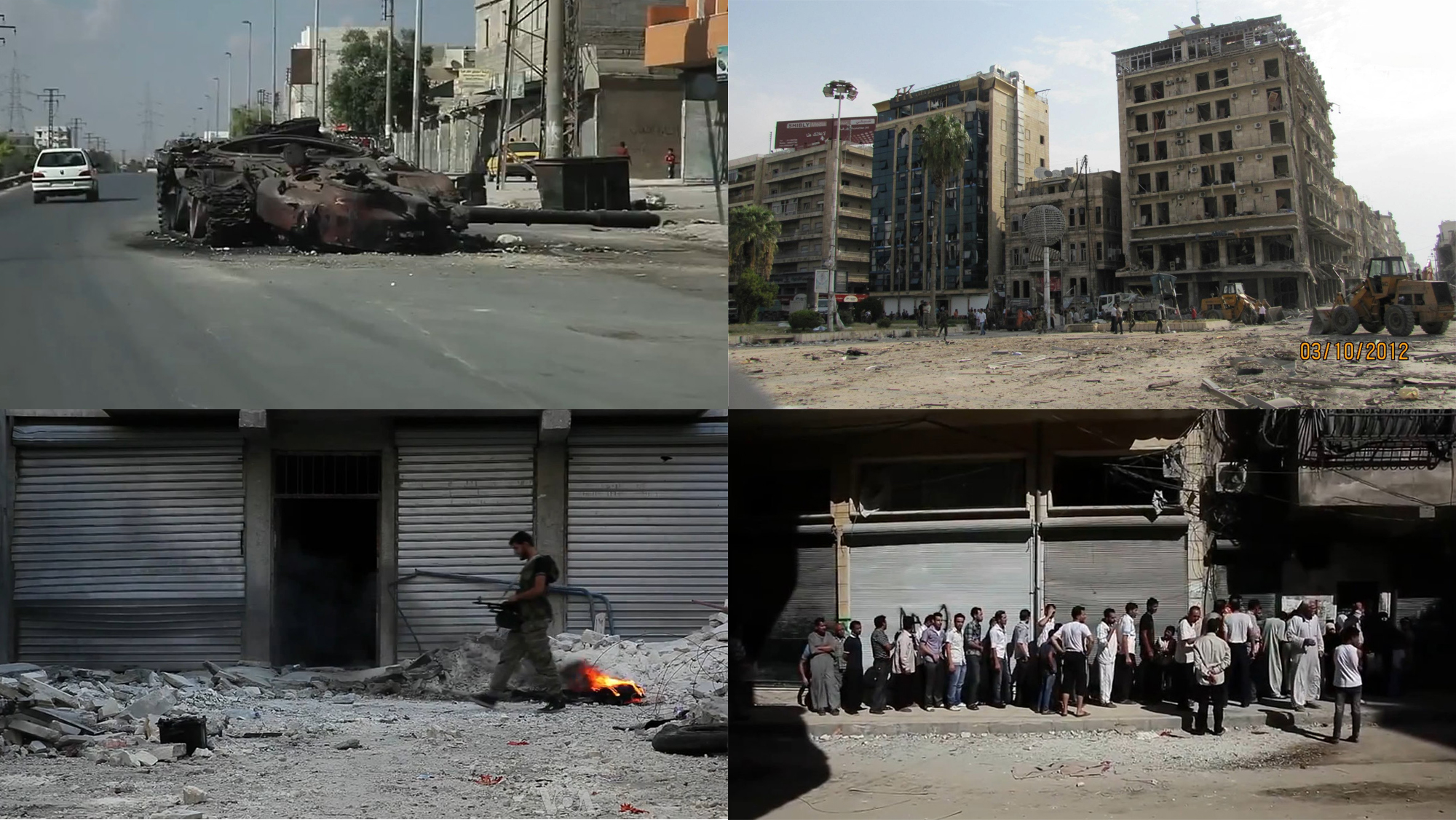
Batalia de la Aleppo

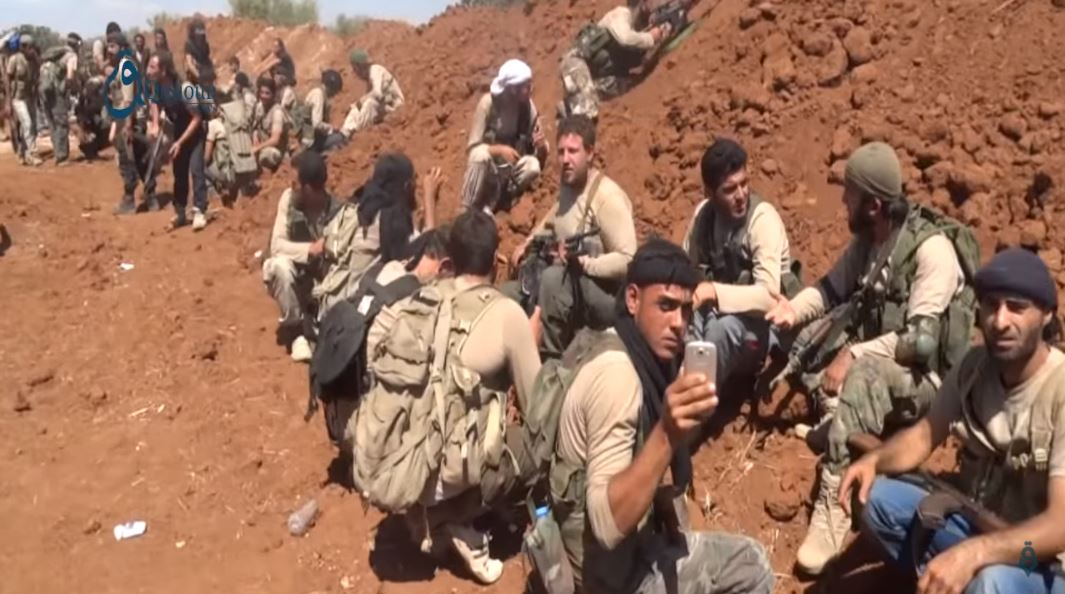
Rebelii sirieni in august 2015

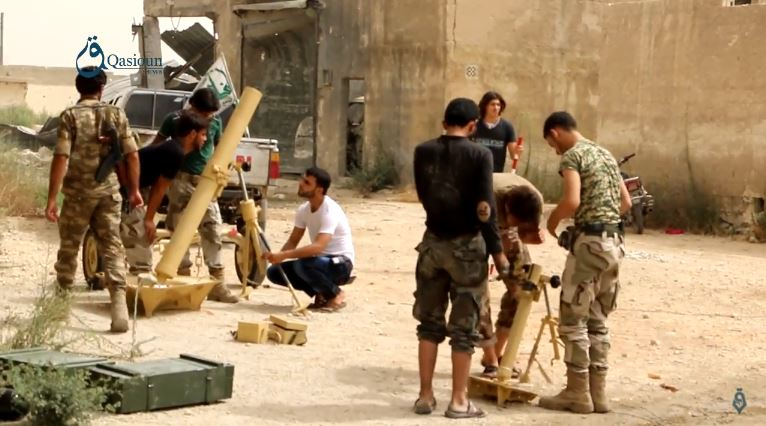
Rebelii sirieni in Aleppo

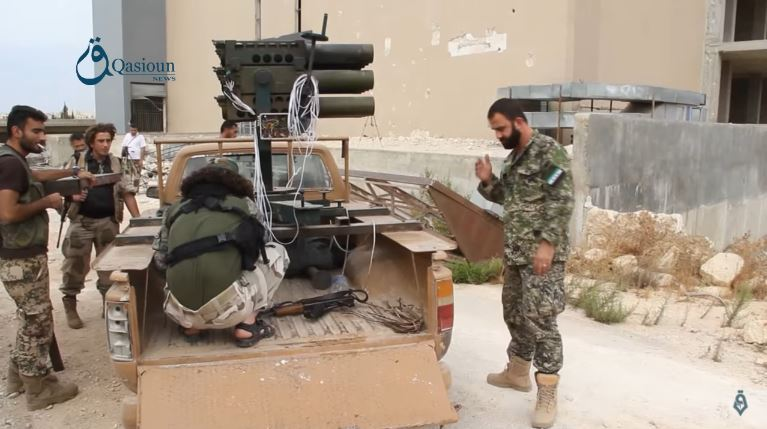
Rebelii sirieni invatand sa foloseasca lansatoare de rachete mobile

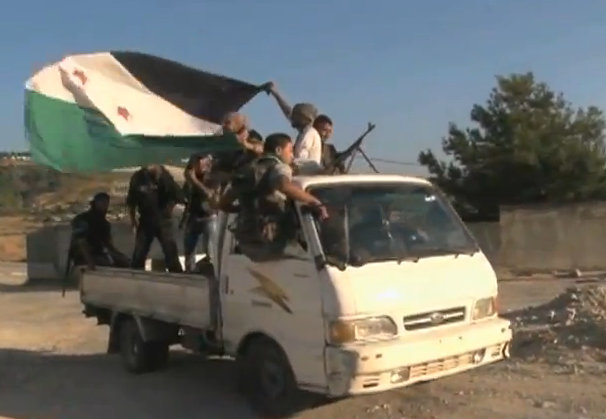
Soldati FSA in camion

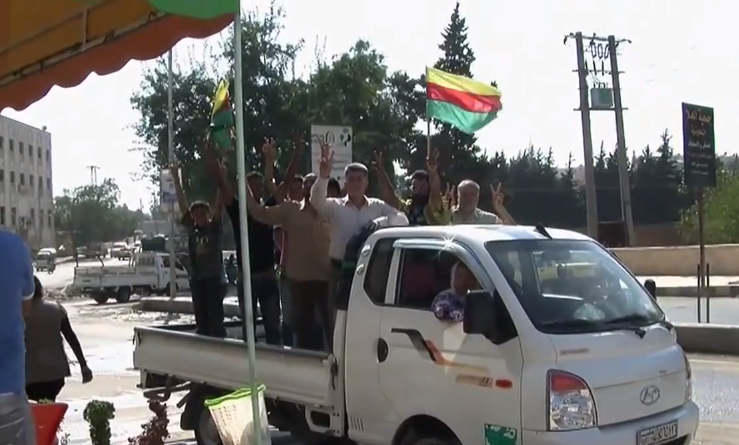
Suporteri kurzi

Tensiunile dintre rebelii moderați și radicalii islamiști a debutat pe 18 septembrie 2013 când forțele ISIS au capturat orașul de frontieră Azaz de la forțele FSA. Conflictul a escaladat asupra Azaz în octombrie-noiembrie când ISIS au capturat orașul Atme de la brigada FSA. În ianuarie 2014, armata Mujahedinilor, Armata Siriană Liberă și Frontul Islamic au lansat ofensive asupra ISIS în Aleoppo și Idlib. Un oficial al rebelilor declara că rebelii au atacat ISIS, mențînând control în proporție de 80% orașele din Idlib și 65% în Aleppo împotriva ISIS. 
Pe 6 ianuarie, opoziția a efectuat operațiunea de expulzare al forțelor ISIS din orașul Raqqa, cea mai mare fortăreața al teroriștilor. Pe 8 ianuarie, rebelii i-au expulzat pe teroriști și din Aleoppo. Dar întaririle ISIS din Deir ez-Zor au lansat operațiunea de recapturare al așezărilor învecinate din jurul orașului Raqqa. În ianuarie ISIS a capturat întregul oraș Raqqa, rebelii încercând să poarte lupte dure în Aleppo și alte sate vestice. 
Pe 29 ianuarie, aviația turcă de la frontieră a tras într-un convoi ISIS în provincia Aleppo, ucigând 11 luptători ISIS și un emir ISIS. Rebelii au confirmat că au ucis un comandant secund al ISIS, Haji Bakr, care a fost șef al consiliului militar și fost ofițer militar din armata irakian din timpul regimului Saddam Hussein.  În februrie, frontul al-Nusra s-a alăturat luptei în sprijinirea forțelor rebele, respingând forțele ISIS din Deir Ezzor. În martie, ISIS s-a retras în totalitate din Idlib. Pe 4 martie, ISIS s-a retras din orașul Azaz și satele învecinate, alegând să-și consolideze poziția în jurul orașului Raqqa anticipând escladarea luptei cu al-Nusra.
Pe 4 martie, Armata  Siriană Liberă a preluat controlul asupra orașului Sahel în regiunea Qalamoun. Pe 8 martie, forțele guvernamentale au preluat control asupra Zara în Homs, blocând rutele de aprovizionare al  forțelor rebele din Liban. Pe 11 martie, forțele guvernamentale și Hezbollah au preluat controlul asupra regiunii agricole Rimă. Pe 16 martie, Hezbollah și forțele guvernamentale au capturat Yabrud după ce rebelii și forțele Armatei Siriene Libere s-au retras, lăsând frontul al-Nusrea să se lupte pe cont propriu. Pe 18 martie, Israel a utilizat artileria împotriva bazei armatei siriene după ce 4 soldați israelieni au fost răniți de o bombă capcană când patrulau Înălțimile Golan.
Pe 19 martie, armata siriană a capturat Ras al-Ain după două zile de lupte și al-Husn în Homs, în timp ce rebelii capturaseră penitenciarul Daraa, eliberând prizonierii. Pe 20 martie, armata siriană au preluat controlul asupra castelului Krak des Chevaliers în al-Husn. Pe 29 martie, armata siriană a controlat satele Flitah și Ras Maara la frontieră cu Liban. 
Pe 22 martie, rebelii au preluat controlul asupra unei stații vamale Kesab din Latakia. Pe 23 martie, rebelii au preluat controlul asupra Khan Seikhoun în Hama. În timpul ciocnirilor dintre stația vamală controlată de rebeli în Latakia, Hilal Al Assad, liderul NDF în Latakia și unul dintre verii lui Bashar al Assad a fost ucis de rebeli. Pe 4 aprilie, rebelii au capturat orașul Babulin din Idlib. Pe 9 martie, armata siriană a preluat controlul asupra Rankous în regiunea Qalamoun. Pe 12 aprilie, rebelii în Aleppo au năvălit asupra districtului industrial Ramouseh pentru a tăia  ruta de aprovizionare al armatei dintre aeroport și baza militară al armatei. Rebelii au preluat controlul asupra districtului Jamiat al-Zahra. Pe 26 aprilie, armata siriană a preluat controlul asupra Al-Zabadani. Conform SOHR, rebelii au controlat Tell Ahrmar, Quneitra. Rebelii în Daraa au preluat controlul asupra bazei brigăzii 61 și batalionului 74.
Pe 26 aprilie, FSA a anunțat o ofensivă masivă asupra ISIS în Raqqa. Pe 29 aprilie, armata siriană a capturat Tal Buraq de lângă Mashara fără lupte. Pe 7 mari, un armistițiu a fost impus în Homs pentru a evacua luptătorii islamiști din oraș care ar fi căzut sub control guvernamental în schimbul eliberării prizonierilor și a le asigura acces ajutorării acestora pentru Nubul și Zahraa, două enclave siite anexate de rebeli. Pe 18 mai, șeful Apărării Aeriene al regimului, generalul Hussein Ishaq, a fost ucis în urmă unui atac rebel într-o baza de lângă Mleiha. În Hama, forțele rebele au ocupat Tel Malah, ucigând 34 de luptători pro-regim într-o stație militară. Era pentru a treia oară când rebelii ocupaseră orașul. 
Siria a desfășurat între timp alegeri prezidențiale în regiunea guvernamentală pe 3 iunie 2014. 11,63 milioane de sirieni au votat, Assad câștigând alegerile cu 88,7%, candidații Hassan al-Nouri obțînând 4,3% și Maher Hajjar 3,2. Cu toate că Iran, Rusia și alți aliați ai regimului declarau că alegerile au fost corecte și transparente, UE, SUA și Consiliul de Cooperare al Golfului continuă să declare rezultatele alegerilor că fiind fraudate și ilegitime.
Kurzii, teroriștii ISIS și rebelii n-au putut vota în teritoriile controlate de aceștia.
Pe 17 iulie 2014, ISIS a preluat controlul asupra câmpului petrolier Shaar, ucigând forțele regimului. Pe 20 iulie, armata siriană a securizat câmpul, continuând lupte grele cu aceștia. Pe 25 iulie, ISIS a preluat controlul asupra bazei Diviziei 17 de lângă Raqqa. 
Pe 7 august 2014, ISIS a capturat baza brigăzii 93 în Raqqa folosind armele capturate. Multe bombe sinucigașe au fost utilizate înainte să năvălească asupra bazei. Pe 13 august, forțele ISIS au ocupat orașele Akhtarin și Turkmanbareh de la rebeli în Aleppo. Forțele ISIS au ocupat și satele alăturate. Pe 14 august, după ce fusese capturat de Frontul al-Nusra, coandantul armatei siriene libere, Sharif Aș-Safouri a recunoscut că a colaborat cu Israel și a primit arme anti-tanc de la acesta, și că soldații FSA primesc tratament medical.  
Pe 14 august, armata siriană și milițiile Hezbollah au preluat orașul Mleiha în Rif Dimashq. 
Forțele ISIS au lansat asediul aeroportului Tabqa, ultima baza militară din Raqqa rămasă sub controlul regimului. Pe 16 august 2014, 22 oameni au fost uciși în satul Daraa după ce o mașînă capcană a explodat lângă o moschee, bobma detonată de teroriștii ISIS. Pe 16 august,  ISIS a ocupat satul Beden controlat de rebeli. 
Pe 17 august 2014, SOH a afirmat că jihadistii ISIS au ucis cu sălbăticie 700 de membri tribali pe câmpul petrolier din Deir ez-Zor. Pe 19 august, Abu Abdullah al-Iraqi, un comandant ISIS care sprijinea teroriștii în organizarea atentatelor cu masine capcană a fost ucis de luptătorii Hezbollah. 
În Raqqa, armata siriană a preluat controlul asupra orașului Al-Ejeil. Între timp, oficialii occidentali cereau Turciei să nu mai permită teroriștilor ISIS s traverseze granița dintre Siria și Irak. A trecut mult timp până când americanii să realizeze că turcii nu aveau nicio intenție de a securiza granița, de aceea oficialii americani s-au decis să lucreze cu kurzii sirieni pentru a închide granița.

### Intervenția Statelor Unite ale Americii în Siria

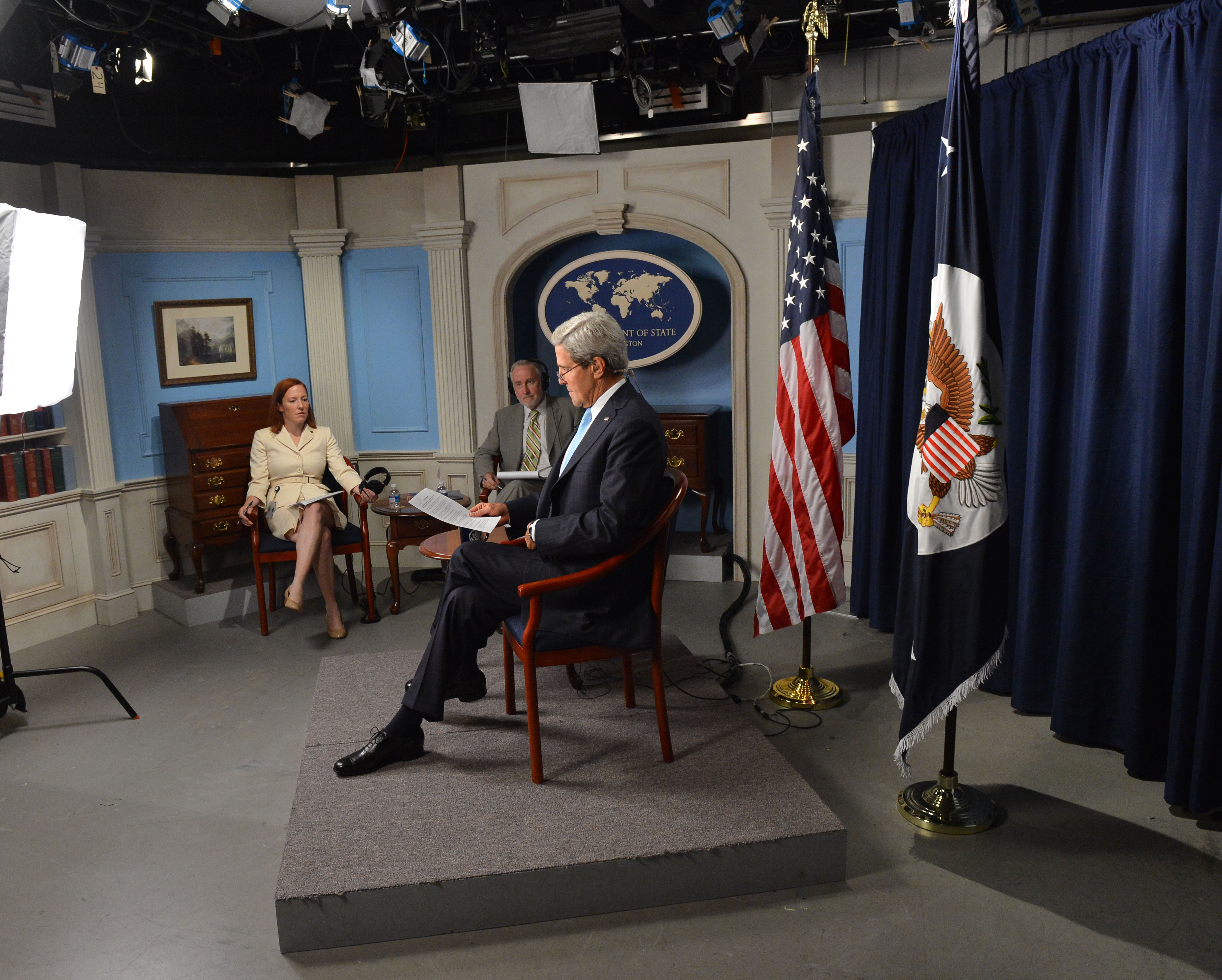
Secretarul de stat american John Kerry susține o declarație privind războiul civil sirian prin Google+ Hangout

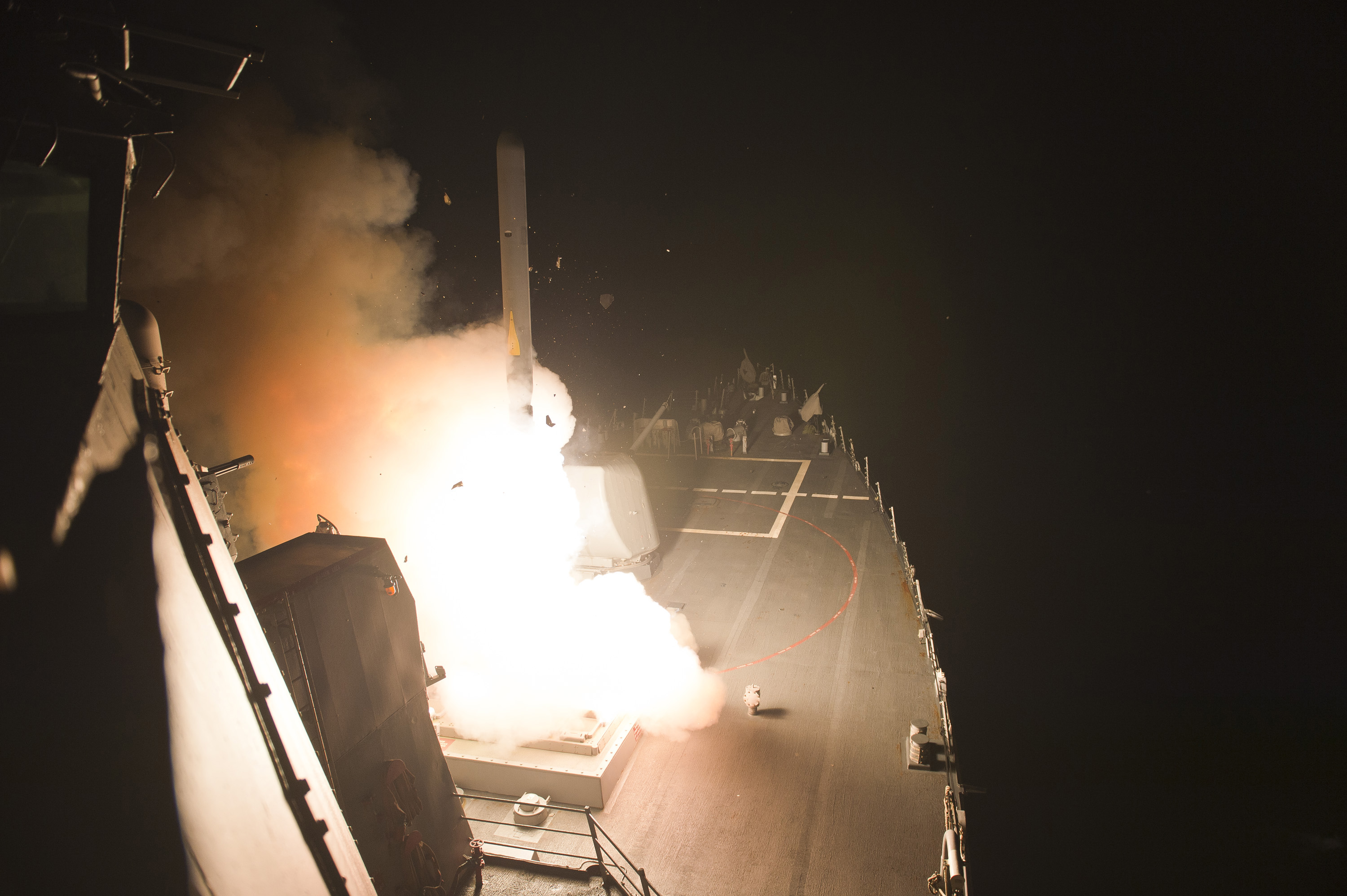
Septembrie 2013- distrugătorul american USS Arleigh Burke lansează o racheta Tomahawk

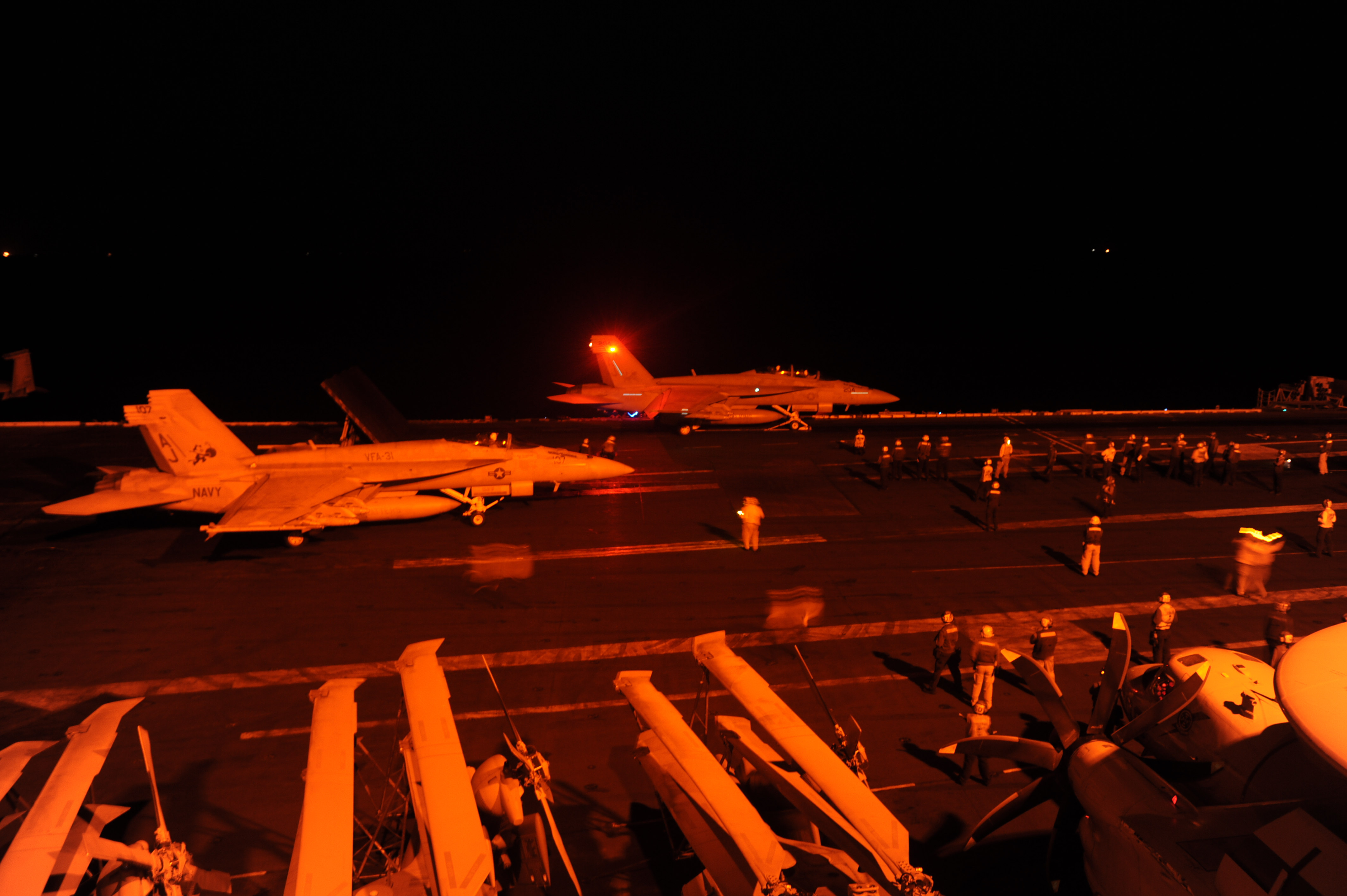
Septembrie 2014-Avioane F-18 de pe portavionul USS George Bush trimise pentru a survola pe timp de noapte

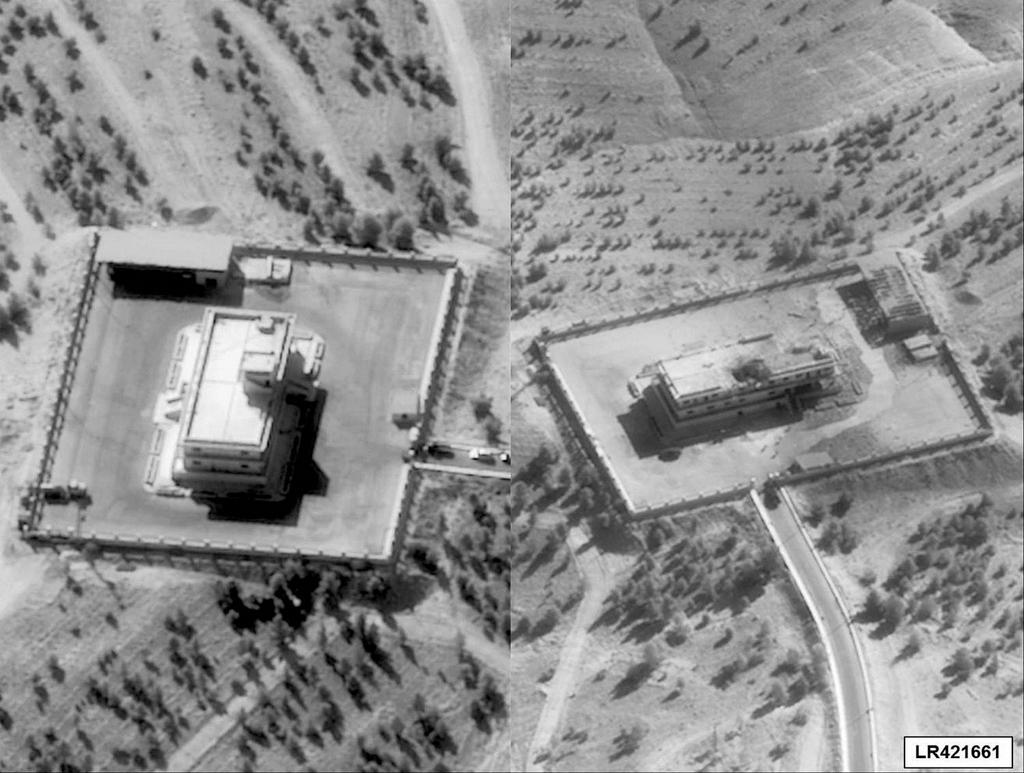
Ținte din Siria vizate de USAF F-22 Raptor

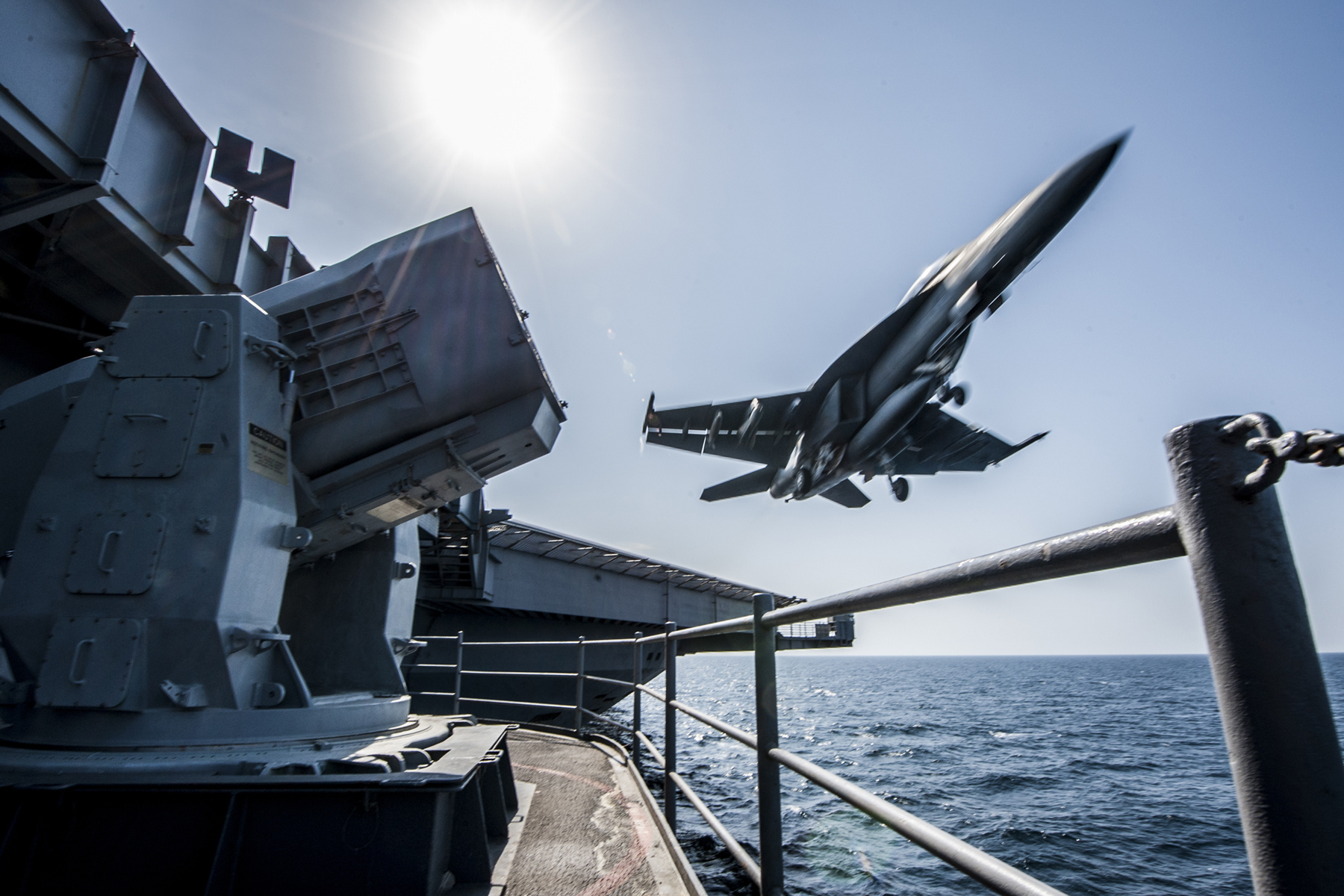
Un avion F-18 Super Hornet trimis de portavionul Nimitz USS Carl Vinson in Operatiunea Inherent Resolve

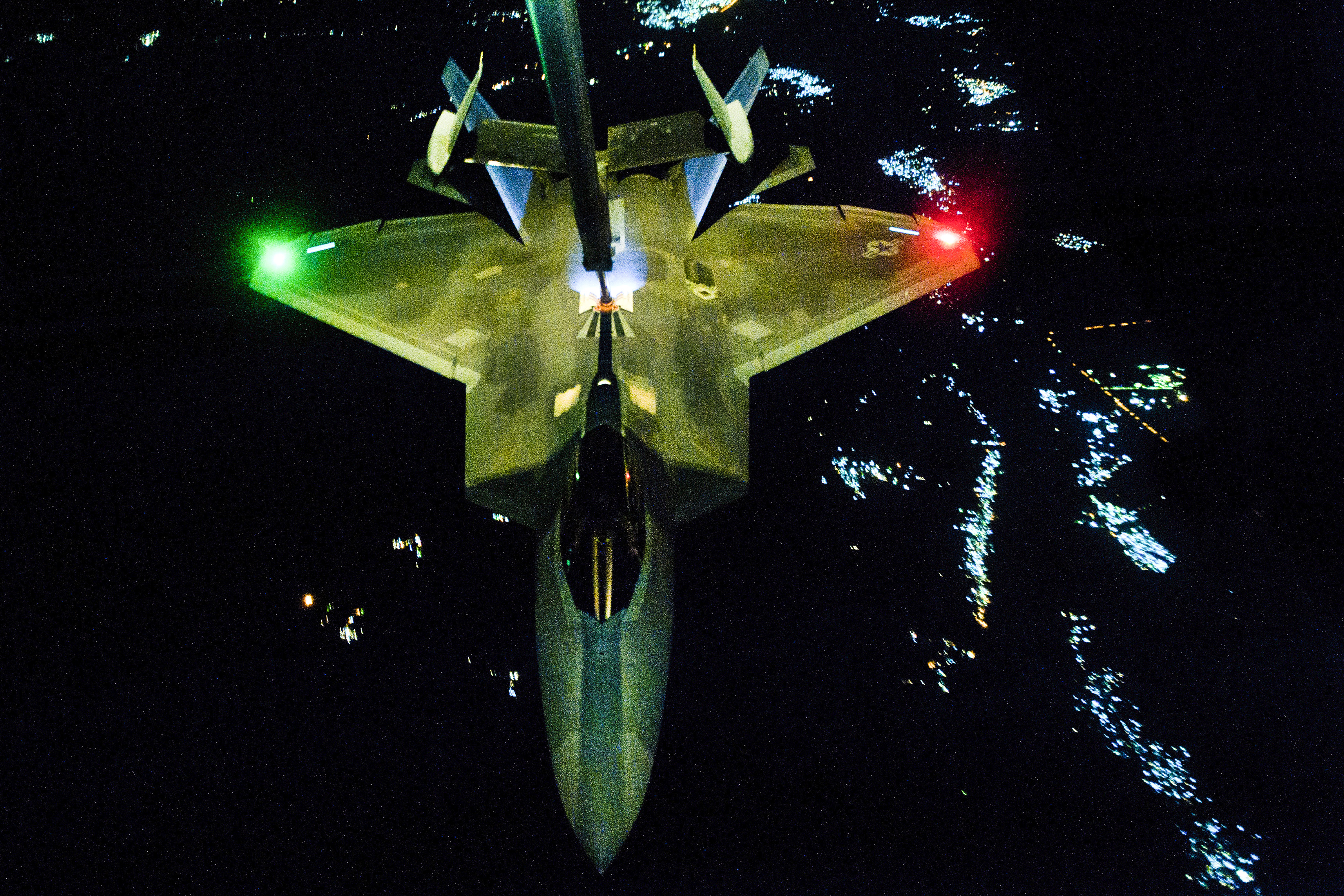
Avion F-22 in Siria

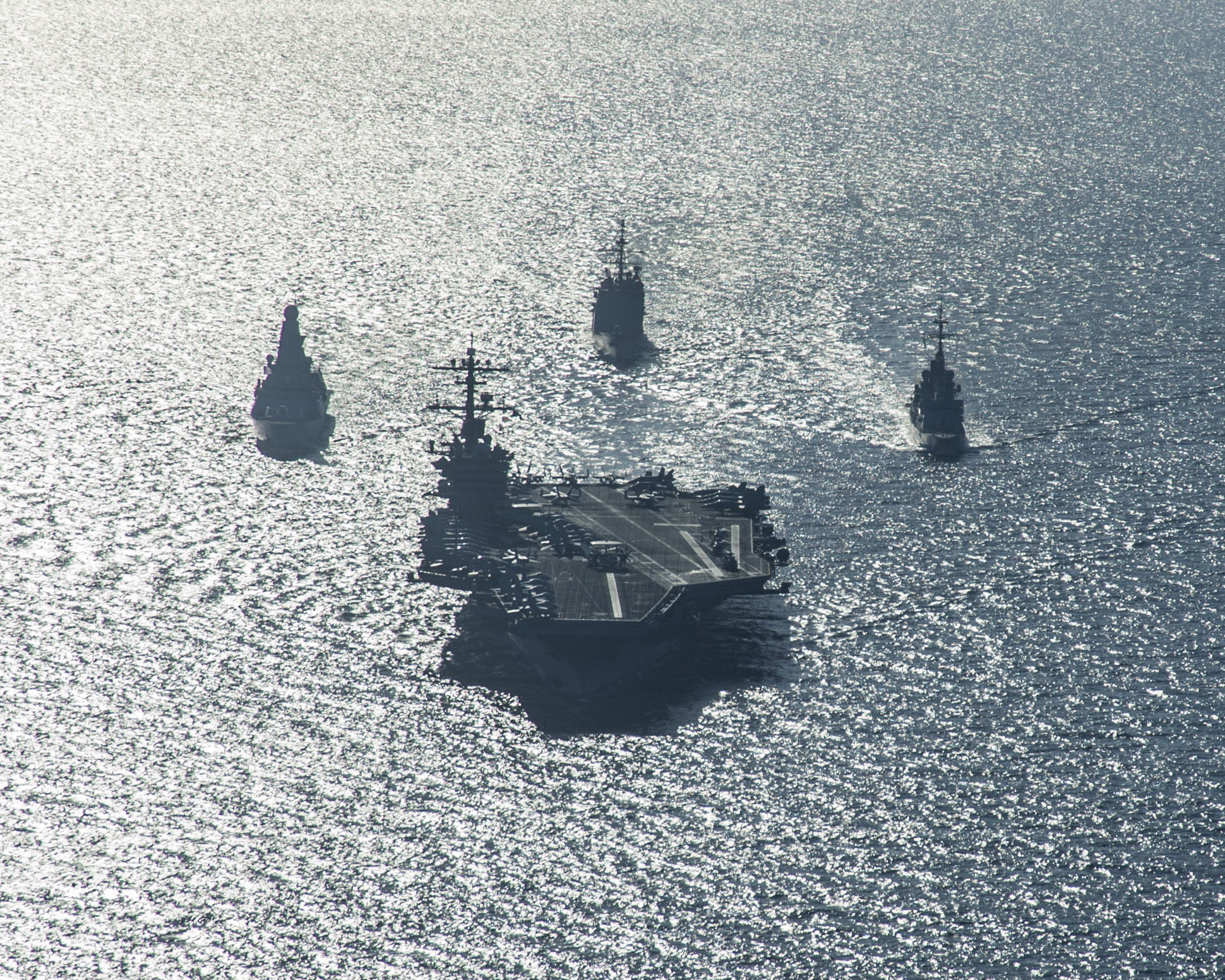
Portavionul USS Carl Vinson pozitionat in Golful Arabic cu HMS Defender (D36), USS Bunker Hill (CG-52) & Jean Bart (D615), 9 noiembrie 2014

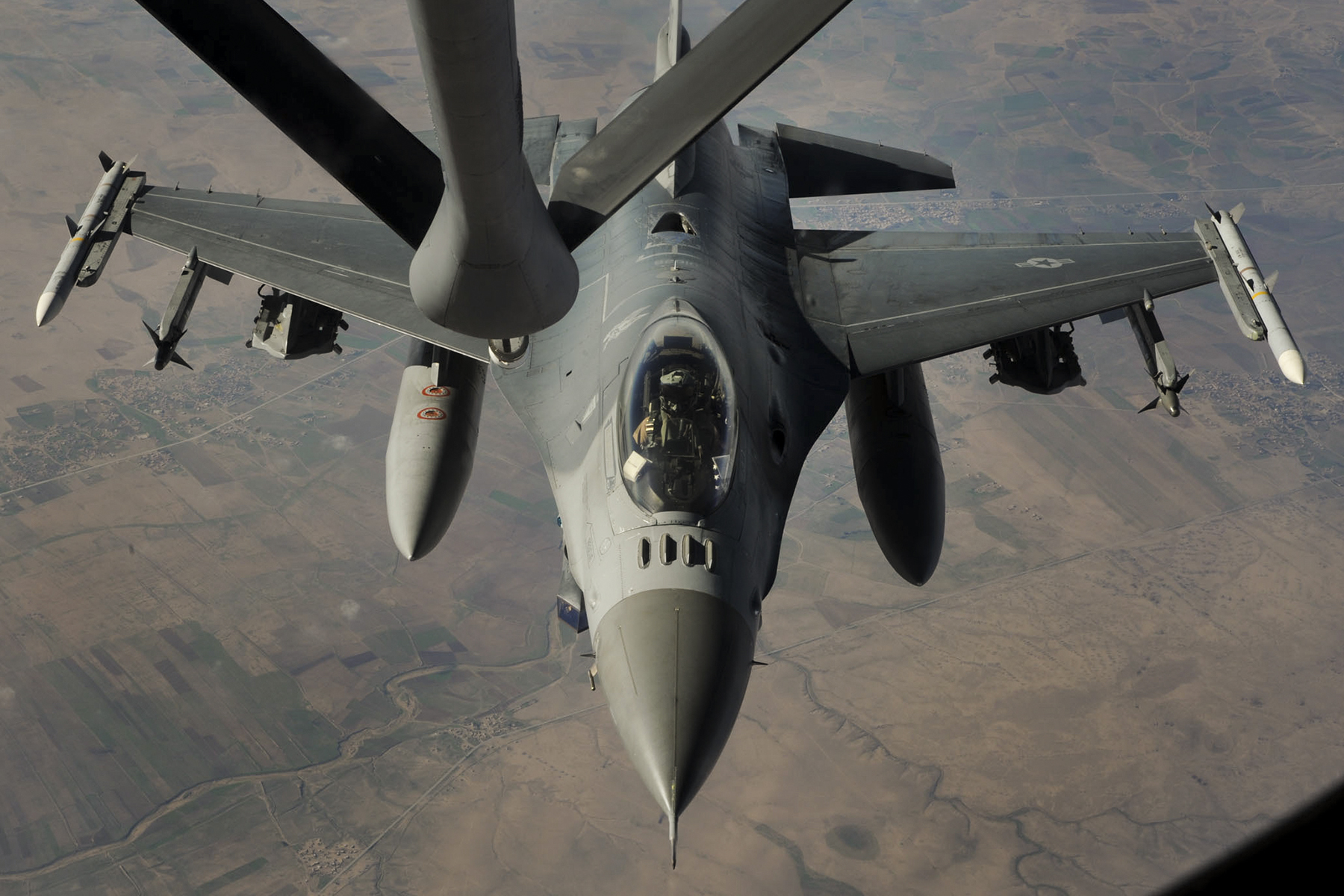
Avion F-16 ce survolează in Siria in Operatiunea Inherent Resolve

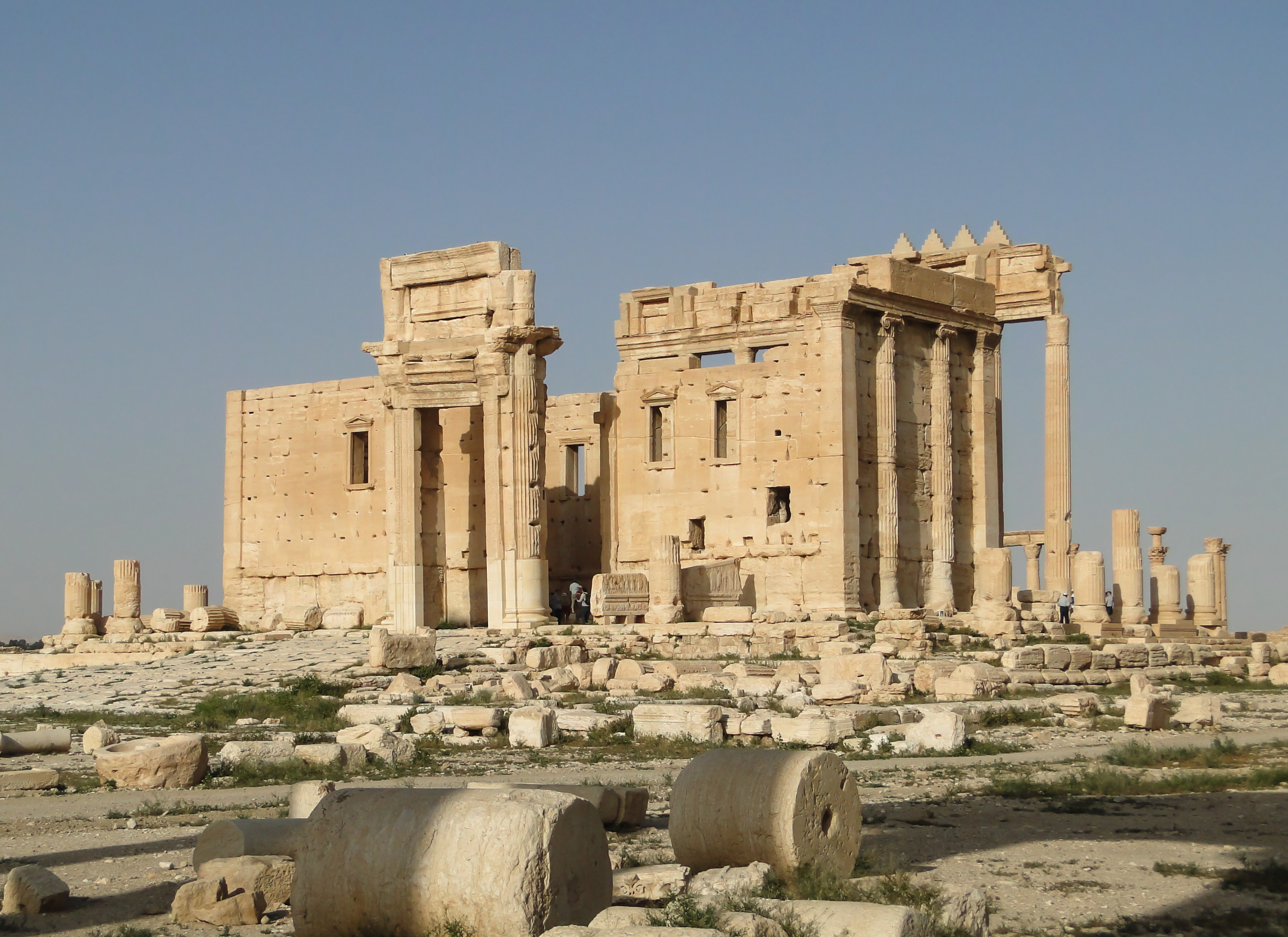
Templul zeului Baal, Palmyra, înainte sa fie capturat si devastat de teroristii ISIS

Pe 15 iunie, SUA lansează oficial Operațiunea Inherent Resolve, susținută de 4400 de trupe americane în Irak, 2000 de forțe speciale și Pușcași Marini în Siria, 2500 de trupe din Kuweit, precum și de portavioanele George Bush, Carl Vinson, Theodore Roosevelt, Harry Truman, Dwight Einsenhower, conținând avioanele F-15, F-16, F-18, F-22, AV-8B Harrier II, A-10 Thunderbotl, bombardieru B-1 Lancer, dar și navele de război Lockheed AC-130, transportatoarele aeriene Lockheed C-130 Hercules, elicopterele MH-60M Black Hawk etc.
Pe 26 august 2014, forțele aeriene siriene au bombardat ținte ISIS în Deir ez-Zor pentru a recupera zăcămintele de petrol și gaze naturale. 
Pe 23 septembrie 2014, Statele Unite ale Americii se implică oficial în Siria, trimițând avioane  supersonice.  20 de ținte ISIS din Raqqa au fost bombardate. Alături de SUA s-au implicat Bahrain, Arabia Saudită, Emiratele Arabe, Qatar și Iordan. 
Americanii au început să lovească țintele ISIS bombardându-le cu  avioane de vânătoare, bombardiere și rachete de croazieră Tomahawk așa cum a declarat oficialul Pentagonului John Kirby. 
Americanii au trimis aeronave precum bombardierele B-1, F-16, F-18 și drone, precum și portavionul USS George H.W. Bush în Golful Persic. Rachetele de croazieră Tomahawk au fost trase de distrugătorul USS Arleigh Burke din Marea Roșie. Americanii au atacat și ținte ale grupului Khorasa, o facțiune rivală din interiorul frontului al-Nusra, având tabere de antrenament și planuri pentru a atacă SUA în viitor. 
Turcia a lansat o cerere oficială către ONU pentru a impune o zona de restricție aeriană asupra Siriei după ce un avion turc a fost doborât de forțele defensive ale regimului sirian. 
Israelul a doborât un avion sirian după ce a intrat în zona înălțimilor Golan din Quneitra. 
Pe 3 octombrie 2014, forțele ISIS au fost respinși din orașul Kobani. Pe 21 octombrie, forțele aeriene siriene au lovit de 200 de ori zona rebelă. Supersonicele americane și saudite au atacat pozițiile ISIS din Kobani. Forțele aeriene siriene au distrus două avioane de vânătoare operate de ISIS. Pe 26 ianuarie, kurzii au respins forțele siriene din Kobani. Orașul a fost eliberat de forțele ISIS după implicarea masivă al forțelor americane, cât și cea a regimului sirian.
În februarie 2014, frontul sudic al Armatei Siriene Libere a fost alcătuit în sudul Siriei. Șase luni mai târziu, au purtat victorii în Daraa și Quneitra în ofensivă Quneitra, Ofensivă Daraa, bătălia de la Al-Shaykh Maskin, Bătălia de la Bosra și bătălia de la Nasib. O contra-ofensivă guvernamentală a fost efectuată, eliberând 15 orașe, sate și dealuri, dar operațiunea a încetinit. Din 2015,  Turcia, Iordan, Qatar și Arabia Saudită au început să se implice împotriva regimului sirian. 
În octombrie 2014, un conflict a erupt între al-Nusra și SRF și Mișcarea Hazzm. În februarie 2015, al Nusra a învins ambele grupuri, capturând regiunea muntoasă Zawiya în Idlib și numeroase baze și orașe, capturând armele aprovizionate de CIA către cele două grupări.
Numeroase arme precum rachetele anti-tanc BGM-71 similare cu armele sistemelor al-Nusra ce au capturat anterior muniții și arme deținute de regim, precum MILAN (francez), HJ-8 (chinezesc) și 9K111 (rusesc). 
Pe 24 martie, frontul al-Nusra domină provincia Idlib, exceptând capitală provincială Idlib.  Pe 28 martie, o coaliție alcătuită din forțe islamice au capturat Idlib. 
Pe 22 aprilie 2015, rebelii au lansat o nouă ofensivă în nord-vestul Siriei și din 25 aprilie, coaliția rebelilor din Armata de Cucerire a capturat orașul Jisr al-Shugur. Rebelii au ocupat bazele militare Al-Mastumah și riha, lăsând forțele guvernamentale să controleze zone mici din Idlib, precum și aeroportul Abu Dhuhur.  
Moralul regimului și al trupelor Hezbollah scădea dramatic în urmă pierderilor teritoriale. În nord-vestul Siriei, pierderile erau compensate de ofensivă Hezbolahului din munții Qalamoun la nord de Damasc, la granița cu Liban. 
Pe 21 mari, ISIS a preluat controlul asupra sitului arheologic Palmyra, patrimoniu UNESCO, după 8 zile de lupta, fiind devastat. Jihadiștii au capturat orașele învecinate Al-Sukhnah și Amirya, precum și câmpuri petroliere. După capturarea Palmyriei, teroriștii ISIS au comis execuții în masă, 300 de civili susținători ai regimului și soldați fiind uciși cu brutalitate. Forțele ISIS au ajuns în Hassia, tăind drumul dintre Damasc către Homs și Latakia. 
Pe 25 iunie, ISIS a lansat două ofensive, una surpinzătoare prin distrugere, atacând Kobani, cea de-a două axându-se pe orașul Al-Hasakah. Ofensivă a fost condusă de 60 000-200 000 de luptători jihadiști. În iulie 2015, forțele speciale americane au lovit într-o celulă ISIS condusă de ofițerul finanțator Abu Sayyaf, care demonstrase că existau  legături directe dintre membri ISIS și oficiali turci.
ISIS a capturat orașul Qaryatayn pe 5 august 2015. Australia s-a alăturat Americii în a bombarda țintele ISIS în septembrie. Pe 2 august, oficialii americani au informat că SUA își vor permite să bombardeze aerian țintele ISIS pentru a ajută și apară forțele rebele siriene antrenate de americani, chiar dacă atacatorii ar fi fost forțe loiale regimului sirian Al-Assad. 
Pentagonul confirmase în ziua următoare că a trimis prima drona într-o operațiune din Siria.

### Intervenția Rusiei, Franței și a Marii Britanii în Siria. Ofensiva de la Aleppo (septembrie 2015-februarie 2016)

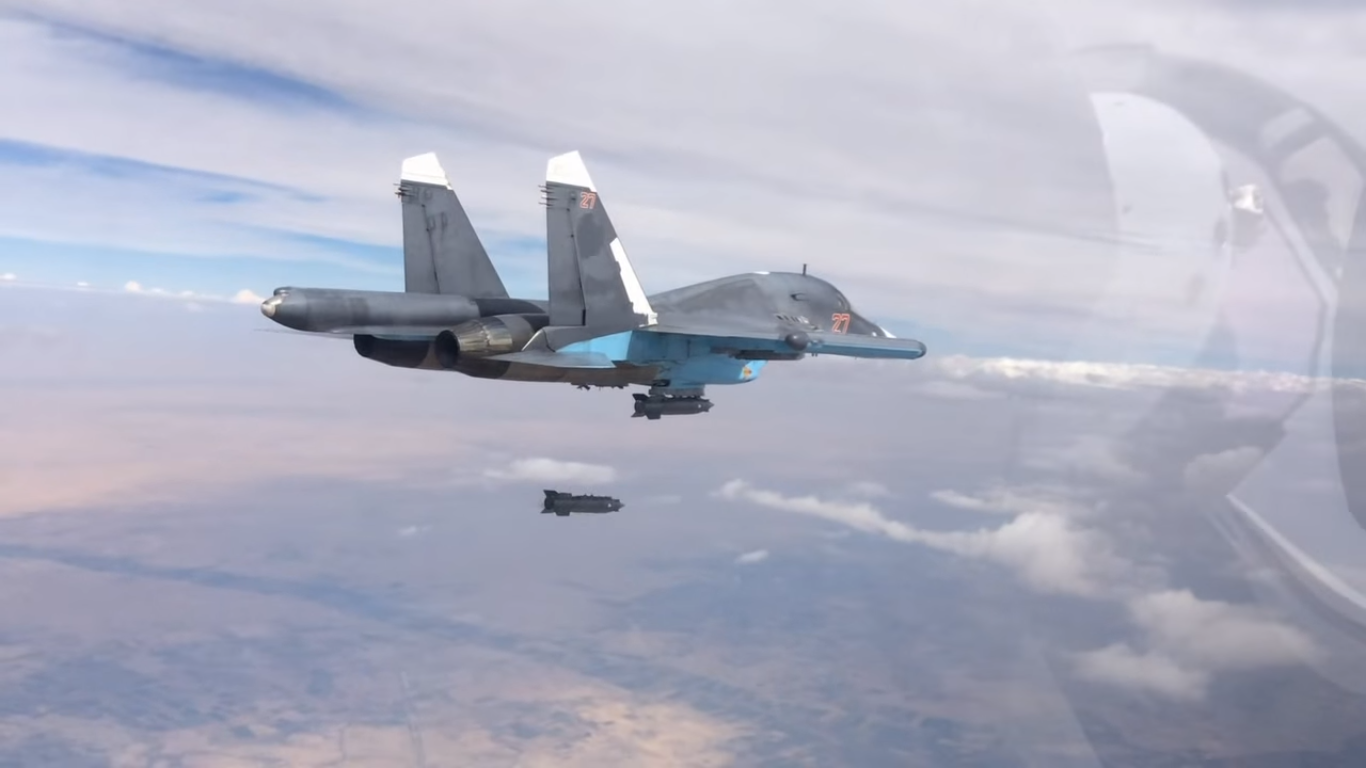
Avion rusesc Soukhoï ce survoleaza spatiul aerian al Siriei

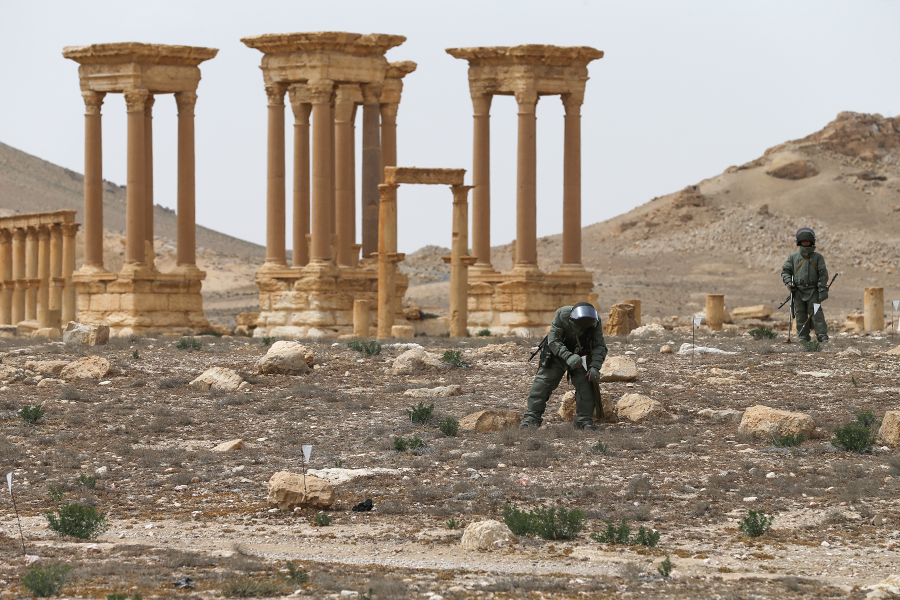
Eliberarea Palmyriei si operatiunea de gasire si dezamorsare al minelor

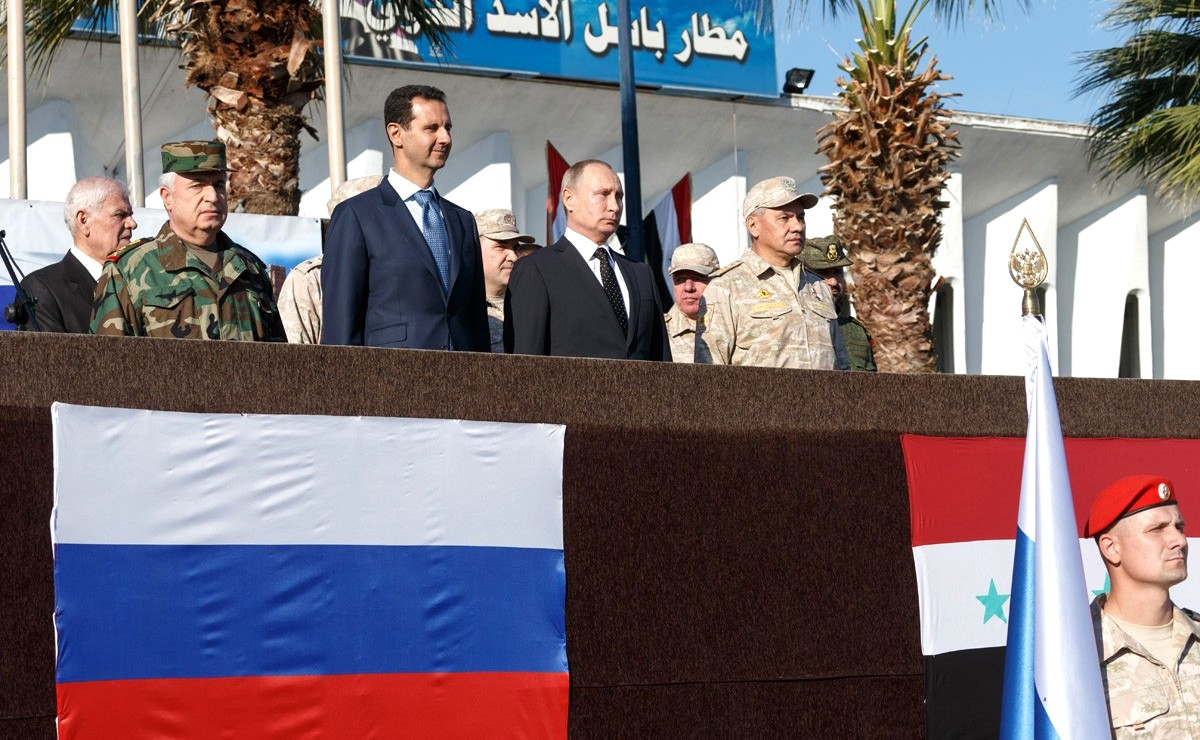
Vladimir Putin se intalneste cu Bashar al Assad la aeroportul Khmeimim din Siria

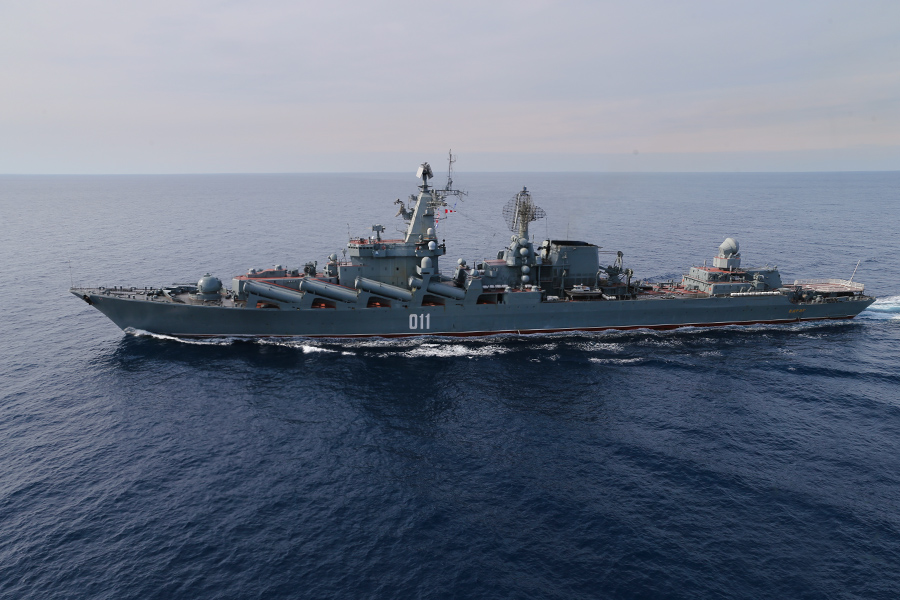
Crucisatorul rusesc Moskva pozitionat in estul Mediteranei

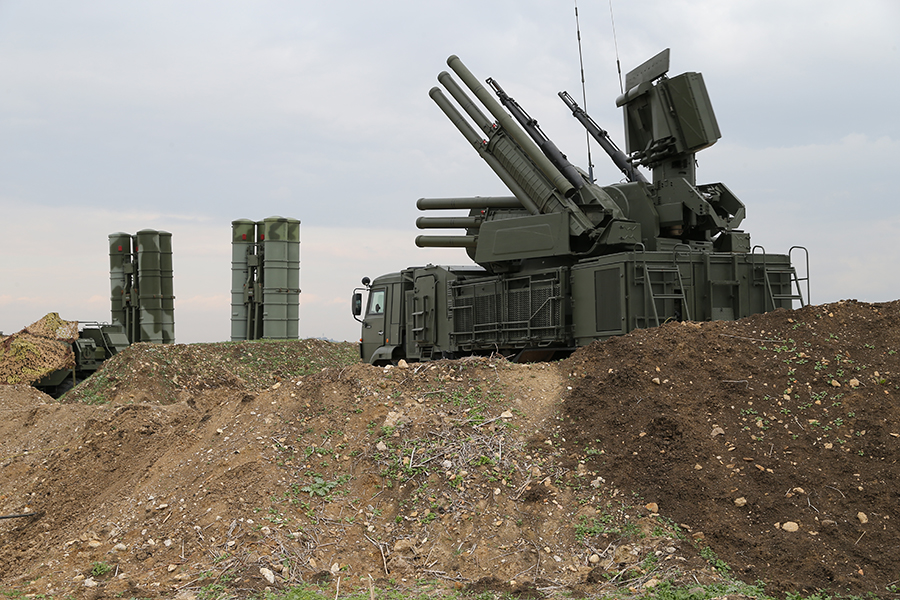
Baterie ruseasca Pantsir-S1

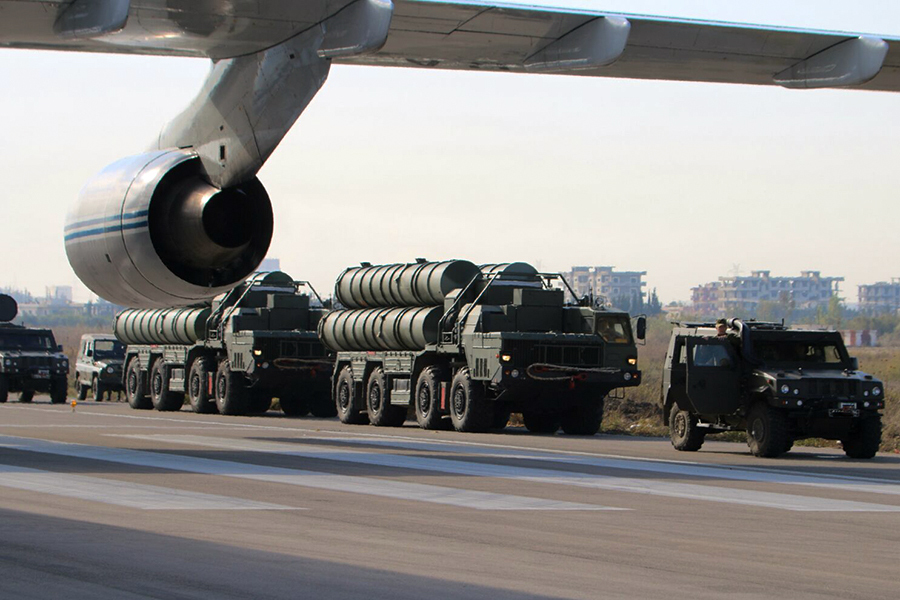
S-400 Triumf - sisteme de apărare aeriană ruseasca

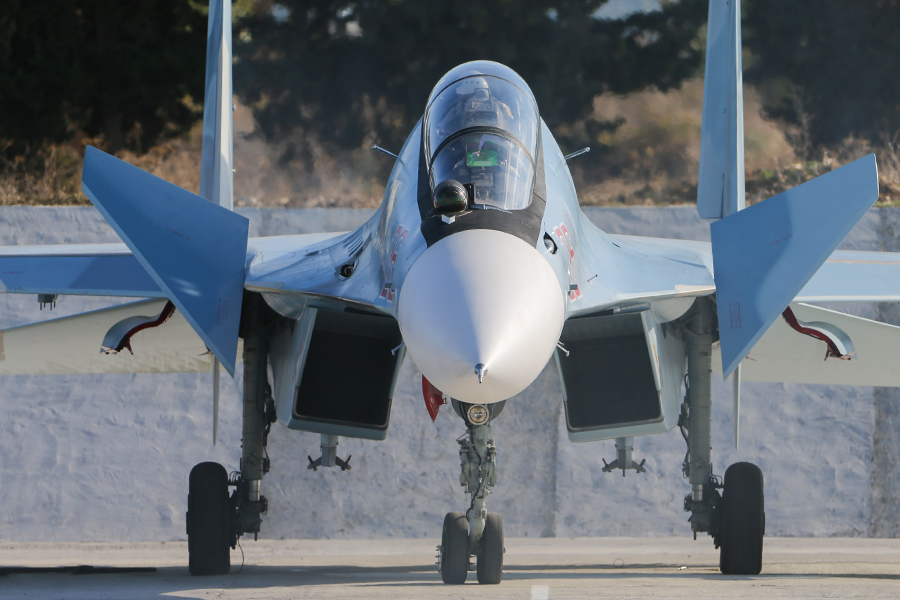
Avion rusesc Sukhoi Su-30

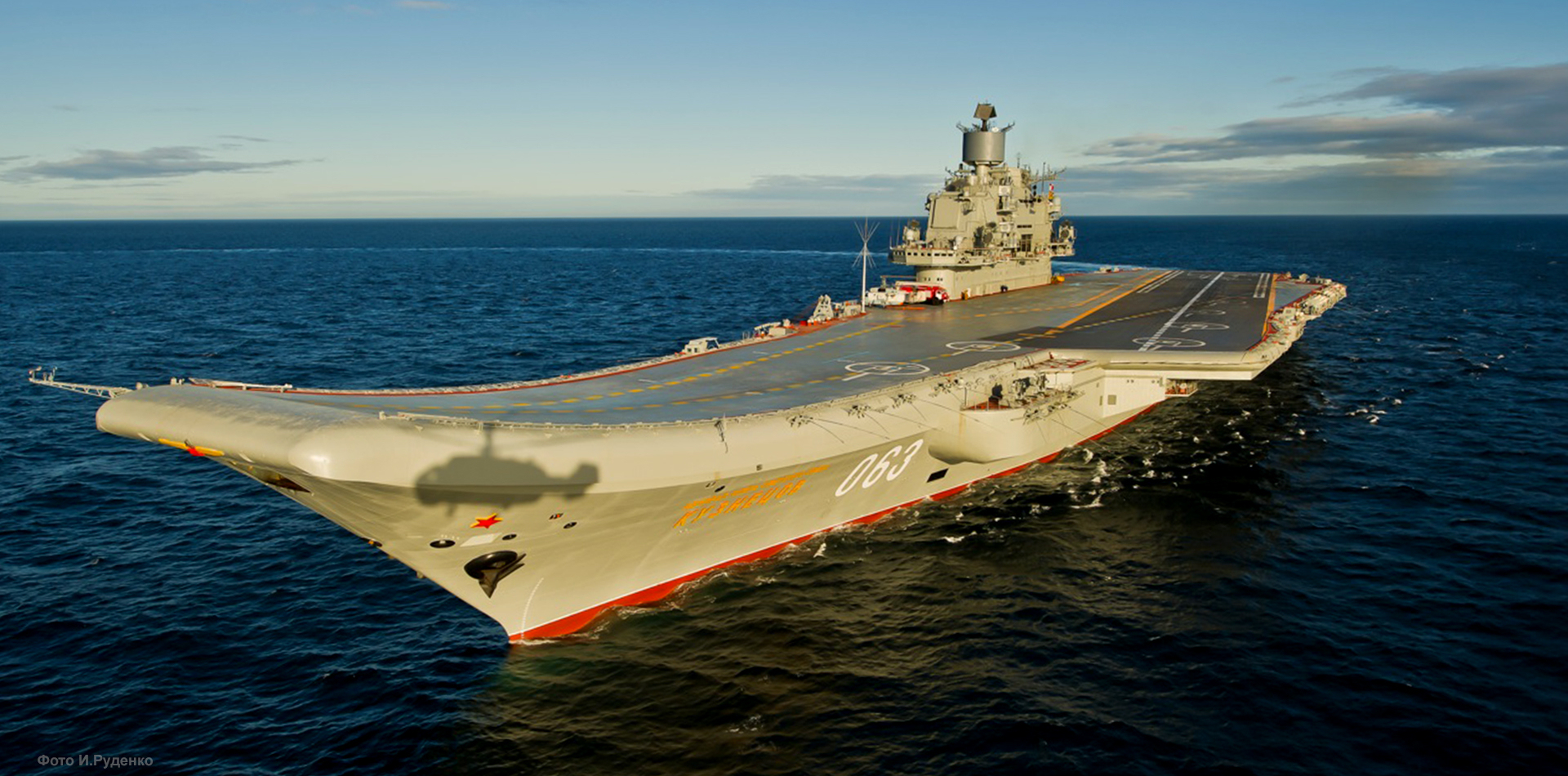
Portavionul rusesc Admiral Kuznetsov

Pe 30 septembrie 2015, ca răspuns al cererii regimului sirian, Forțele Aerospațiale Rusești au început campania de susținere al regimului sirian, bombardand aerian țintele ISIS cât și cele ale rebelilor anti-Assad și al Armatei Siriene Libere. Inițial, atacurile au fost coordonate de aeronavele rusești staționate în baza Khmeimim din Siria. La scurt timp după inițierea operațiunii rusești, președintele american Barack Obama a raportat că a autorizat aprovizionarea kurzilor sirieni și opoziției anti-Assad. SUA confirmau astfel că vor continuă să sprijine cauza rebelilor împotriva regimului Assad, chiar dacă Rusia intrase în conflict în susținerea acestuia.
Pe 7 octombrie 2015, oficialii ruși au transmis că navele din Flota Caspiana au tras 26 de rachete de croazieră și au distrus 11 ținte ISIS în Siria, fără a cauza victime civile. În ziua respectica, guvernul sirian a lansat ofensivă nord-vestică siriană, recapturand câteva teritorii din provincia Hama. Pe 8 octombrie 2015, oficialii americani au anunțat că vor iniția un program de finanțare și antrenare al rebelilor sirieni  în valoare de jumătate de 1 miliard de dolari.  CIA continuă între timp să înarmeze luptătorii rebeli.
La două săptămâni după, publicația The New York Times a declarat că forțele ruse au început să lovească împotriva oponenților regimului Assad. Războiul civil sirian devenise astfel un război proxy dintre SUA și Rusia. 
În octombrie 2015, forțele rusești, Hezbollah, iraniene și siriene au început o ofensivă largă împotriva rebelilor din Aleppo. Situația a degenerat și escaladat în tensiuni diplomatice  dintre SUA și Rusia, generate anterior de criză din Ucraina și anexarea Crimeeii.
La sfârșitul lunii, secretarul apărării SUA, Ashton Carter, a semnalat  că americanii vor interveni și mai mult prin bombardamente aeriene. Pe 30 octombrie, Iran a participat pentru prima dată la negocieri într-o așezare siriană. Participanțîi n-au ajuns la o concluzie privind viitorul regimului. 
Pe 10 noiembrie 2015, forțele regimului sirian a condus o operațiune de a impune blocada asupra insurgenților ISIS amplasați în baza aeriană Kweires din provincia Aleppo, aflat sub asediu din aprilie 2013. În noiembrie 2015, forțele aeriene ruse au bombardat țintele ISIS din Sinai.  După atentatele recente suferite pe propriul teritoriu, Franța a intensificat bombardamentele asupra țintelor ISIS din Siria alături de SUA.
Pe 17 noiembrie, președintele Rusiei, Vladimir Putin, a ordonat că crucisatorul Moskva să fie trimis în estul Mediteranei, colaborând cu grupul naval francez condus de portavionul Charles de Gaulle.  La scurt timp după, ministerul rus de politică externă a criticat poziția anti-Assad a Franței , precum și bombardamentele aeriene franceze asupra instalațiilor petroliere și de gaz din Siria, prevenind recapturarea acestora de către regimul sirian.  Oficialul rus a punctat că asemenea bombardamente nu puteau fi justificate fără acordul comun al regimului sirian. Pe 14 noiembrie, Bashar al Assad a criticat poziția Franței și al altor state occidentale privind acțiunile acestora împotriva regimului sau, sugerând că suportul francez acordat opoziției siriene a dus la atacurile din Paris comise de ISIS. 
Pe 19 noiembrie, președintele Barack Obama a ținut un discurs la Viena prin care declara că nu întrezărea o încheiere a războiului civil sirian prea curând cât timp Assad rămâne la conducere și a cerut Rusiei și Iranului să înceteze să mai susțînă guvernul sirian Pe 20 noiembrie 2015, Consiliul de Securitate ONU a invocat capitolul 7 din Carta ONU prin care specifică autorizarea legală pentru utilizarea forței, trecând unanim rezoluția 2249, ceea ce îi determina pe membrii ONU să-și coordoneze eforturile pentru a preveni și a suprima actele teroriste comise de ISIS/Daesh , precum și de grupurile, entitățile și indivizii asociați cu Al-Qaida și alte grupări teroriste.  În multe state precum Franța și Turcia, Frontul al-Nusra care lupta împotriva regimului sirian e declarat că fiind o organizație teroristă. 
Totodată, Rusia încerca să legitimeze fără succes autoritatea regimului Assad în Siria, acuzat de comiterea unor crime împotriva umanității.
Pe 24 noiembrie 2015,Turcia a doborât un avion rusesc ce a violat spațiul aerian turcesc și care s-a prăbușit în nord-vestul Siriei, ceea ce a condus la moartea unui pilot rus. În urmă prăbușirii, s-a raportat că rebelii sirieni turcmeni din Brigazile siriene turkmene au atacat și au doborât un elicopter rusesc de salvare, ucigând un infanterist rus naval. Aeronavele rusești au lovit ținte din orașul sirian Ariha din provincia Idlib controlat de Armata de Cucerire, provocând numeroase victime la sol. 

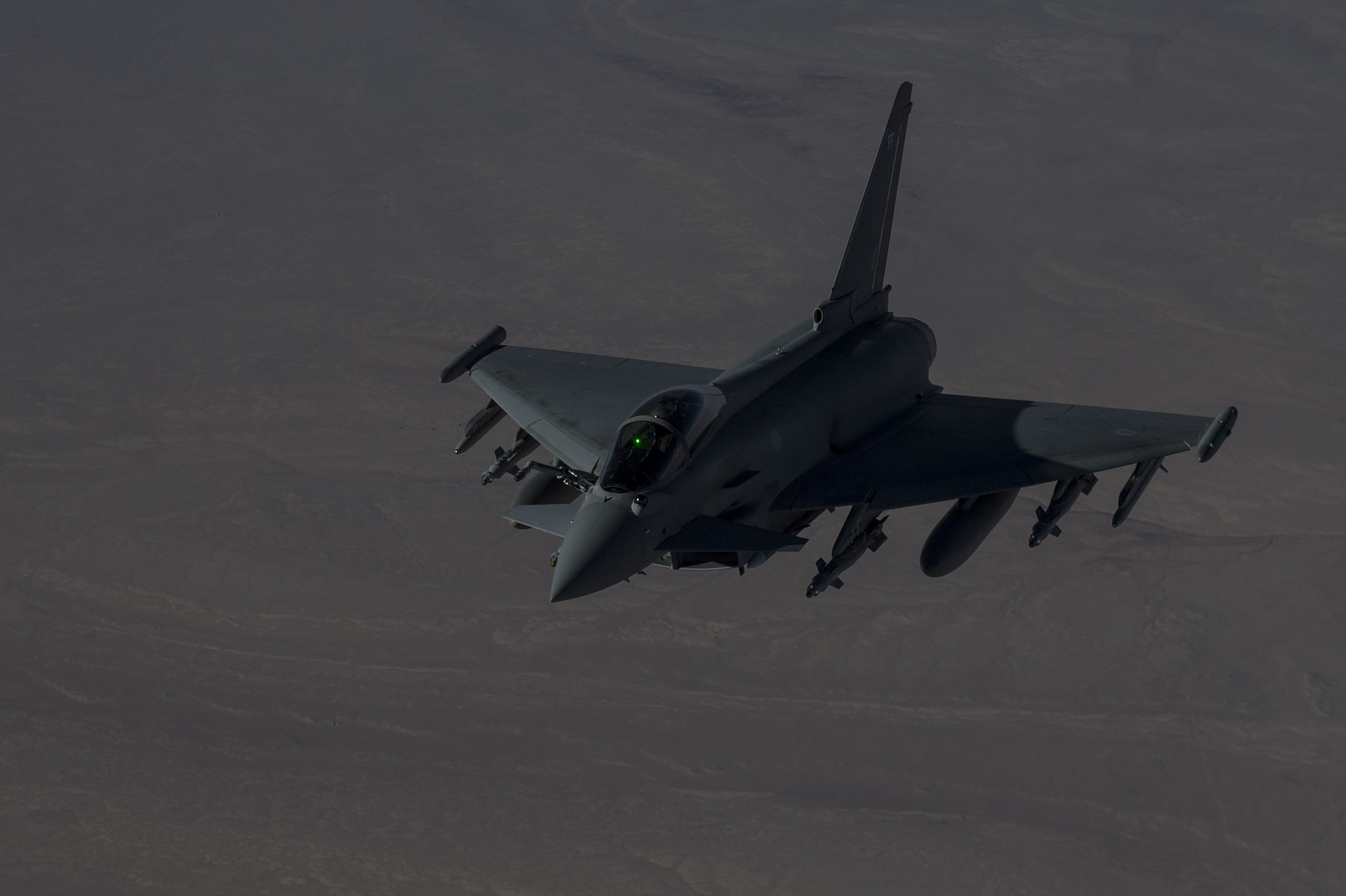
Avion britanic Typhoon

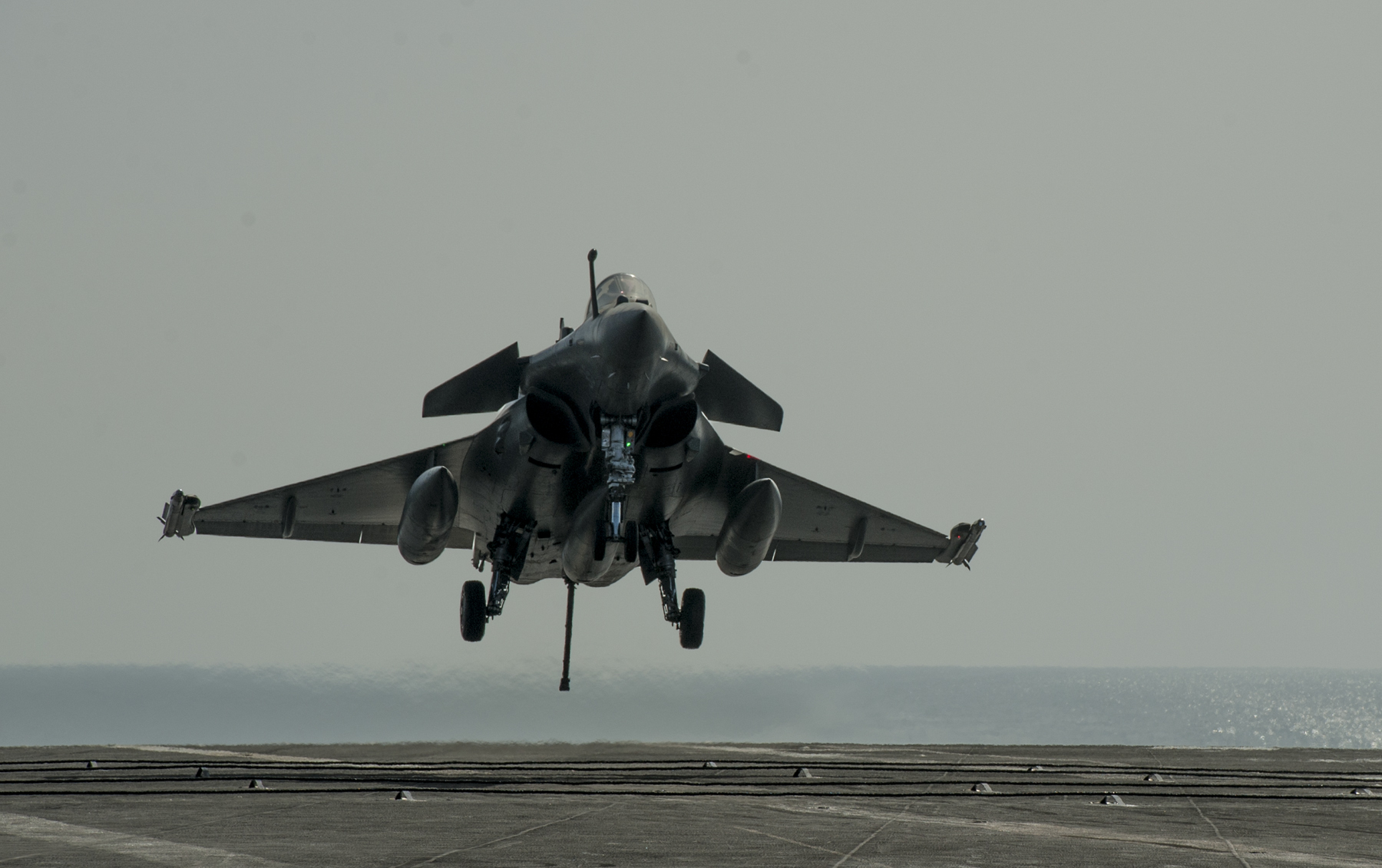
Avion francez Rafale decoland de pe portavionul Charles de Gaulle

Pe 2 decembrie, Parlamentul Britanic a votat extinderea Operațiunii Shader în Siria. Două aeronave britanice Tornado au decolat din RAF Akrotiri , bombardand câmpuri petroliere din Omar,  estul Siriei , fiind trimise și alte 8 supersnice britanice pentru a li se alătură în ziua următoare. 
Pe 7 decembrie 2015, guvernul sirian a anunțat că coaliția condusă de SUA a trimis aeronave care au tras 9 rachete asupra taberei militare de lângă Ayyash, provincia Deir al-Zour, ucigând trei soldați și rănind alți 13, distrugând trei vehicule blindate, patru vehicule militare, mitraliere și muniția. Guvernul sirian a condamnat bombardamentele că agresiune flagrantă. Oficialii coaliției au negat orice acuzație. Totuși, oficialii anonimi de la Pentagon au susținut că un bombardier rus a efectuat atacul, aceste declarații fiind negate de militari ruși. Pe 14 decembrie, guvernul rus a raportat că forțele regimului sirian a recapturat baza aeriană Marj al-Sultan la est de Damasc, controlat de gruparea Jaysh al -Islam. 
Pe 12 ianuarie 2016, guvernul sirian a anunțat că armata și forțele aliate au restabilit controlul total asupra orașului Salma, populat de sunni, în nord-estul provinciei Latakia, și că continuau să avanseze în nord. Pe 16 ianuarie 2016, militanții ISIS au lansat n atac asupra zonei guvernamentale, în orașul Deir ez-Zor, ucigând 300 de oameni. Rușii au contraatacat cu avioane de vânătoare în sprijinul armatei siriene, restabilind controlul. 
Pe 21 ianuarie 2016, Rusia desfășura activități în   noua bază în regiunea controlată al aeroportului Kamishly    la nord-est de orașul Qamishli în Al-Hasakah.
Activități similare efectuate de forțele americane au fost raportate în baza aeriană Rmeilan în aceeași provincie, la 50 de km de aeroportul Kamishly, contrlata de Unittile Populare Kurde de Protecție.
Pe 24 ianuarie 2016, guvernul sirian a anunțat că va lansa ofensivă Latakia , capturând orașul Rabia cu ajutorul rușilor pentru a amenință liniile de aprovizionare al rebelilor din Turcia. Pe 26 ianuarie , guvernul sirian a restabilit controlul total în orașul Al-Shaykh Maskin din Daraa.

### Armistițiul parțial (februarie -iulie 2016)

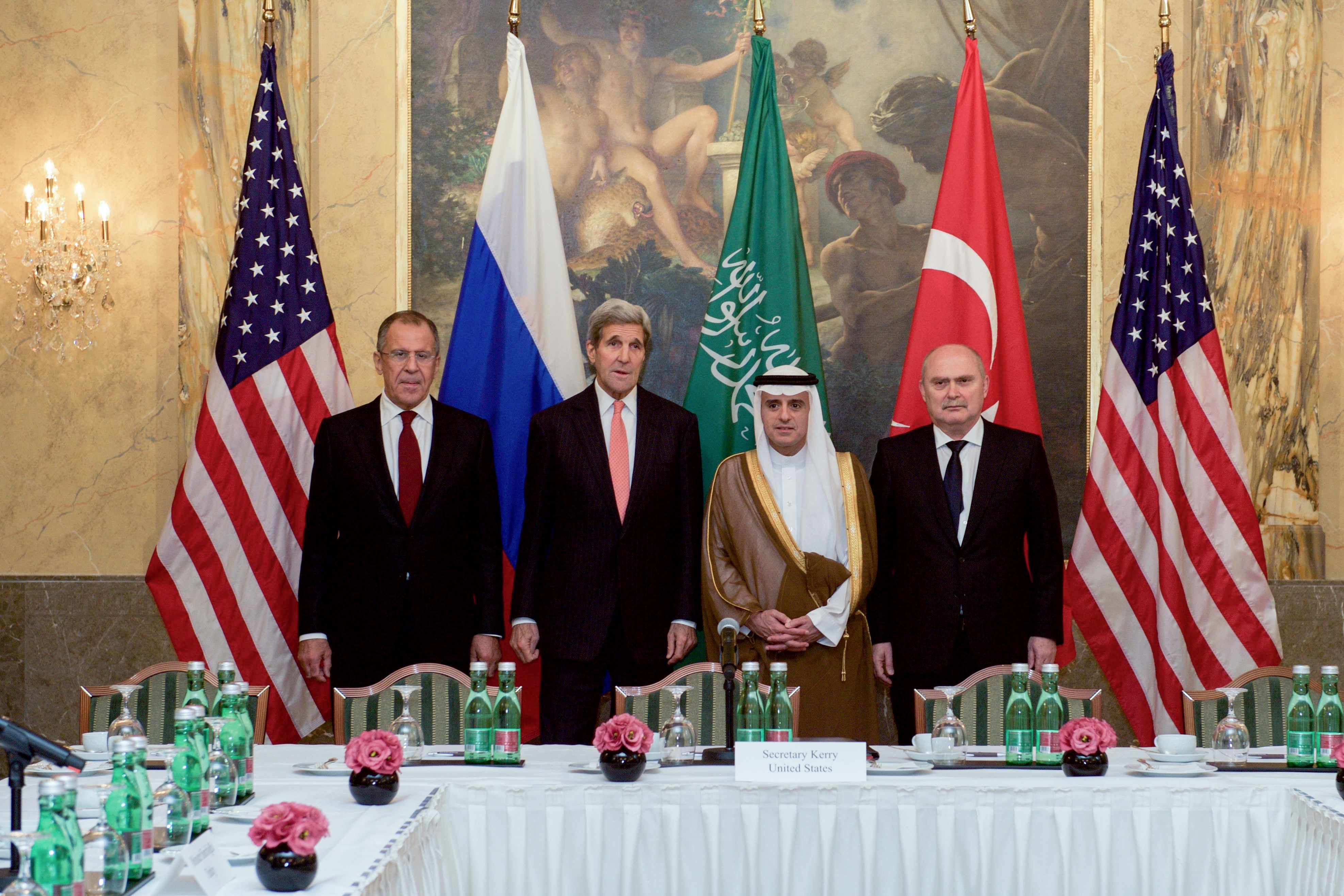
Secretarul general american Kerry se intalneste cu ministrii de externe Sinirlioglu (Turcia), al-Jubeir (Arabia Saudita) si Lavrov (Federatia Rusa) in Austria, discutand despre conflictul din Siria

Pe 26 februarie 2016, Consiliul de Securitate ONU a adoptat rezoluția 2268 prin care determina SUA și Rusia să încheie un armistițiu și sa aplice încetarea ostilităților. Armistițiul a debutat pe 27 februarie 2016. Armistițiul nu includea atacarea organizațiilor teroriste desemnate de ONU. În ciuda câtorva ciocniri individuale, armistițiul a fost menținut până în iulie 2016.  În martie 2016, forțele regimului sirian cu suportul Rusiei au capturat cu succes Palmyra de sub controlul teroriștilor ISIS. 
Armistițiul a încetat în iulie 2016, fiind încălcat de escaladarea violențelor dintre diverse tabere: ISIS, al Nusra,al-Qaida,  rebelii sirieni sprijiniți de statele membre NATO, forțele democrate siriene nordice, kurzii, precum și regimul sirian sprijinit de Rusia, Iran și Hezbollah.

### Intervenția Turciei (august 2016- martie 2018)

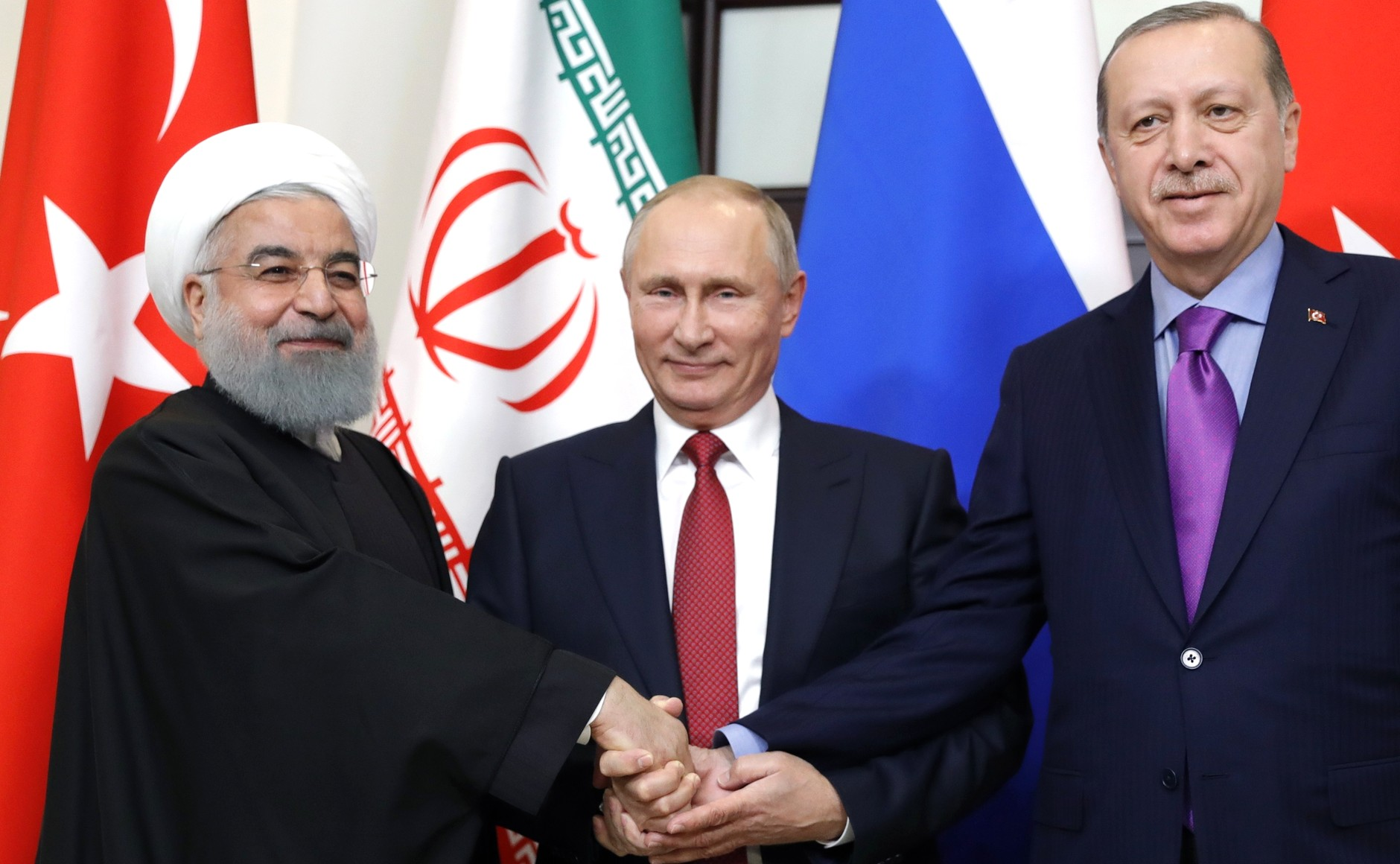
Vladimir Putin, Hassan Rouhani, Recep Tayyip Erdoğan

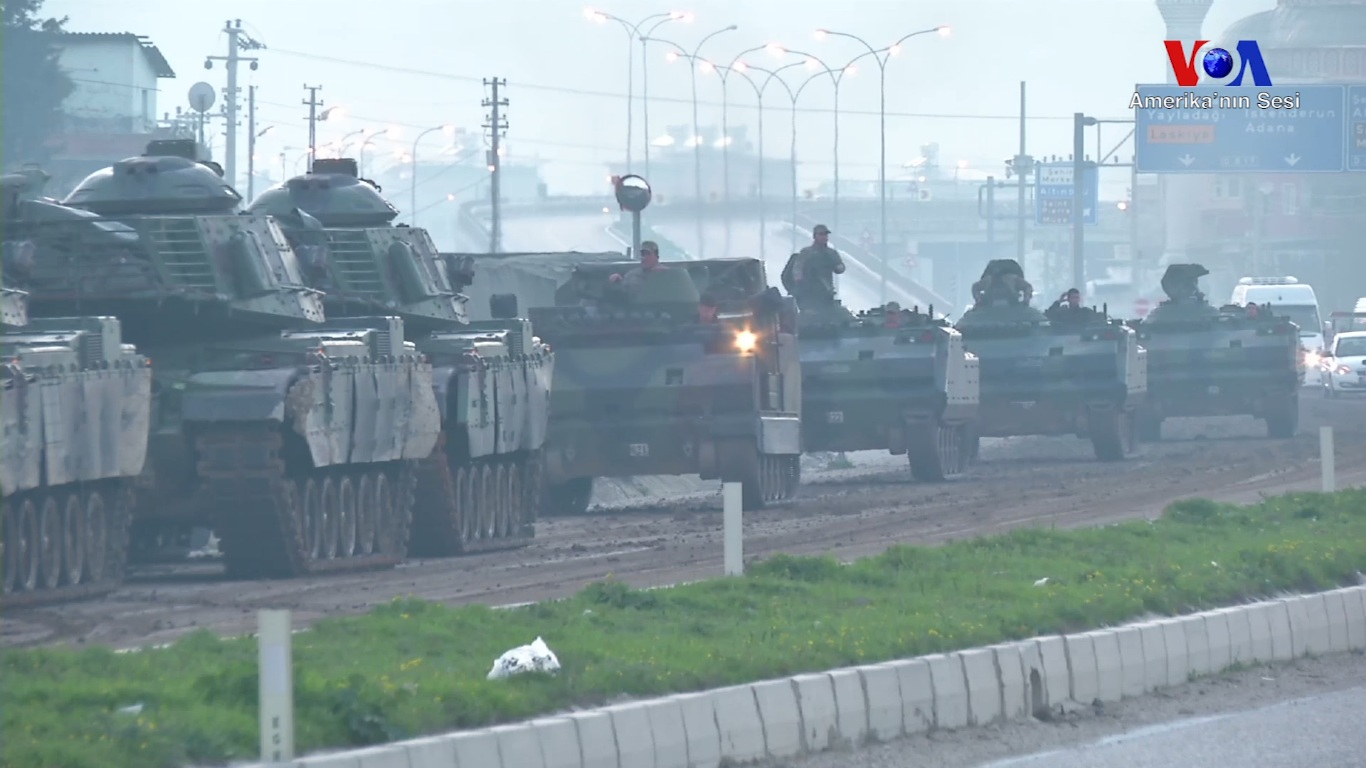
Tancurile turcești în Afrin

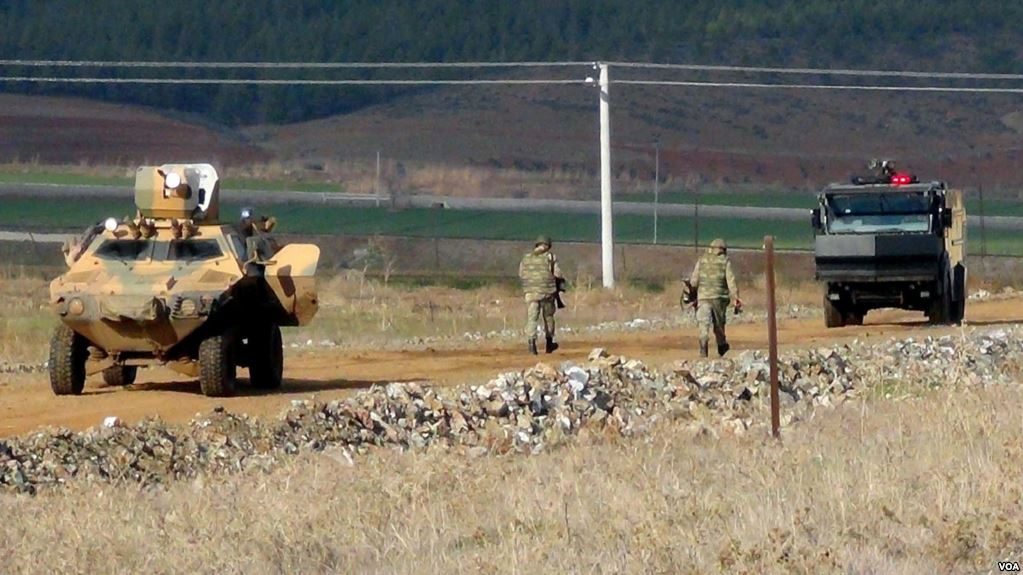
Vehicule blindate turcesti in Afrin

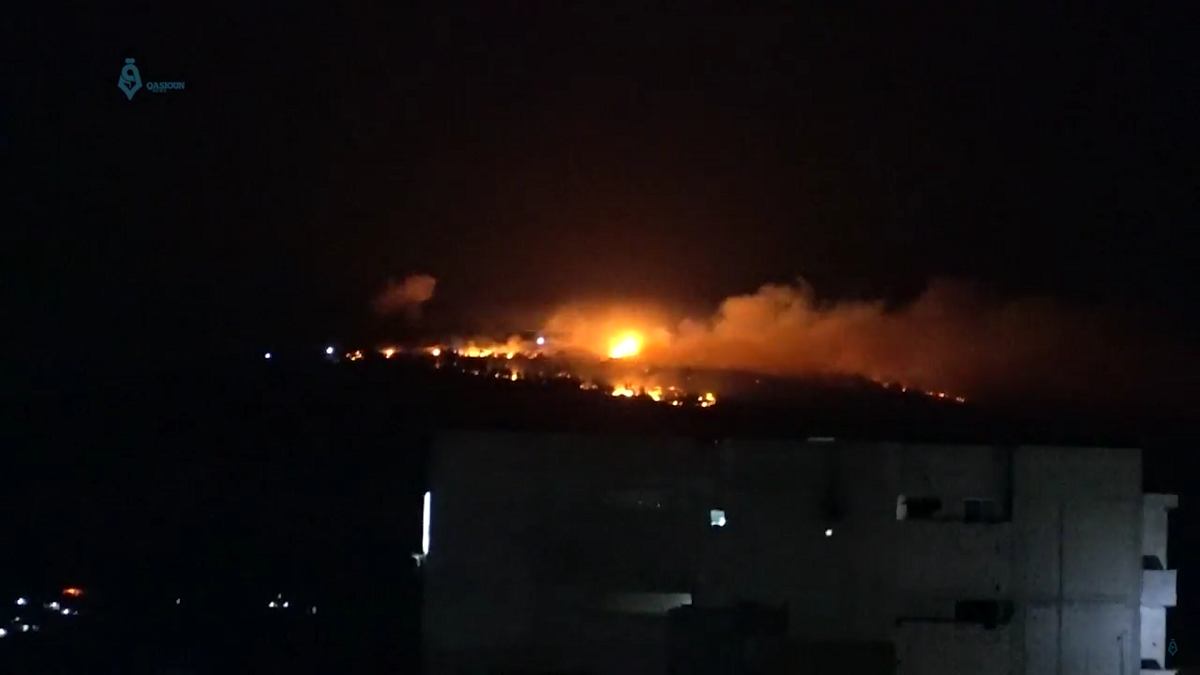
Armata turcă bombardează pozițiile forțelor siriene democratice la nord de Aleppo

Pe 12 august 2016, forțele siriene democratice au capturat  Mandbij de la ISIS. Pe 22 august, kurzii din YPG au capturat Ghwairan de sub controlul regimului.  
Pe 24 august 2016, Turcia a invadat Siria. Forțele turcești au capturat Jarabulus controlat de ISIS în cadrul operațiunii „Scutul Eufratului”. Guvernul sirian a denunțat intervenția că o violare a suveranității și că lupta împotriva terorismului nu se termină prin a anihila ISIS, ci prin a-l înlocui cu alte organizații teroriste susținute de Turcia. 
Vicepreședintele SUA, Joe Biden, a declarat că susține mișcarea Turciei și că forțele kurde siriene să se mute la est de Eufrat sau vor pierde susținerea americană.
Trupele turcești și rebele siriene au ocupat jarablus și s-au îndreptat spre orașul Manbij, înfruntându-se cu kurzii, ceea ce i-a băgat în confuzie pe oficialii americani. Pe 29 august, secretatul apărării Ash Carter a specificat că SUA nu oferă suport Turciei dacă avansează în sud Avertismentul anunțat de americani a fost o tentativă de încheiere a armistițiului între turci și kurzi. 
Pe 12 septembrie, rușii și americanii au încheiat un alt armistițiu, că 5 zile mai târziu, SUA și alți membri ai coaliției să bombardeze poziții ale armatei siriene din Deir ez-Zor din accident. Rusia susține că a fost o lovitură intenționată, 62 de soldați sirieni fiind uciși, care anterior  luptau cu militanți ISIS. 
Un convoi de ajutor în Aleppo a fost atacat. Coaliția americană a învinovățit Rusia și regimul sirian pentru atac în timp ce acestea din urmă îi învinovățeau pe teroriști. 
Pe 22 septembrie, armata siriană a lansat o nouă ofensivă în Aleppo, fiind încheiată cu succes pe 14 decembrie când ultima fortăreața rebelă a fost recapturata în Aleppo de către forțele regimului.  
Pe 26 octombrie, secretarul apărării Ash Carter a anunțat o nouă ofensivă de recapturare al orașului Raqqa de la ISIS. SDF, în cadrul Operațiunii  Furia Eufratului, a trimis forțe de 30 000 de arabi, creștini și kurzi, cu suport occidental, pentru a elibera orașul.
În decembrie 2016, multe sate și terenuri la vest de Raqqa au fost capturate. 
În ianuarie 2017, operațiunea de eliberare a orașului a fost încheiată.
În ianuarie-februarie 2018, armata siriană a avansat împotriva forțelor   Tahrir al-Sham și altor forțe rebele din Hama. 
Pe 20 ianuarie, forțele turcești au început o nouă operațiune militară pe frontieră siriană Afrin  și zona Tel Rifaat, populată de majoritate kurdă. 
Pe 10 februarie 2018, sistemul defensiv sirian a doborât un avion de vânătoare israelian F-16 că răspuns al survolării spațiului de către acesta asupra țintelor iraniene de lângă Damasc prin spațiul aerian libanez. Piloții au supraviețuit prăbușirii, fiind transportați pentru tratament medical.
Pe 21 februarie 2018, guvernul sirian a inițiat o campanie aeriană intensivă pentru a captura orașul rebel Ghouta la est de Damasc.
Pe 18 martie, turcii au capturat Afrin de la forțele kurde YPG și YPJ. Militanții TFSA au prăduit zonele orașului și distrus multe simboluri pro-kurde, fiind înlocuite cu drapele turcești.

### Armistițiul din decembrie 2016-aprilie 2017

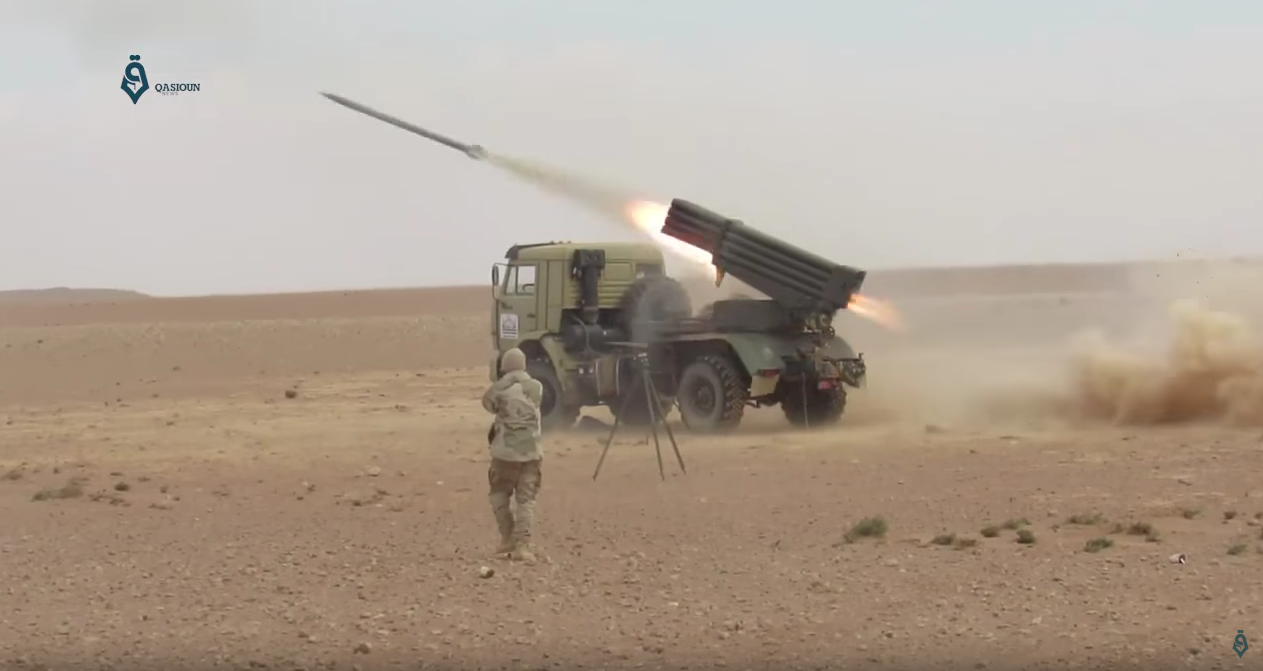
Artilerie

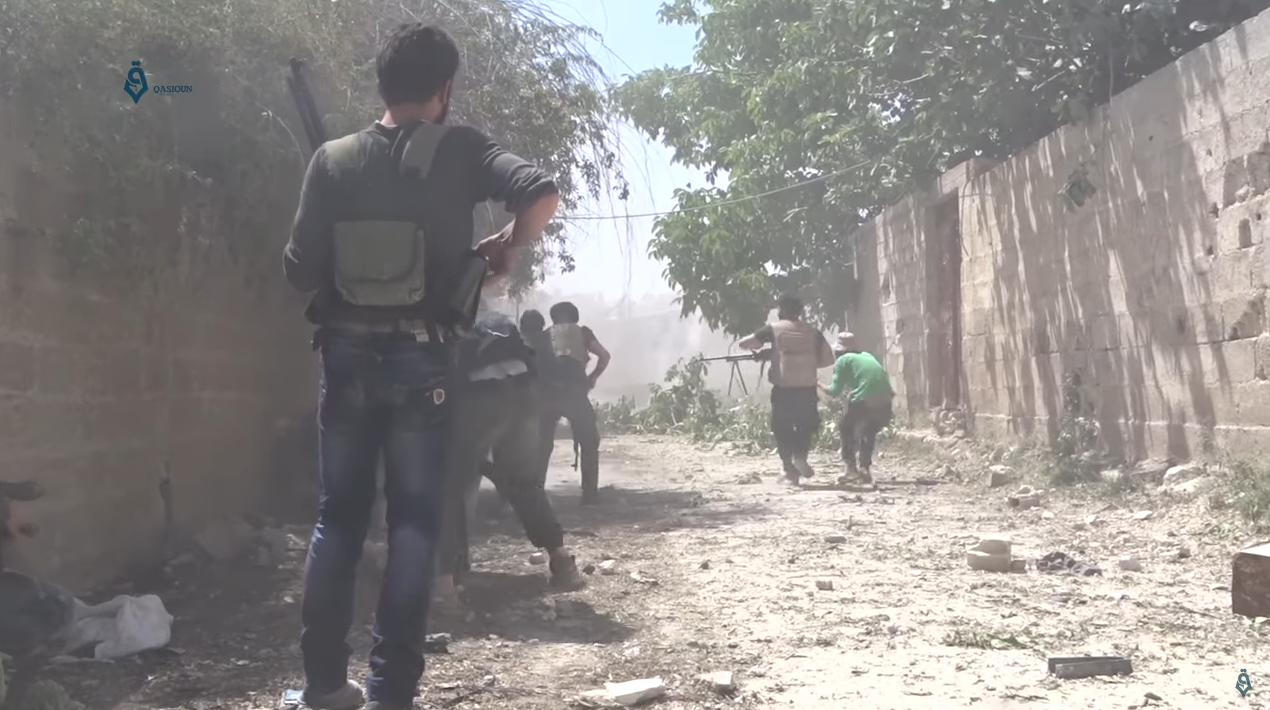
Rebeli sirieni in Qaboun

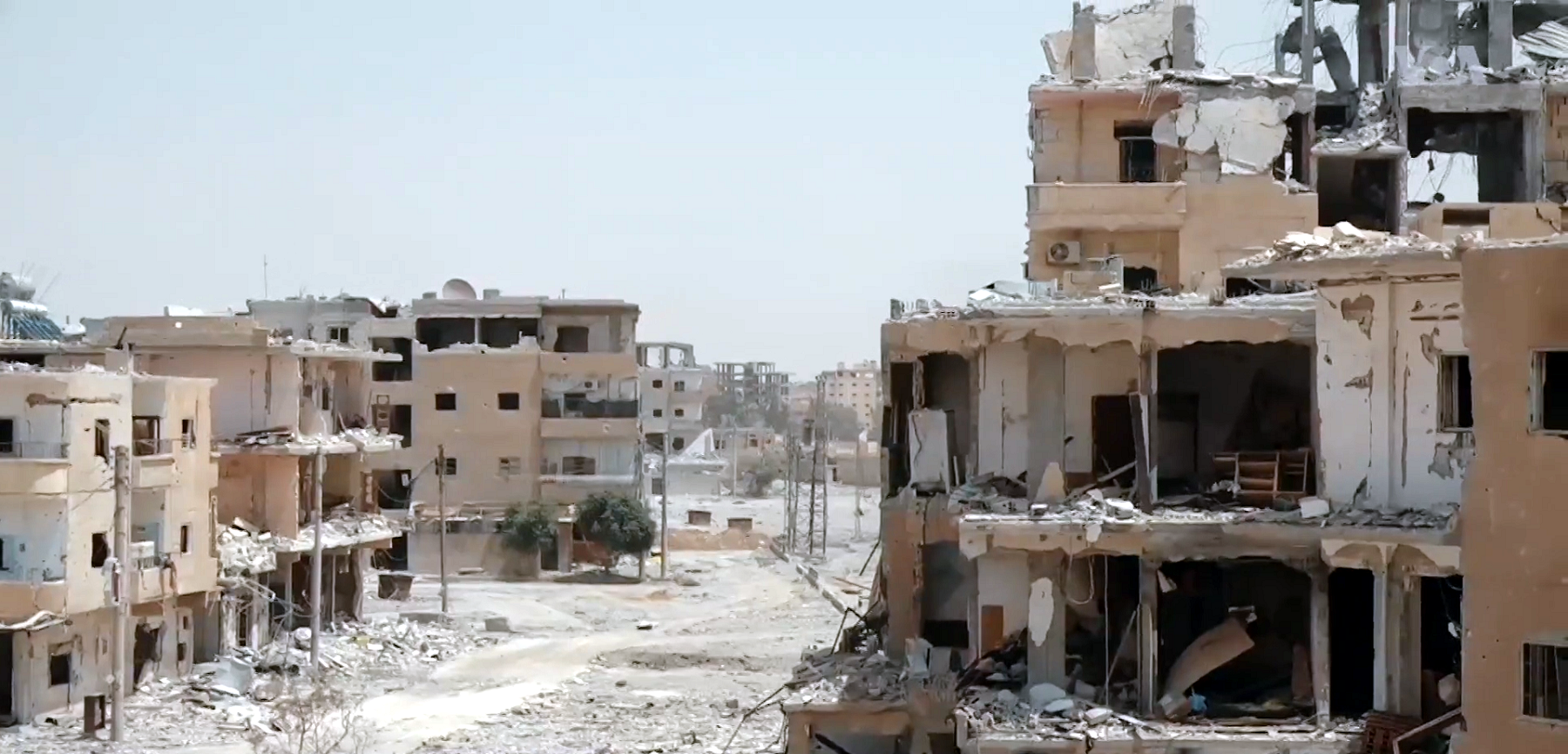
Raqqa in 2017

În decembrie 2016, forțele siriene au reapturat toate zonele rebele din Aleppo dup  ani de lupte.Pe 15 decembrie, Assad a celebrat eliberarea orașului. 
Pe 29 decembrie Rusia, Turcia și Iran a anunțat un armistițiu general dintre guvernul sirian și opoziție printr-un acord trilateral, fiind permisă doar atacarea țintelor și unităților teroriste. 
ONU a raportat că 4 milioane de oameni în Damasc nu au acces la apă potabilă din cauza afectării infrastructurii.  Forțele guvernamentale au capturat Wadi Barada rezolvând problema aprovizionării apei. 
Pe 14 februarie 2017,armistițiul a fost încălcat în urmă ciocnirilor dintre rebeli și regim în Daraa. 
Pe 23 februarie a fost organizată conferință de pace de la Geneva. 
Pe 23 februarie, turcii au capturat Al-Bab de la ISIS. Pe 17 martie, sirienii au tras cu rachete S-200 asupra avioanelor israeliene ce zburau deasupra înălțimilor Golan. 
Pe 23 martie, forțele siriene democratice au debarcat pe peninsula de la vest de Raqqa cu bărci și elicoptere prin a tăia accesul spre Raqqa spre care avea să între Armata Siriană Arabă.

### Înfrângerea teroriștilor ISIS  și Ofensiva regimului guvernamental sirian(aprilie 2017-martie 2018)

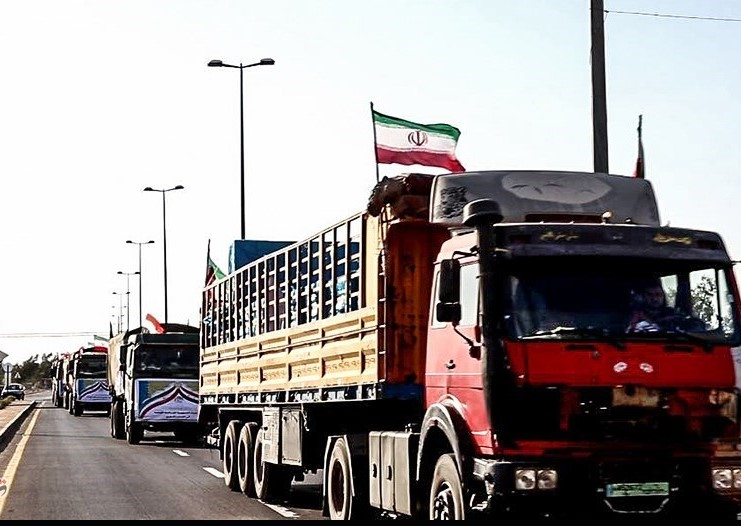
Convoi iranian

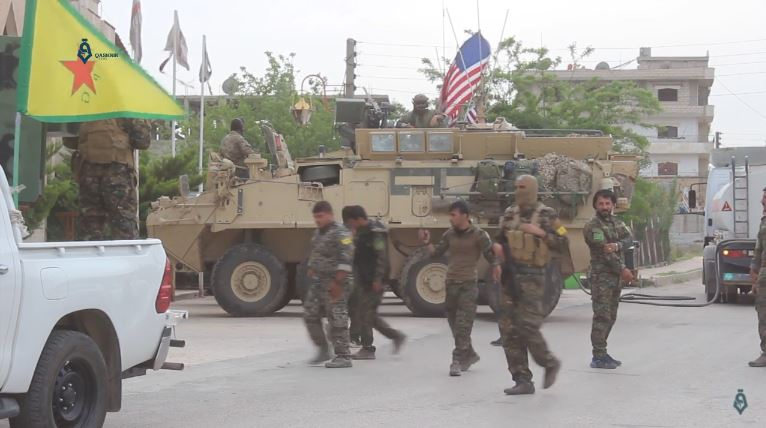
Forte kurde si americane

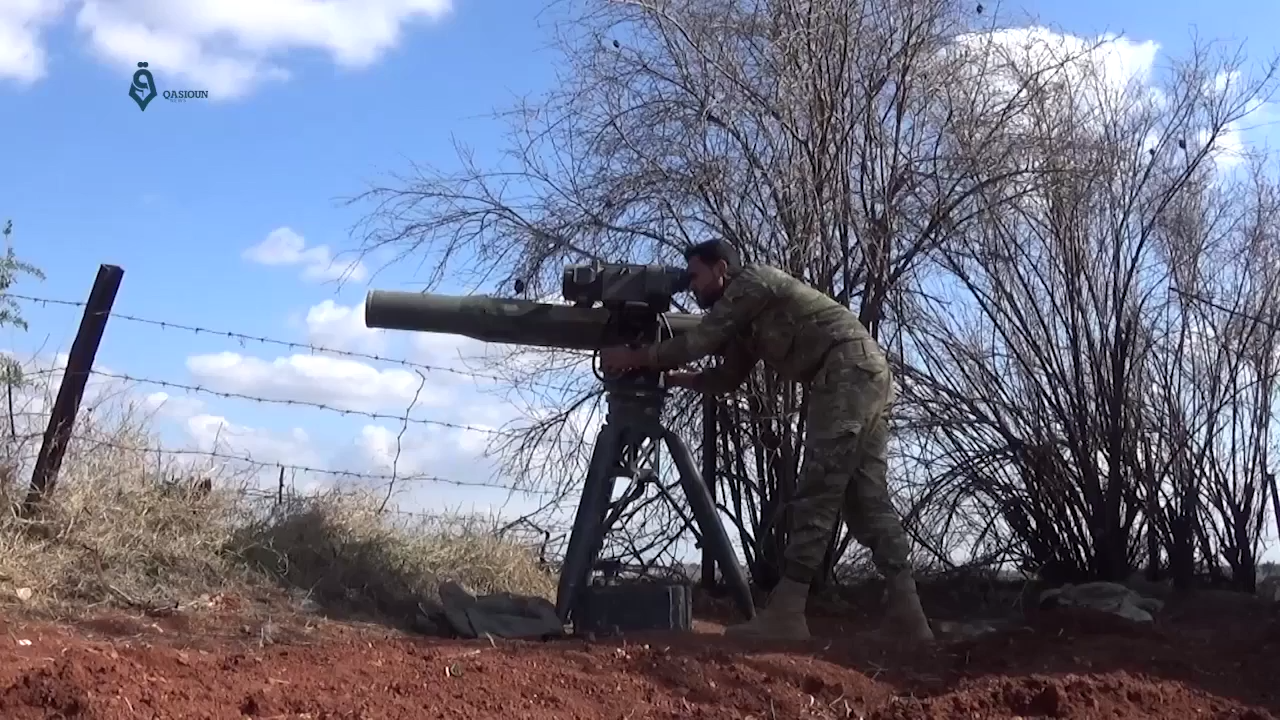
Rebeli folosind lansatorul de rachete

Pe 15 aprilie 2017 un convoi de autobuze ce transporta civili evacuați din Al-Fu'ah și Kafriya a fost atacat de teroriști sinucigași în Aleoppo, ucigând 126 de persoane.
Pe 24 aprilie, aviația turcă a condus bombardamente asupra pozițiilor YPG și YPJ lângă al-Malikiah, ucigând 20 de luptători kurzi. Atacul a fost condamnat de SUA.
Pe 4 mai 2017 Rusia, Iran și Turcia au semnat un acord la Astana pentru a crea o zonă de deescaladare în Siria. Cele patru zone includeau Idlib,  părțile nordice controlate de rebeli în Homs, estul Ghouta controlat de rebeli și frontieră siriană-iordaniană. Acordul a fost respins de câteva grupări rebele și chiar Partidul Democratic Unionist a denunțat acordul, susținând că armistițiul pe zone diviza Siria pe baze sectare. Dar armistițiul a fost aplicat temporar pe 6 mai 2017. 
Pe 7 iulie 2017, SUA, Rusia și Iordanul au ajuns la o înțelegere privind un nou armistițiu în sud-vestul Siriei. Rusia a oferit asigurări că Assad va respectă acordul.
Pe 19 iulie 2017, administrația Donald Trump a ordonat CIA-ului să înceteze programul de echipare și instruire al grupărilor rebele.
Pe 5 septembrie, guvernul sirian  a continuat asediul asupra Deir-ez-Zor cu ajutorul aviației și navele Rusiei.
Pe 17 octombrie, după 4 luni de bombardament american, forțele siriene democratice-kurdice au anunțat că au capturat Raqqa, capitală teroriștilor ISIS. 
În noiembrie 2017, forțele regimului și miliția au capturat orașul Abu Kamal din estul Siriei.
Pe 28 noiembrie, China a trimis trupe pentru a sprijini regimul Assad. 
Pe 6 decembrie 2017, guvernul rus a declarat că Siria a fost eliberată în totalitate de ISIS. Pe 11 decembrie, președintele Vladimir Putin a vizitat baza rusească din Siria, anunțat retragerea parțială a forțelor ruse din Siria. 
Pe 26 decembrie, ministrul apărării Sergey Shoigu a declarat că va amplasa permanent forțe militare rusești în portul Tartus și aeroportul Hmeymim. 
Serghei Lavrov, ministrul de externe, a luat în considerare că trupele americane să părăsească Siria odată ce teroriștii vor fi anihilați.

### Atacurile chimice și începutul conflictului dintre SUA și regimul sirian (aprilie 2017-aprilie 2018)

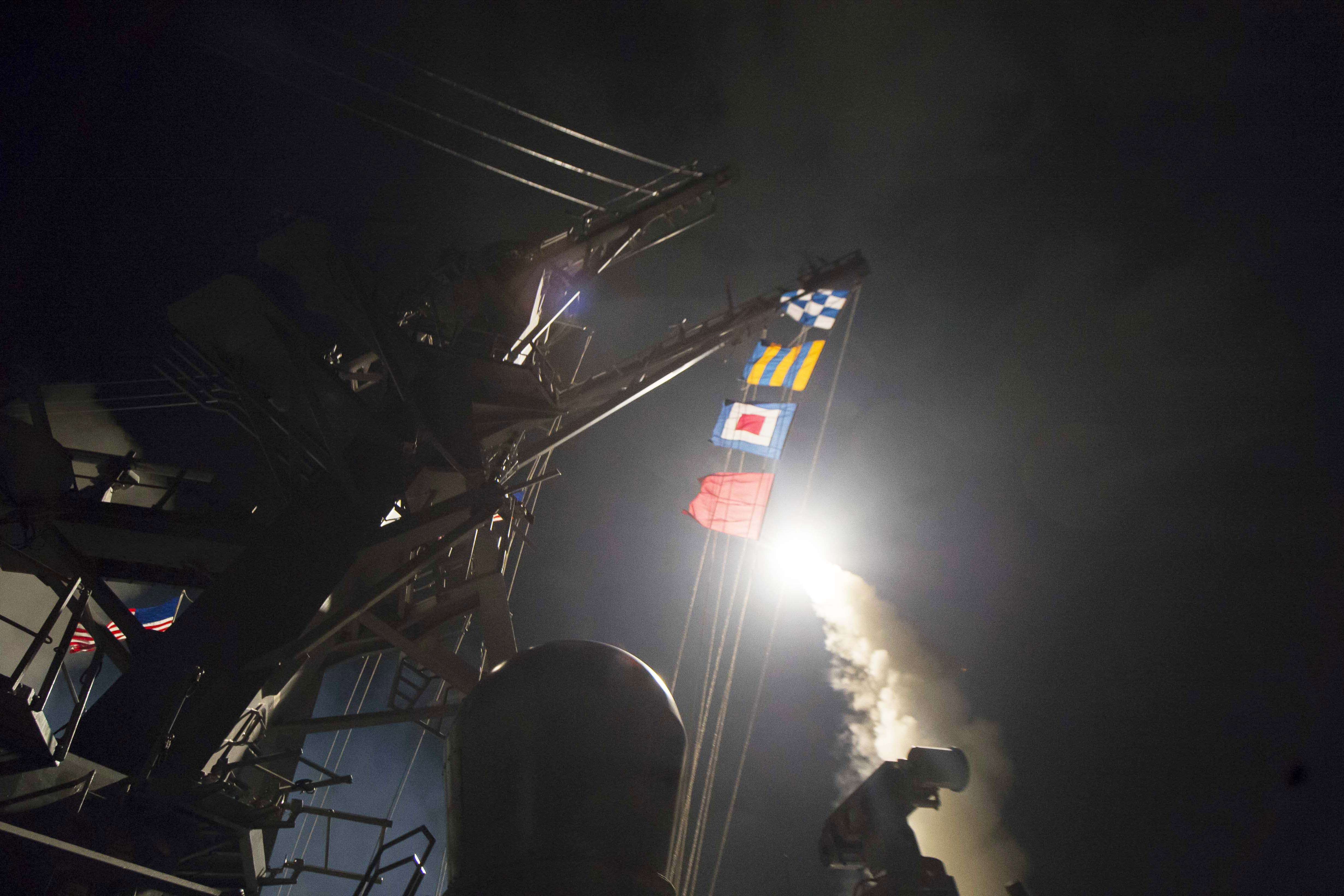
USS Ross lanseaza rachete de croaziera asupra bazei siriene Shayrat

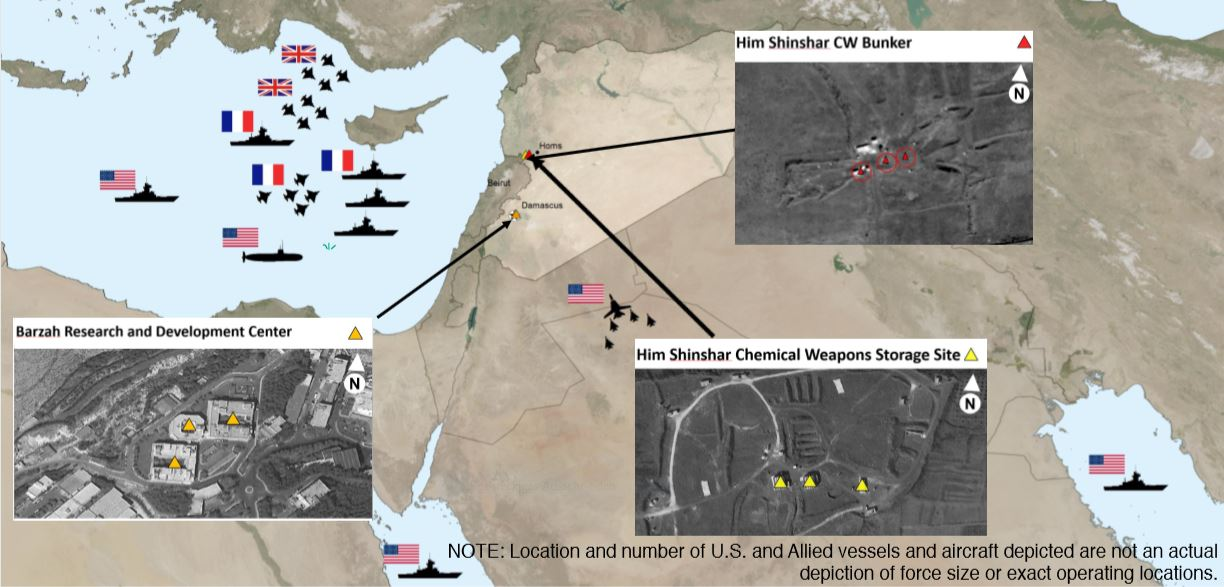
Harta operațiunii de intervenție aeriana anglo-americana-franceza in Siria asupra depozitelor de arme chimice ale regimului sirian

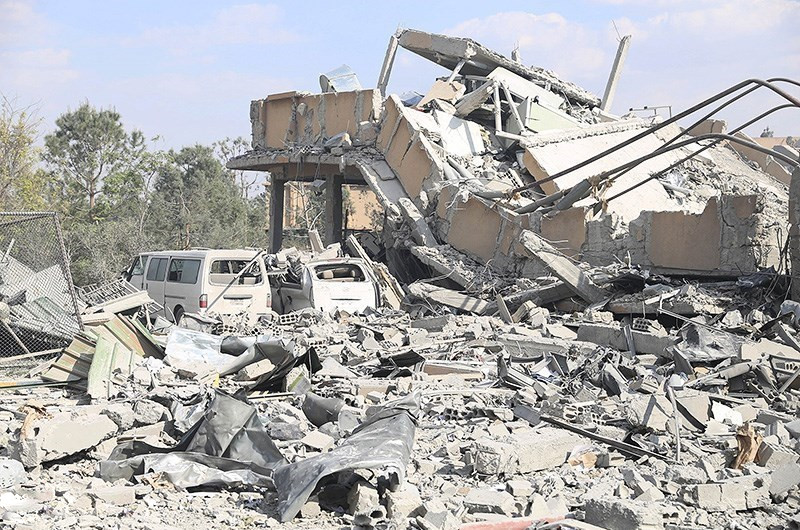
Ruinele bazelor rezultate in urma atacului american

Pe 4 aprilie 2017  a fost comis atacul chimic la Khan Shaykhun, în Idlib. S-a raportat că guvernul sirian a bombardat zona cu arme chimice asupra populației, eliberând un gaz toxic, inclusiv sarin, ucigând 74 de oameni și rănind alți 557. 
În urmă investigației condusă de SUA, Marea Britanie, Turcia, Franța, Arabia Saudită și Israel, atacul i-a fost atribuit forțelor regimului sirian. Assad a negat că a folosit arme chimice, iar Ministerul Apărării al Rusiei a declarat că aviația siriană a bombardat depozite ale forțelor rebele ce conțineau de arme chimice.
În dimineață zilei de 7 aprilie 2017, nu înainte de a avertiza forțele militare rusești,  SUA a lansat 59 de rachete de croazieră din Marea Mediterana asupra bazei aeriene Shayrat din Siria ce aparținea guvernului sirian.  Bombardamentul a fost ordonat de președintele american Donald Trump că răspuns direct pentru atacul chimic de la Khan Shaykhun.
A fost prima acțiune militară unilaterală efectuată de SUA asupra forțelor guvernului sirian Ba'athist.  Trump a declarat că securitatea națională a Americii este vitală pentru a preveni astfel împrăștierea și folosirea armelor chimice nocive. 
Un purtător de cuvânt al lui Vladimir Putin a declarat că vedea atacul american că un act de agresiune asupra unui stat suveran, încălcând legile internaționale. Reprezentanții SUA au răspuns că pată morală al regimului Assad nu mai poate fi lăsată fără un răspuns.
Forțele americane au mai atacat forțele siriene pe 18 mai, când un convoi sirian militar a avansat în preajma orașului al-Tanf unde se află o baza aeriană controlată de americani, folosită pentru antrenarea opoziției siriene. Convoiul a fost lovit de avioanele americane. 
Chiar la un an de la intervenția americană, pe 7 aprilie 2018, orașul Douma a fost atacat chimic, fiind uciși 70 de oameni și rănind alți 500. Medicii și investigatorii au raportat că au fost utilizate amestecuri de gaz de clor și sarin. Atât SUA, Franța și Marea Britanie au atribuit atacul chimic regimului sirian Assad.  Ministerele de apărare din Rusia și Siria au continuat să nege atacul chimic și de această dată, susținând că nu a avut niciodată loc, iar ulterior au susținut că a fost orchestrat de spionajul britanic sau de organizația Căștilor Albe. 
Pe 11 aprilie 2018, Președintele american  Trump a avertizat Rusia printr-o postare de pe Twitter că va bombarda Siria, adăugând că „Rusia nu ar trebui să fie partener cu un animal care își ucide oamenii” și că va lovi Siria cu rachete. Avertismentul președintelui american vine la scurt timp după ce ambasadorul Rusiei în Libia, Alexander Zasypkin, a declarat că orice rachetă lansată de SUA către Siria va fi doborâtă, iar bazele de lansare vor fi atacate.
La scurt timp după, flota rusă s-a retras din portul Tartus anticipând atacul.
Pe 13 aprilie, Donald Trump  a anunțat că a bombardat Siria, alături de aliații săi, Președintele Franței Emmanuel Macron,  și premierul Marii Britanii  Theresa May.  
Britanicii au lansat avioane Tornado GR4 din Akrotiri, escortate de patru avioane de vânătoare Typhoon, trăgând 8 rachete Storm Shadow. Navele franceze au fost alcătuite din fregate Caasard și Georges Leyques, precum și Durance și Aquitaine, Auvergne și Languedoc. Au tras cu rachete MdCN. Din baza aeriană franceză au fost trimise cinci avioane Rafale, fiecare având câte două rachete SCALP EG, patru avioane de vânătoare Mirage 2000-5F, două avioane E-3F și șase C-135FR pentru aprovizionare.
Forțele americane au inclus două bombardiere B-1 cu escadrilă 34, care au tras  19 rachete JASSM din Qatar. Au fost trase 7 rachete de croazieră Tomahawk de distrugătorul USS Laboon și 30 din crucisatorul Ticonderoga USS Monterey din Marea Roșie. Distrugătorul Arleigh Burke USS Higgins a tras 23 de rachetă din Golful Persic, iar submarinul Virginia USS John Warner a lansat 6 rachete de croazieră din Mediterana. 100 de rachete de croazieră au fost trase în total conform departamentului american de apărare citat de publicația The Washington Post. 
Țintele stabilite de Pentagon au fost centrul de cercetare Barzah din Damasc, fiind lovit de 57 de rachete Tomahawk și 19 rachete JASSM, complexul de depozite cu arme chimice Him Shinshar, cât și complexul de buncăre cu arme chimice din Homs, fiind lovite de 9 rachete Tomhawk, 8 rachete Storm Shadow, 3 rachete MdCN și 9 rachete SCALP. 
Oficialii americani au declarat că toate rachetele și-au atins țintele fără interferență și că sirienii au interceptat 40 de rachete, dar au eșuat în a le dobora. Armata siriană susține că a interceptat multe rachete și chiar că a doborât 71 din 103 rachete. 
Patru rachete au lovit Aeroportul Internațional din Damasc, 12 rachete au lovit aerodromul Al -Dumayr, 18 rachete au lovit aerodromul Blai, 12 rachete au lovit baza aeriană Shayrat, două rachete au lovit zona aeriană Tyas, toate fiind doborâte. 
Pe 14 aprilie, Rusia a denunțat Statele Unite ale Americii și a inițiat o întâlnire de urgență la Consiliul de Securitate ONU, dar rezoluția prin care condamnă intervenția n-a trecut, fiind votată doar de Bolivia și China.

### Confruntarea dintre Israel și Iran pe teritoriul sirian (mai 2018-   )

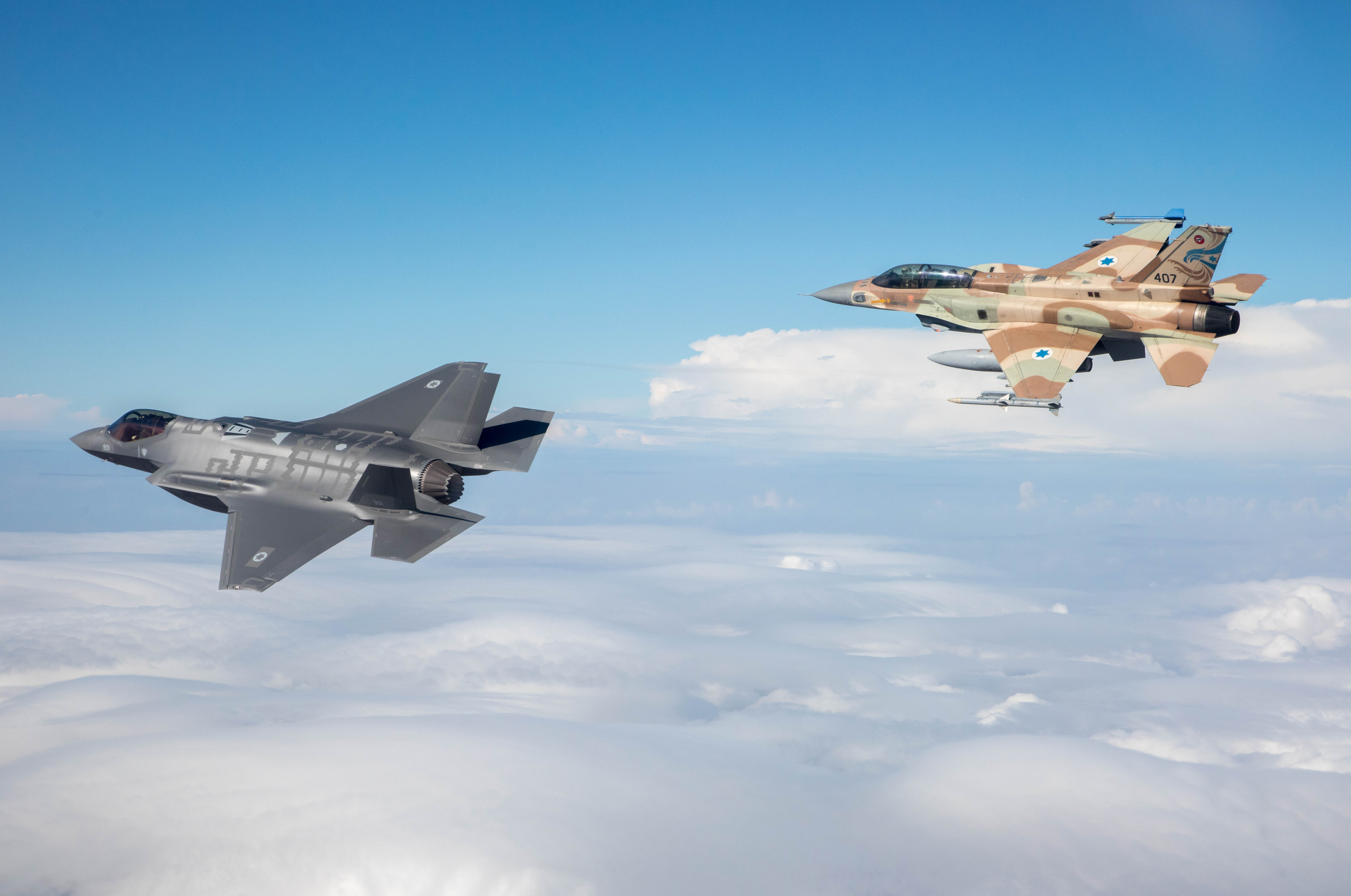
Avion israelian IAF-F-35 însoțit de un F-16

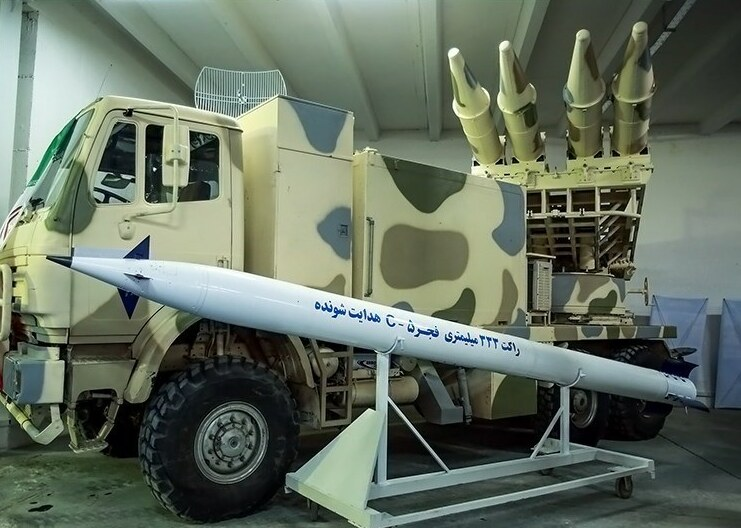
Lansator iranian de rachete Fajr-5

Pentru prima oară, forțele Israelului s-au confruntat cu forțele Iranului pe teritoriul Siriei. Forțele iraniene au lansat  20 de rachete Fajr-5  asupra pozițiilor militare ale Israelului de pe înălțimile Golan.  
Israelul a răspuns cu lansarea a 70 de rachete de către 28 de avioane F-35 asupra   forțelor iraniene amplasate în Siria. 11 iranieni au fost ucisi.  
Ayatollahul Iranului a amenințat ca se va retrage din acordul nuclear cu SUA. 
In iulie 2018, președintele american Donald Trump a amenințat Iranul cu consecințe foarte grave daca își va relansa programul nuclear.
Actualmente, regimul Al-Assad, cu sprijinul forțelor Federației Ruse, a reușit să-și recapete controlul asupra Siriei în mare parte, anihilând forțele ISIS din Siria. Mici porțiuni teritoriale din sud, respectiv din nord-vest sunt ocupate de Opoziția Siriană și Armata Siriană Liberă, respectiv de  gruparea islamistă Tahrir al-Sham.
Dar Assad a pierdut teritorii din nord-estul Siriei în favoarea Federației Democratice a Nordului Siriei și kurzilor, care se află în plină confruntare cu Turcia.

### Ofensiva opoziției din Siria (2024)

Ofensiva opoziției din Siria (2024)

La 27 noiembrie 2024, o coaliție de grupuri siriene de opoziție denumită Comandamentul Operațiunilor Militare (anterior Al-Fatah al-Mubin) condusă de Hay'at Tahrir al-Sham (HTS) și de grupuri aliate susținute de Turcia din Armata Națională Siriană (ANS) a lansat o ofensivă împotriva forțelor proguvernamentale ale Armatei Arabe Siriene (AAS) în guvernoratele Idlib, Alep și Hama în Siria.
La 8 decembrie 2024, comandamentul Armatei Siriene a notificat ofițerii că regimul autoritar de 24 de ani al președintelui Bashar al-Assad a luat sfârșit. Rebelii au intrat în Damasc fără a întâmpina desfășurări militare.

## Arme și tactici

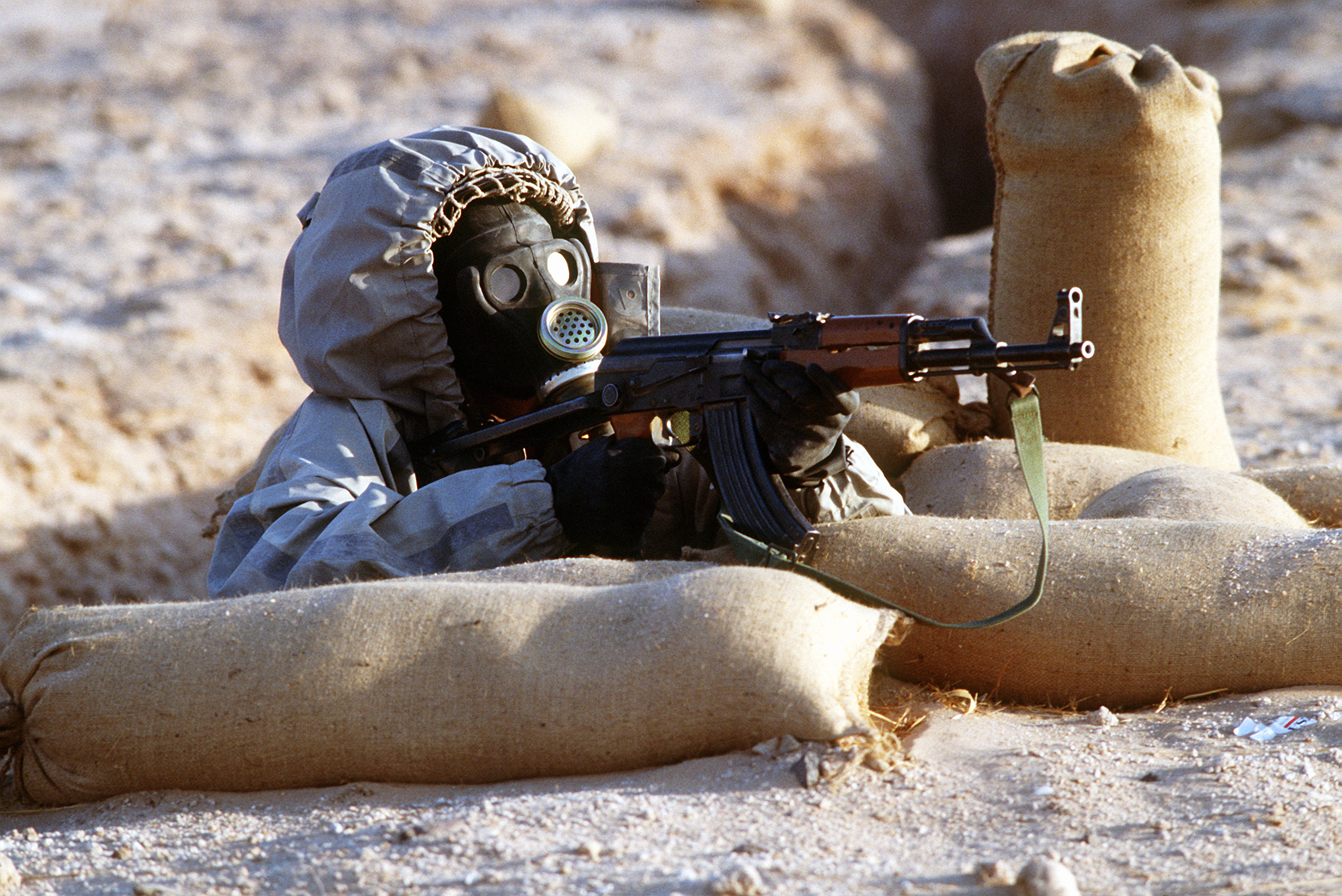
Soldat sirian cu mască și înarmat cu AK-47 (fotografie din 1992 din perioada Operatiunei Desert Shield

Gazul sarin, gazul clor și agentul mustard au fost folosite pe durata acestui conflict. Atacurile cu numeroase victime au dus la reacții internaționale de la atacul chimic de la Ghoutta din 2013. Echipe de investigatori ONU au fost trimiși să investigheze atacurile chimice. S-a confirmat utilizarea gazului sarin. În august 2016, un raport confidențial al ONU și OPCW au învinuit forțele militare guvernamentale și regimul al-Assad pentru lansarea bombelor cu clor asupra așezărilor din Talmenes în aprilie 2014 și Sarmin în martie 2015. Teroriștii ISIS au fost și ei învinuiți de utiizarea sulfurului mustard în așezarea din Marea în august 2015.
Statele Unite și Uniunea Europeană au acuzat guvernul sirian că au coordonat atacuri chimice . Din 2013 au început procedurile de distrugere al armelor chimice. În 2015 ONU a dezvăluit că au fost găsite baze militare de cercetare care ar conține urme de compuși sarin. După atacul chimic de la Kah Shayakhun, Statele Unite au bombardat forțele guvernamentale siriene pentru prima dată. În urmă atacului chimic de la Douma din aprilie 2018, SUA, Marea Britanie și Franța au bombardat numeroase ținte care ar fi fost depozite de arme chimice ale regimului sirian. 
Din septembrie 2012, armata siriană a regimului a folosit bombe cu dispersie. 
Rușii și regimul sirian , în urmă intervenției acestora, au folosit arme termobarice în zonele rezidențiale ocupate de luptătorii rebeli, precum și în Bătălia de la Aleppo și Kafr Batna. Investigatorii ONU al drepturilor omului au raportat că guvernul sirian a folosit arme termobarice împotriva așezării strategice de la Qusayr în martie 2013. În august 2013, BBC a raportat că regimul a utilizat arme cu napalm și bombe incendiare într-o școală din nordul Siriei. Pe 2 decembrie 2015,  The Național Interest a raportat că Rusia a folosit  sistemul de lansare al rachetelor multiple TOS-1 Buratino către zonele urbane din Siria. 
Multe rachete anti-tanc au fost utilizate în Siria. Rusia a trimis guvernului sirian rachete ghidate anti-tanc din a treia generație, 9M133 Kornet, pentru  a penetra blindajul vehiculelor folosite de jihadiști și rebeli. 
Rebelii au folosit rachete BGM-71 TOW de fabricație americană, oferite de SUA și de Arabia Saudită. SUA au aprovizionat grupările de  rebeli și cu multe lansatoare est-europene precum 9K111 Fagot în timpul programului Timber Sycamore. 
În iunie 2017, Iranul a bombardat ținte ale teroriștilor ISIS în zona Deir ez-Zor  în estul Siriei cu rachete balistice Zolfaghar trase din vestul Iranului, rachete ce pot călători 650-700 kilometri.

### Armata Siriană Guvernamentală

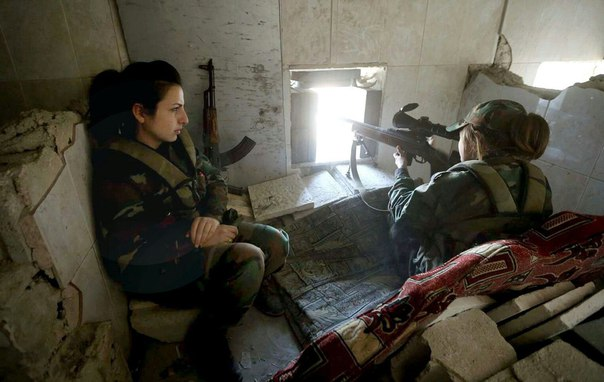
Femei siriene lunetiste din Armata Regimului
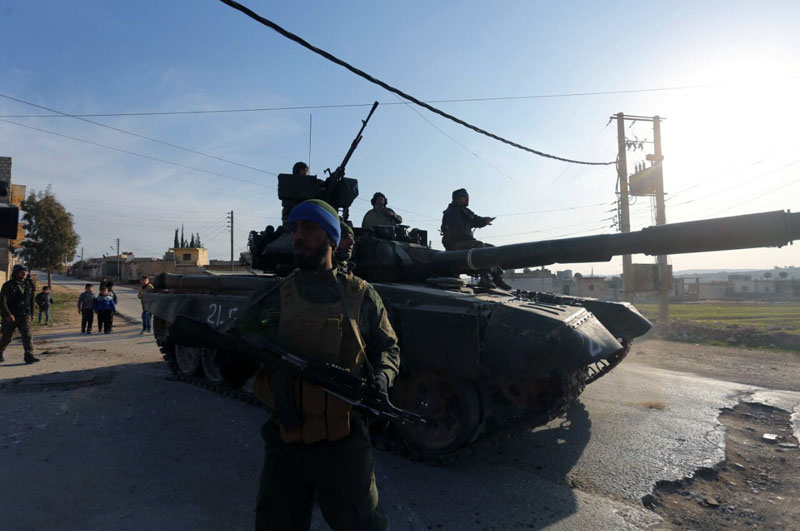
Armata siriana mergând cu un tanc T-90
Soldat sirian ce folosește artileria

### Armata Siriană Liberă

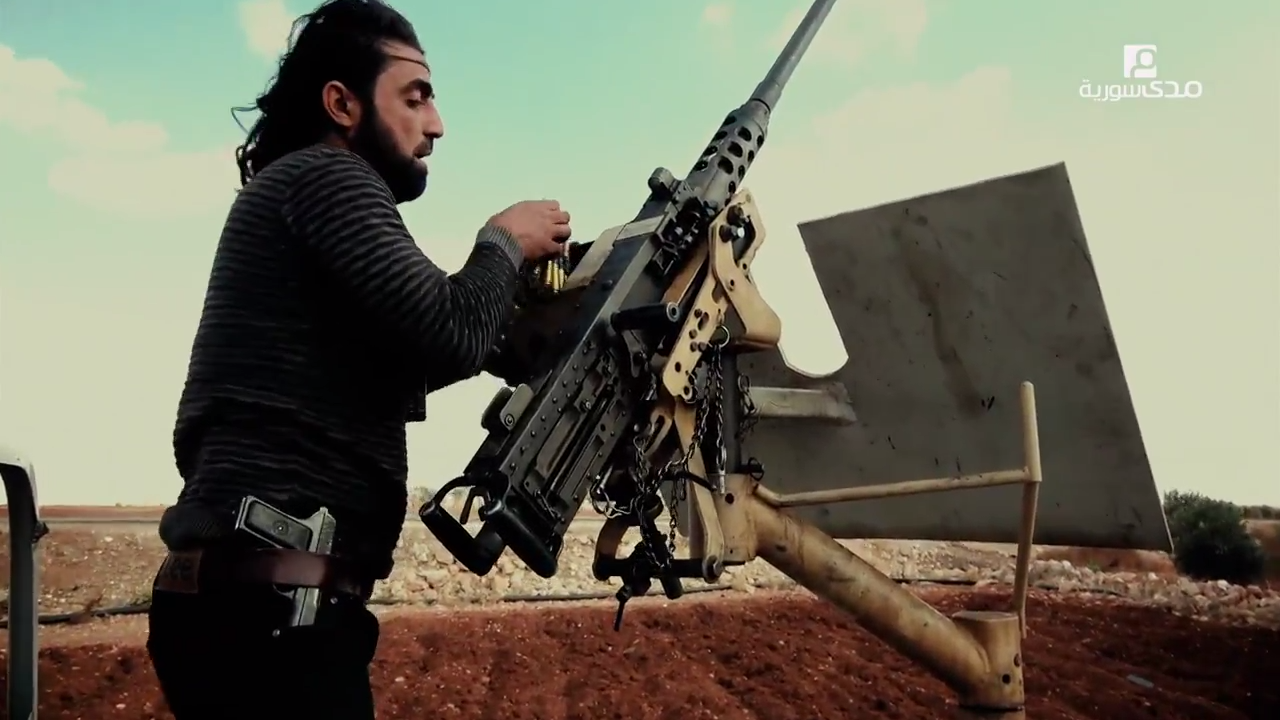
Rebel sirian folosind mitraliera M2 Browning
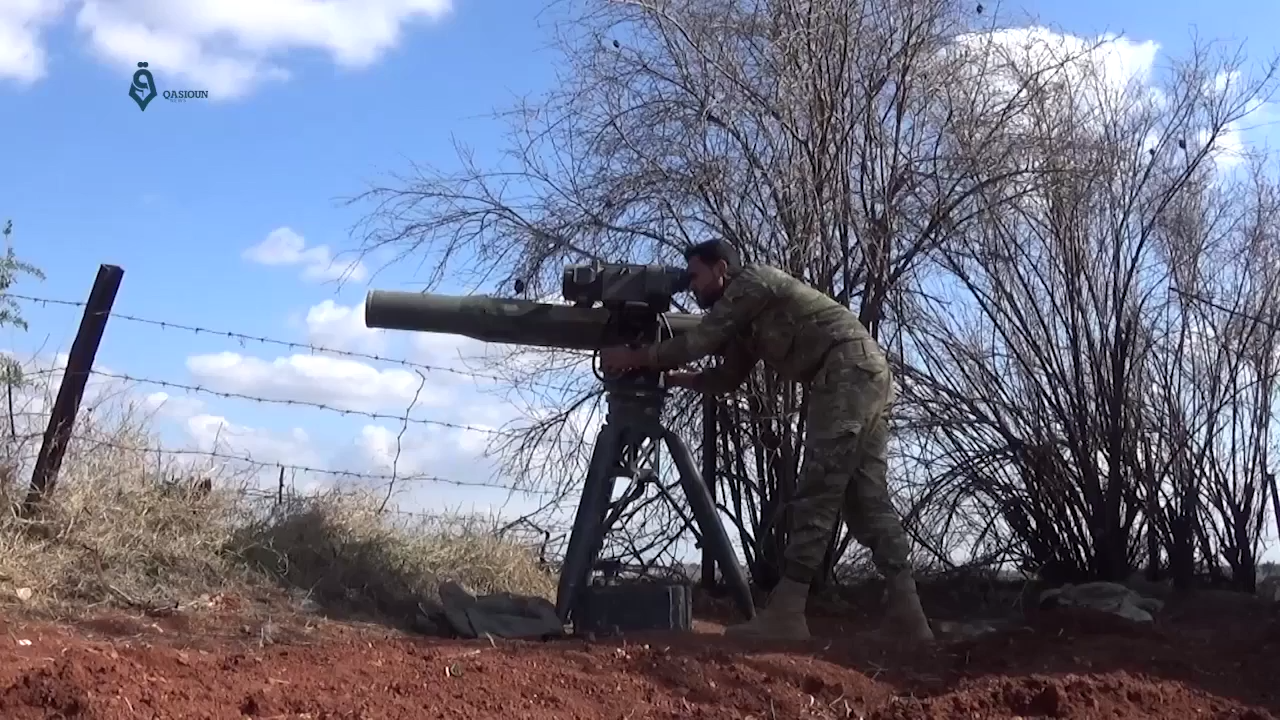
Rebel folosind un lansator BGM-71 TOW
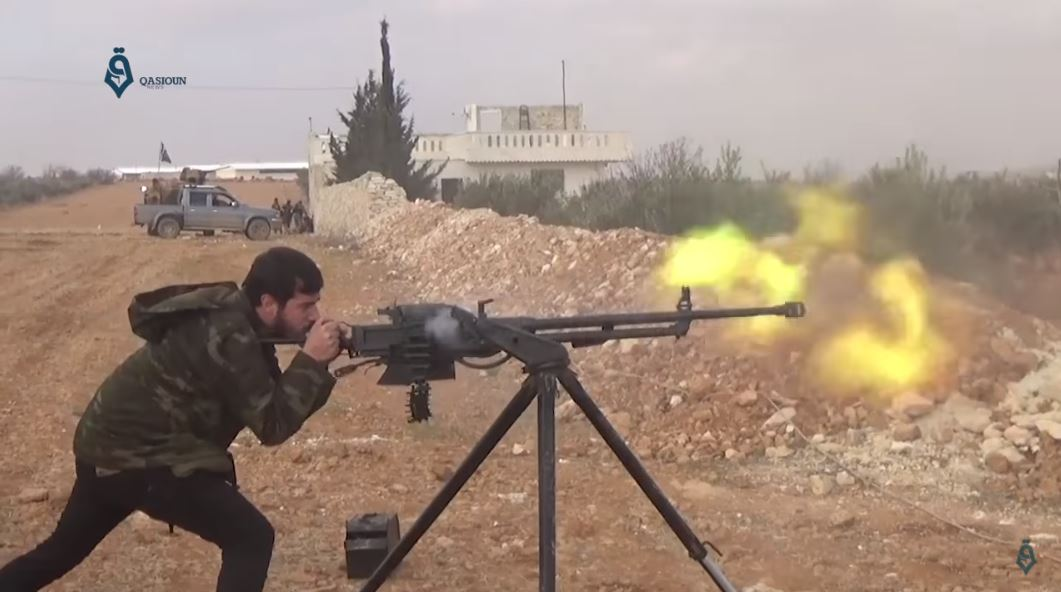
Rebel folosind o mitralieră antiaeriana
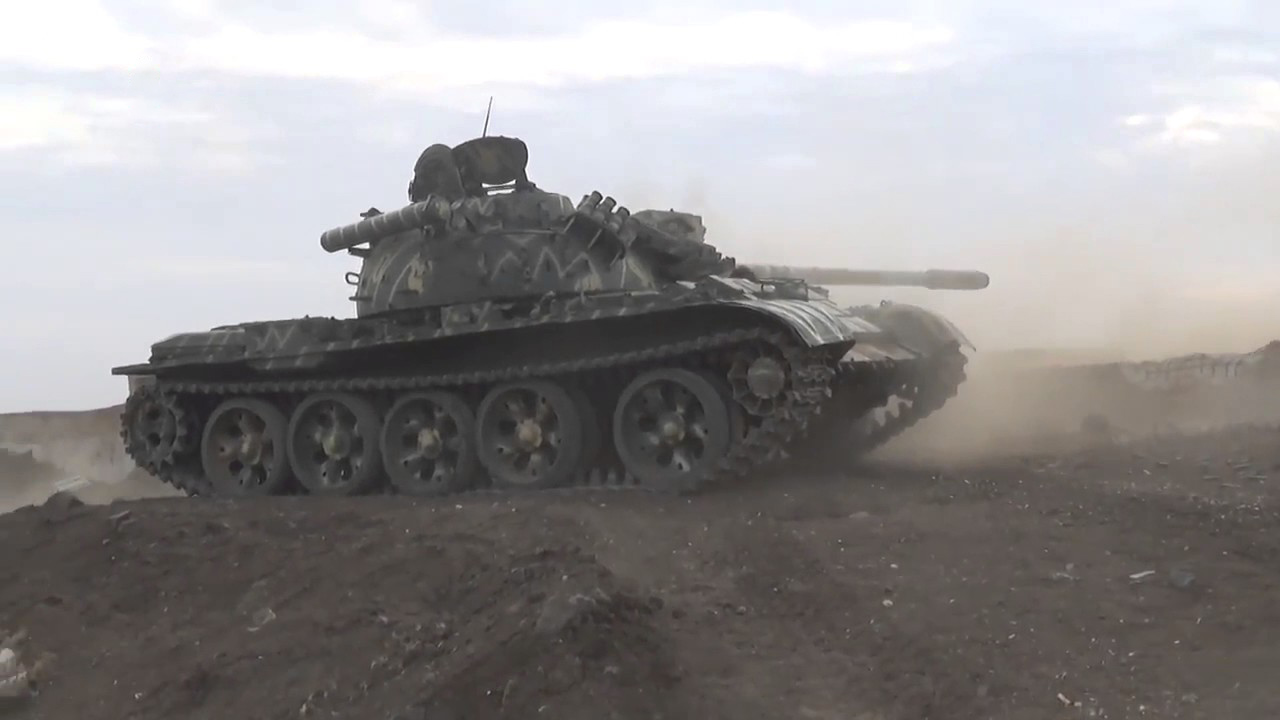
Tanc T-55 folosit de Armata Siriana Libera
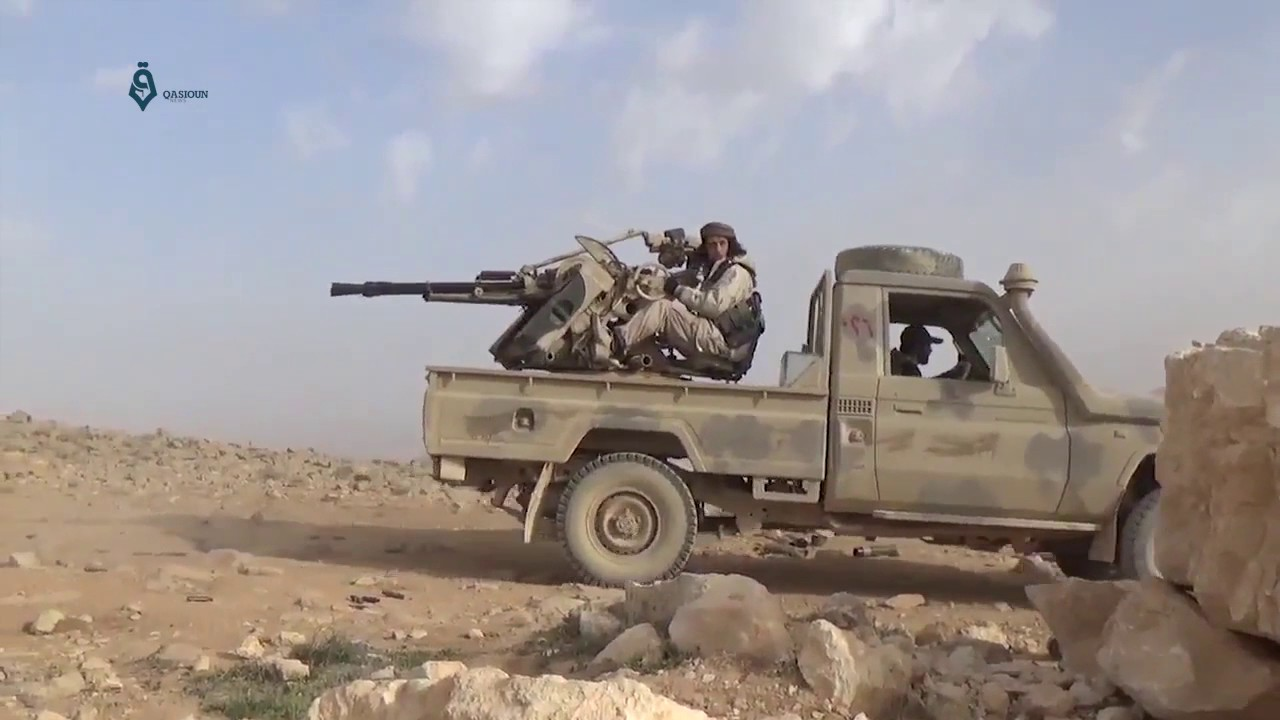
O camionetă improvizată și dotată cu o mitralieră ZU-23
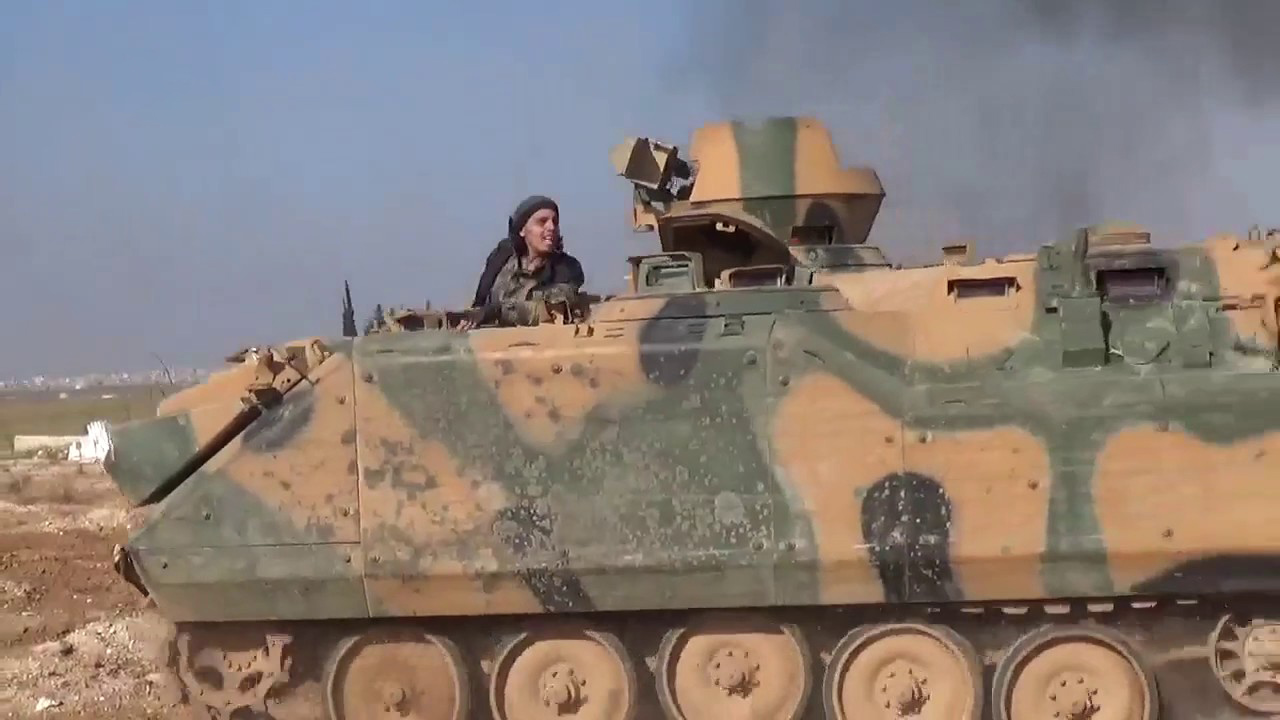
Un rebel sirian ce operează un blindat turc ACV-15
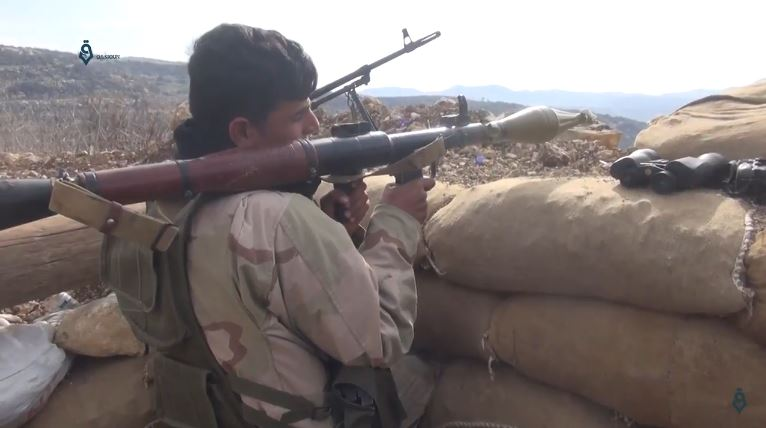
Rebel sirian folosind un lansator
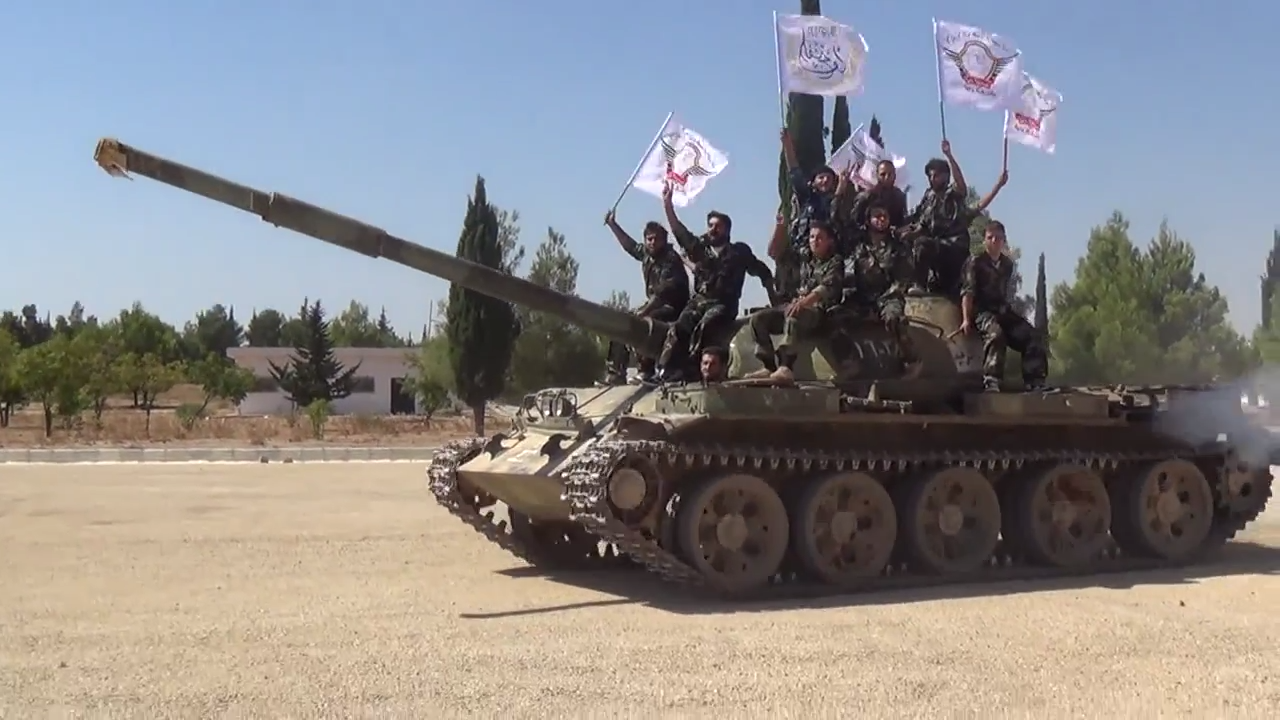
O brigadă ce operează un tanc T-62

## Impactul

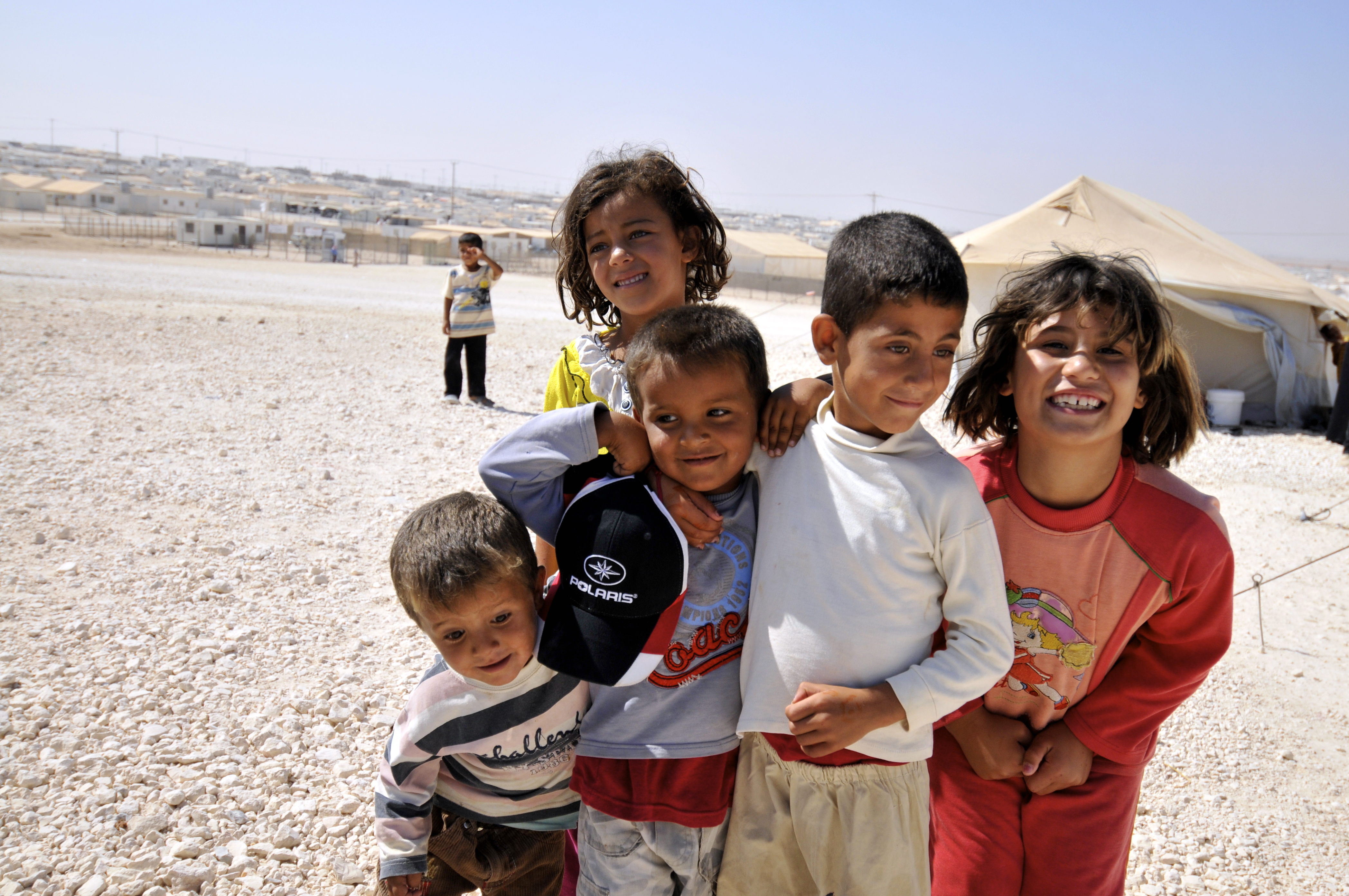
Copii sirieni dintr-o tabără de refugiați din Zaatari, Iordania

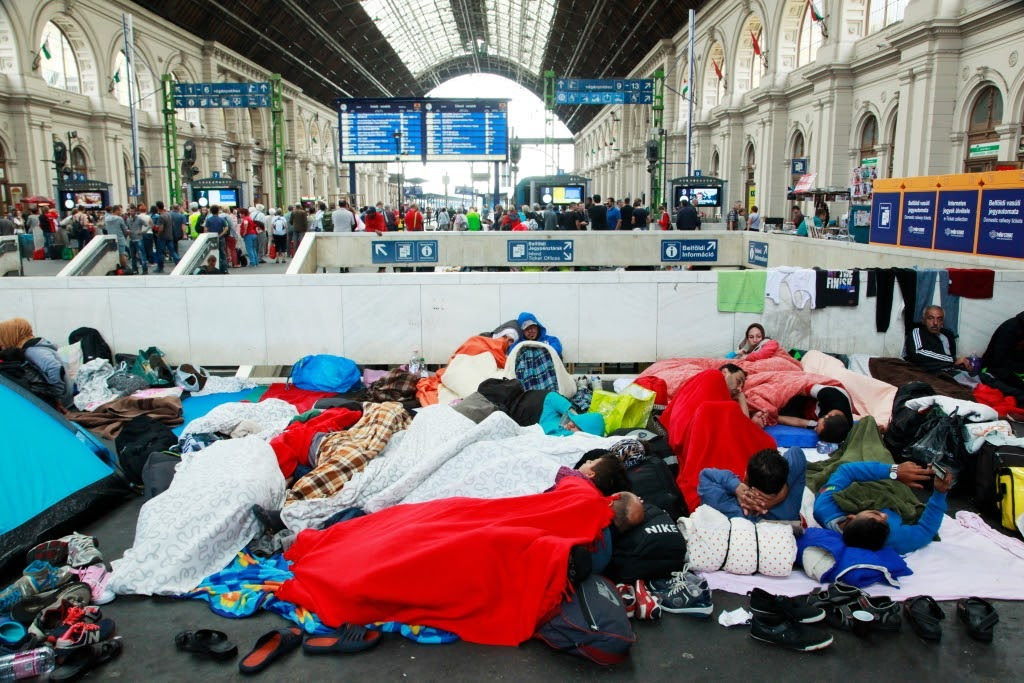
Refugiați dormind într-o gara din Budapesta

În 2018 s-a raportat că 353,593–498,593 de oameni au fost uciși în războiul civil sirian început din 2011. 
Din cauza deteriorării condițiilor de trai, s-au declanșat epidemii de febra tifoidă, hepatită, dizenterie, tuberculoză și difterie.
În martie 2015 s-a raportat peste 10 milioane de refugiați sirieni înregistrați în lume. 
7,600,000 de refugiați sirieni au fost înregistrați în vara anului 2015. Peste 3 milioane se află amplasați în Turcia, 2 milioane în Arabia Saudită, 2 milioane în Liban, 1 milion în Iordania, 200 000 în  Emiratele Arabe, 155 000 în Irak, 100 000 în Egipt și 200 000 în Irak, restul fiind primiți și repartizați în statele membre europene - 700 000 în Germania, 122 000 în Suedia, 70 000 în Ungaria, 60 000 în Canada, 900 000 în Regatul Unit, 45 000 în Austria, 11 000 în Franța, 16 000 în SUA, 2500 în România etc.
S-au raportat zeci de mii de cazuri de încălcări ale drepturilor omului. 
70 de jurnaliști au fost uciși și alți 80 luați ostatici de către gruparea teroristă ISIS și milițiile jihadiste locale. 
Persecuțiile religioase au fost la ordinea zilei - peste 40 000 de alawiti au fost uciși și mulți sirieni creștini au fugit din țară. 
Rată infracționalității, precum și al răpirilor, traficului de arme și al violurilor a crescut radical. 
300 de sit-uri arheologice au fost distruse, inclusiv biserici, monumente și castele medievale, dar și temple antice că Templul lui Baal din Palmira.
Președintele sirian Assad a pretins ca după ce va recăpăta controlul asupra tarii, o va putea reconstrui pe cont propriu. Pagubele estimate sunt de 400 miliarde de dolari.

## Reacțiile internaționale

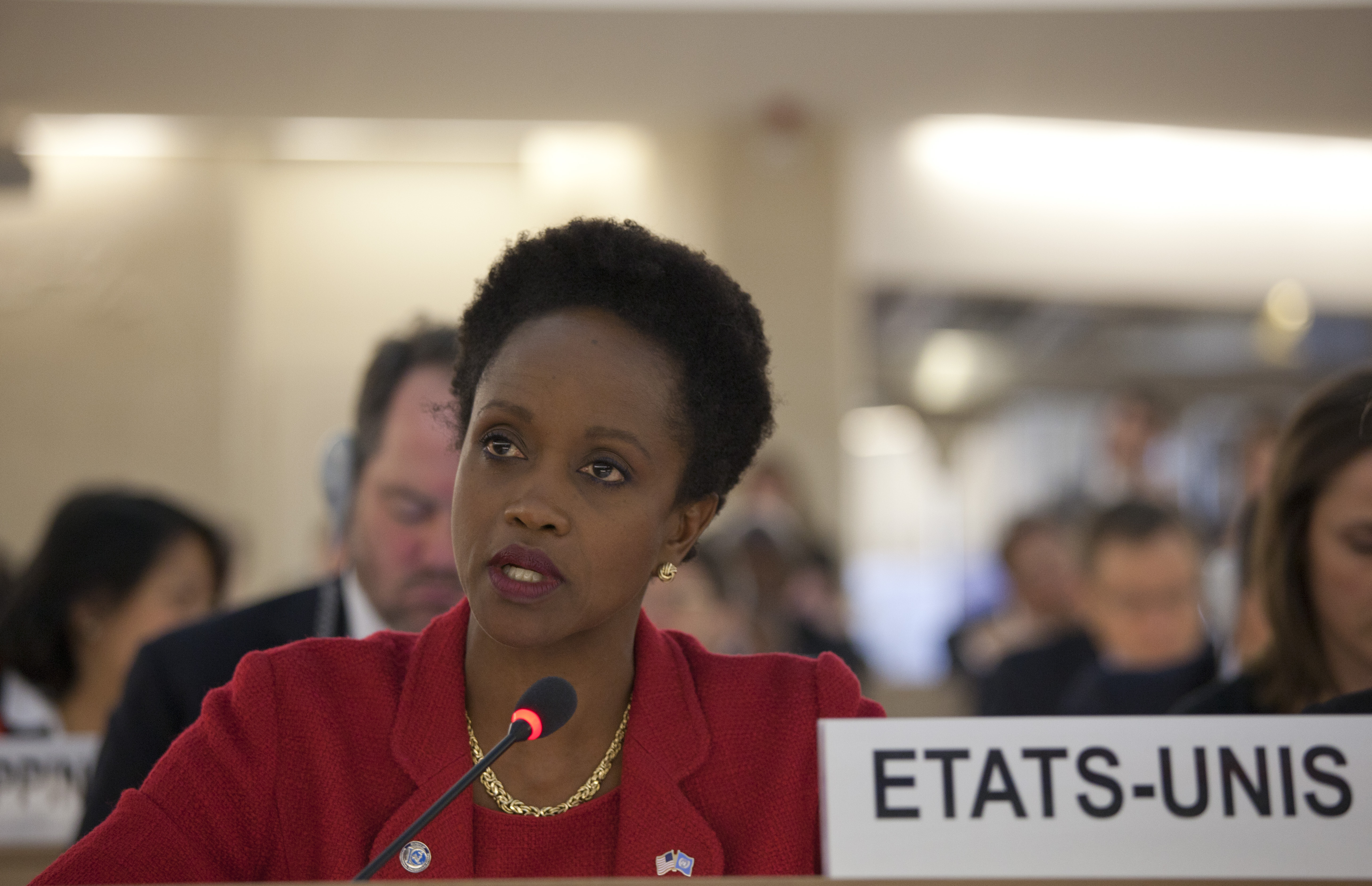
Esther Brimmer vorbeste despre drepturile omului in Siria

Soldați americani ce oferă ajutor umanitar pentru sirieni

De-a lungul războiului civil, Liga Arabă, Uniunea Europeană și Națiunile Unite au condamnat violențele comise de guvernul sirian și și-au exprimat suportul pentru drepturile protestatarilor în a-și exercita liberă exprimare. Inițial, guvernele din orientul mijlociu l-au susținut pe Assad, dar ulterior, în urmă escaladării crimelor, au început să critice violențele comise atât de guvern cât și de protestatari.  Liga Arabă și Organizația Cooperării Islamice i-au suspendat statutul de membru al Siriei. China și Rusia au votat rezoluțiile Consiliului de Securitate în 2011-2012, amenințând guvernul sirian cu sancțiuni dacă continuă cu acțiunile militare împotriva protestatarilor.
ONU a acordat ajutoare umanitare de 6,5 miliarde de dolari în decembrie 2013.  În cauza umanitară sunt implicate Oficiul Națiunilor Unite pentru Coordonarea Acțiunilor Umanitare - UNOCHA, cât și UNICEF ce oferă vaccinuri și pachete de îngrijire medicală celor aflați la nevoie. 
USAID a oferit ajutoare de 385 milioane de dolari către Siria în 2012 și în 2013.   SUA au distribuit provizii de alimente, apă potabilă, medicamente, materiale prime.   Iran a exportat zilnic 500-800 de tone de făină către Siria. 
Chiar și Israelul a oferit tratament medical către 750 de sirieni în spitalele din Dealurile Golan.  
Rusia a creat șase centre umanitare pentru a sprijini 3000 de refugiați în 2016. 
Organizația mondială a sănătății a raportat că 35% din spitalele Siriei sunt nefuncționale. 
Alte state care au mai donat Siriei au fost Regatul Unit al Marii Britanii, Germania, Arabia Saudită, Canada, Japonia, Emiratele Arabe și Norvegia.  

## Eforturile de pace

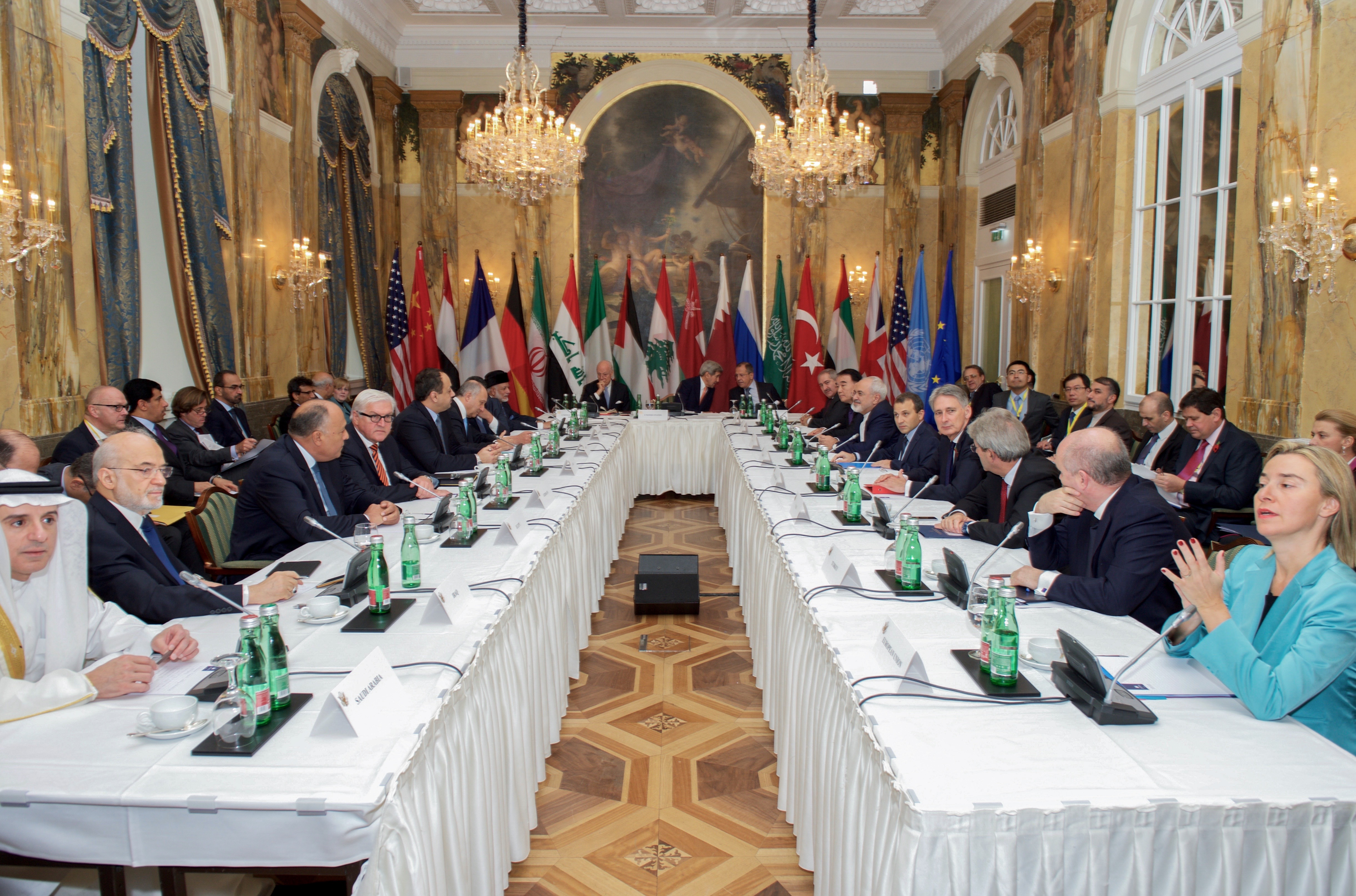
Negocieri de pace in Austria

De-a lungul perioadei de război au fost efectuate câteva inițiative internaționale de pace de către Liga Arabă și Națiunile Unite. Guvernul sirian a refuzat propunerile de a negocia cu grupările rebele pe care le consideră teroriste. 
Pe 1 februarie 2016, ONU a anunțat noi discuții de pace la Geneva ce au fost acceptate la Grupul Internațional de Suport pentru Siria la Viena. Pe 3 februarie 2016, discuțiile despre medierea păcii au fost suspendate. Pe 14 martie 2016, discuțiile au fost reluate. 
O altă rundă de negocieri între guvernul sirian și grupările rebele a avut loc pe 24 ianuarie 2017 în Astana, Kazakhstan, cu Rusia, Iran și Turcia ce au sprijinit acordul de încetare al focului în decembrie 2016.
Negocierile s-au dovedit a fi ineficiente, iar războiul continuă și în prezent.

## Vezi și
- Terorismul în Siria
- Revolta islamică din Siria din 1976 până în 1982
- Războiul civil irakian (2014 până în prezent)
- Războiul civil din Yemen (2015 până în prezent)
- Lista conflictelor moderne din Orientul Mijlociu
- Lista conflictelor armate în desfășurare
- Lista războaielor proxy
- Lista războaielor și bătăliilor care implică al-Qaeda
- Lista războaielor după numărul de morți
- Lista războaielor care implică Iran
- Lista războaielor care implică Siria